# مشغل ألعاب فيديو منزلي
مشغل ألعاب فيديو منزلي (بالإنجليزية: Home video game console)‏ هو مشغل ألعاب الفيديو مصمم لتوصيله بجهاز عرض، مثل جهاز تلفزيون، ومصدر طاقة خارجي لتشغيل ألعاب الفيديو. تعد المشغلات المنزلية عمومًا أقل قوة وقابلية للتخصيص من الحواسيب الشخصية، وهي مصممة لتتمتع بقدرات رسومات متقدمة ولكن الذاكرة ومساحة التخزين محدودة للحفاظ على الوحدات في متناول الجميع. بينما كانت المشغلات الأولية عبارة عن مشغلات مخصصة مع عدد قليل من الألعاب المثبتة في الدوائر الإلكترونية للمشغل، فإن معظم المشغلات منذ ذلك الحين تدعم استخدام وسائط الألعاب القابلة للتبديل، إما من خلال خراطيش الألعاب أو الأقراص الضوئية أو من خلال التوزيع الرقمي على وحدة التخزين الداخلية.
كان هناك العديد من مشغلات ألعاب الفيديو المنزلية منذ أول مشغل تجاري، ماغنافوكس أوديسي في عام 1972. تاريخياً، جٌمِعَت هذه المشغلات في أجيال تدوم كل منها حوالي ست سنوات بناءً على المواصفات الفنية المشتركة. اعتبارًا من عام 2020، كان هناك تسعة أجيال من المشغلات، مع الشركات المصنعة الرائدة حاليًا هي سوني ومايكروسوفت ونينتندو؛ تضمنت الشركات المصنعة للمشغلات السابقة أتاري وفيرتشايلد وإنتيليفيجن إنترتينمنت وكوليكو وسيجا وإن إي سي وثري دي أو وإس إن كي.

## نظرة عامة
مشغلات ألعاب الفيديو المنزلية هي عبارة عن قطعة مصممة مسبقًا من الأجهزة الإلكترونية التي من المفترض وضعها في مكان ثابت في المنزل، ومتصلة بشاشة مثل شاشة التلفزيون أو شاشة الحاسوب، ومصدر طاقة خارجي لتشغيل ألعاب الفيديو على باستخدام واحد أو أكثر من أجهزة التحكم بألعاب الفيديو. يختلف هذا عن مشغلات ألعاب الفيديو المحمولة التي تحتوي على شاشة مدمجة وأزرار / ميزات تحكم ومصدر طاقة مثل البطارية أو حزمة البطارية.
بنيت المشغلات المنزلية السابقة عادةً من مجموعة مختارة من رقائق الكمبيوتر المتكاملة القياسية والمخصصة للغاية، والمعبأة في لوحات الدوائر والحالات. بمرور الوقت، تقارب تصميم المشغلات المنزلية إلى حد ما مع الحواسيب الشخصية، باستخدام مكونات مماثلة وتصميم المشغل، بما في ذلك التوحيد القياسي مع بنية شرائح الحاسوب الرئيسية. تظل المشغلات بمثابة مشغلات ثابتة، تفتقر إلى خيارات التخصيص الموجودة في مكونات الحاسوب الشخصي وتحتوي معظم المشغلات على مكونات مخصصة لزيادة المساحة وتقليل استهلاك الطاقة لتوفير أفضل أداء لممارسة الألعاب، مع خفض التكاليف مع تقليل تكوينات التخزين والذاكرة.
عادةً ما يمكن لمشغلات ألعاب الفيديو المنزلية تشغيل العديد من الألعاب، والتي تُقَدَّم إما كخراطيش ألعاب، أو على وسائط بصرية مثل قرص مضغوط أو دي في دي أو بلو راي، أو يحصل عليها عن طريق التوزيع الرقمي. كانت المشغلات المبكرة، التي تُعتبر أيضًا مشغلات مخصصة، تحتوي على ألعاب أُصلحت في الدوائر الإلكترونية للأجهزة. قد يُتَحَكَّم في بعض الجوانب عن طريق تبديل عناصر التحكم الخارجية على المشغل ولكن لا يمكن تغيير الألعاب بنفسها.
تتطلب معظم المشغلات المنزلية جهاز تحكم منفصل، وقد تدعم أجهزة تحكم متعددة للألعاب متعددة اللاعبين. لا يمكن لعب بعض ألعاب المشغلات إلا باستخدام أجهزة تحكم خاصة وغير تقليدية، مثل المسدس الضوئي لألعاب رماة السكك الحديدية والغيتار لألعاب الإيقاع. تمتلك بعض المشغلات أيضًا القدرة على الاتصال والتفاعل مع مشغل ألعاب محمول معين، والذي يمكن لبعض الألعاب الاستفادة منه لتوفير أجهزة تحكم بديلة، أو عناصر تشغيل الشاشة الثانية، أو محتوى حصري غير قابل للفتح، أو القدرة على نقل بيانات معينة للعبة.

## التاريخ
كان ماغنافوكس أوديسي الذي طوره رالف باير هو أول مشغل ألعاب فيديو منزلي، وصدر في 1972. في عام 1975، طرحت أتاري النسخة المنزلية من بونغ واستنادًا للعبة الصالات. بعد ذلك، ظهرت نسخ مقلدة للمشغلين وغمرت سوق مشغلات ألعاب الفيديو المنزلية فعانت صناعة ألعاب الفيديو في عام 1977 من ركود اقتصادي محدود بسبب ذلك.
كان مشغل فيرتشايلد تشانيل إف، الذي صدر في عام 1976، أول مشغل يستخدم خراطيش الألعاب، والتي استخدمتها أتاري في مشغلها أتاري في سي إس والعديد من المشغلات الأخرى من الجيل الثاني وأدت إلى طفرة ثانية في صناعة ألعاب الفيديو في الولايات المتحدة وحول العالم. خلال هذا الوقت، بيعت شركة أتاري لشركة وارنر كوميونوكيتشنز، وبسبب تغيير القيادة، ترك العديد من المبرمجين الشركة وأسسوا أكتيفجن، ليصبح أول شركة تطوير طرف ثالث. أدى نجاح أكتيفجن إلى اندفاع مطورين جدد إلى إنشاء ألعاب بدون أي ضوابط نشر لهذه المشغلات. أصبح السوق مغمورًا بألعاب ذات جودة رديئة، بالإضافة إلى زيادة شعبية الحاسوب الشخصي والركود الاقتصادي في أوائل الثمانينيات، مما أدى إلى انهيار ألعاب الفيديو في عام 1983 في السوق الأمريكي. اتخذت نينتندو، التي أصدرت مشغل فاميكوم في اليابان في ذلك العام، العديد من الخطوات التحذيرية للحد من إنتاج الألعاب للألعاب المرخصة فقط، وتمكنت من تقديم فاميكوم، الذي أعيد تسميته باسم نينتندو إنترتينمنت سيستم (إن إي إس) في عام 1985 في سوق الولايات المتحدة. ساعد مشغل إن إي إس في إحياء سوق أنظمة الألعاب ومنح نينتندو سيطرة خلال أواخر الثمانينيات.
استفادت سيجا من النمو الجديد في الولايات المتحدة لتسويق سيجا جينسيس ضد مشغل سوبر نينتندو إنترتينمنت سيستم في أوائل التسعينيات في ما يسمى بحروب مشغلات ألعاب الفيديو وأكدت على فكرة «البتات» كنقطة بيع رئيسية للمستهلكين. أدى اعتماد المستهلكين للأقراص الضوئية ذات السعة التخزينية الأكبر في منتصف عام 1995 إلى قيام العديد من مصنعي المشغلات بالابتعاد عن الخراطيش إلى الأقراص المضغوطة ولاحقًا إلى أقراص دي في دي وغيرها من التنسيقات، مع تقديم عائلة بلاي ستيشن من سوني المزيد من الميزات التي أعطتها ميزة في السوق؛ لا يزال مشغل بلاي ستيشن 2، الذي صدر في عام 2000، هو أكثر مشغل ألعاب فيديو مبيعًا حتى الآن حيث بيع أكثر من 155 مليون مشغل. خوفًا من أن يكون بلاي ستيشن 2 يهدد الميزة التنافسية للحاسوب الشخصي، دخلت مايكروسوفت مساحة المشغلات بعائلة إكس بوكس الخاص بها في عام 2001. أصبح الاتصال بالإنترنت شائعًا بحلول منتصف العقد الأول من القرن الحادي والعشرين، ودعمت جميع المشغلات المنزلية تقريبًا التوزيع الرقمي والخدمة عبر الإنترنت العروض بحلول 2010.
مع سيطرة سوني ومايكروسوفت على سوق المشغلات، انسحبت معظم الشركات المصنعة الكبرى الأخرى من تطوير المشغلات، لكنها حافظت على وجودها في مجال تطوير الألعاب والترخيص. لا تزال نينتندو هي المنافس الوحيد الذي اتخذ استراتيجية المحيط الأزرق من خلال تقديم المزيد من مفاهيم الأنظمة الأصلية مثل استشعار الحركة في وي والتصميم الهجين لنينتندو سويتش.

### نظرة عامة على الجدول الزمني
يوجد أدناه جدول زمني لكل جيل مع أفضل ثلاث مشغلات ألعاب فيديو منزلية لكل جيل بناءً على المبيعات العالمية. للحصول على قائمة كاملة بمشغلات ألعاب الفيديو المنزلية التي صدرت في كل جيل، يرجى الاطلاع على المقالة الخاصة بكل جيل.
| current generation consoles | حالي          | مشغل من الجيل الحالي يُصَنَّع ويباع في السوق.                                                  |
| †                           | المركز الأول  | مشغل منزلي يملك أعلى مبيعات في جيله.                                                       |
| ‡                           | المركز الثاني | مشغل منزلي يملك ثاني أعلى مبيعات في جيله.                                                  |
| ◁                           | المركز الثالث | مشغل منزلي يملك ثالث أعلى مبيعات في جيله.                                                  |
|                             | مراكز أخرى    | أصدرت الشركة المصنعة مشغل منزلي لكنه لم يكن واحد من أكثر ثلاث مشغلات منزلية مبيعًا في جيله. |
|                             | لا يوجد       | الشركة المصنع لم تصدر مشغلًا منزليًا.                                                        |

| الشركة المصنعة  | الجيل                            | الجيل                           | الجيل                                    | الجيل                         | الجيل                       | الجيل                              | الجيل                       | الجيل                           | الجيل                                      |
| الشركة المصنعة  | الأول (1972–1980)                | الثاني (1976–1992)              | الثالث (1983–2003)                       | الرابع (1987–2004)            | الخامس (1993–2006)          | السادس (1998–2013)                 | السابع (2005–2017)          | الثامن (2012–الحاضر)            | التاسع (2020–الحاضر)                       |
| --------------- | -------------------------------- | ------------------------------- | ---------------------------------------- | ----------------------------- | --------------------------- | ---------------------------------- | --------------------------- | ------------------------------- | ------------------------------------------ |
| أتاري           | هوم بونغ (150,000)               | أتاري 2600 † (30 مليون)         | أتاري 7800 ◁ (1 مليون)                   |                               | أتاري جاغوار (250 ألف)      |                                    |                             |                                 |                                            |
| أتاري           | هوم بونغ (150,000)               | أتاري 5200 (1 مليون)            | أتاري إكس إي جي إس (100 ألف)             |                               | أتاري جاغوار (250 ألف)      |                                    |                             |                                 |                                            |
| كوليكو          | تيلستار (1 مليون)                | كوليكو فيجن ◁ (أكثر من 2 مليون) |                                          |                               |                             |                                    |                             |                                 |                                            |
| نينتندو         | سلسلة كولر تي في غيم (1.5 مليون) |                                 | نينتندو إنترتينمنت سيستم † (61.91 مليون) | سوبر نينتندو † (49.1 مليون)   | نينتندو 64 ‡ (32.93 مليون)  | غيم كيوب ◁ (21.74 مليون)           | وي † (101.63 مليون)         | وي يو (13.56 مليون)             |                                            |
| نينتندو         | سلسلة كولر تي في غيم (1.5 مليون) | نينتندو سويتش ‡ (92.87 مليون)   | نينتندو إنترتينمنت سيستم † (61.91 مليون) | سوبر نينتندو † (49.1 مليون)   | نينتندو 64 ‡ (32.93 مليون)  | غيم كيوب ◁ (21.74 مليون)           | وي † (101.63 مليون)         |                                 |                                            |
| ماغنافوكس‍/فيليبس | أوديسي (330 ألف)                 | أوديسي² (2 مليون)               | فيديو باك+ جي7400 (غ/م)                  | سي دي-آي (570 ألف)            |                             |                                    |                             |                                 |                                            |
| ماتيل إلكترونكس |                                  | إنتيليفيجن ‡ (أكثر من 3 مليون)  |                                          |                               |                             |                                    |                             |                                 |                                            |
| سيجا            |                                  |                                 | إس جي-1000 (160 ألف)                     | سيجا جينسيس ‡ (33.75 مليون)   | سيجا ساترن ◁ (9.26 مليون)   | دريم كاست (9.13 مليون)             |                             |                                 |                                            |
| سيجا            |                                  | ماستر سيستم ‡ (10–13 مليون)     |                                          | سيجا جينسيس ‡ (33.75 مليون)   | سيجا ساترن ◁ (9.26 مليون)   | دريم كاست (9.13 مليون)             |                             |                                 |                                            |
| إن إي سي        |                                  |                                 |                                          | توربو غرافيكس-16 ◁ (10 مليون) | بي سي-إف إكس (100 ألف)      |                                    |                             |                                 |                                            |
| سوني            |                                  |                                 |                                          |                               | بلاي ستيشن † (102.49 مليون) | بلاي ستيشن 2 † (أكثر من 155 مليون) | بلاي ستيشن 3 ‡ (87.4 مليون) | بلاي ستيشن 4 † (116.6 مليون)    | بلاي ستيشن 5 † (17.3 مليون)                |
| مايكروسوفت      |                                  |                                 |                                          |                               |                             | إكس بوكس ‡ (24 مليون)              | إكس بوكس 360 ◁ (85.8 مليون) | إكس بوكس ون ◁ (51 مليون تقريبًا) | إكس بوكس سيريس إكس وأس ‡ (12 مليون تقريبًا) |

## قائمة مشغلات ألعاب الفيديو المنزلية
هناك أكثر من 1000 مشغل ألعاب فيديو منزلي معروف بوجوده، وصدرت أغلب المشغلات خلال الجيل الأول: صدر 100 مشغل منزلي فقط بين الجيل الثاني والجيل الحالي، وألغي 10 منها. تنقسم هذه القائمة إلى أجيال المشغلات التي سميت بناءً على نوع المشغل السائد في تلك الحقبة، على الرغم من أنه ليس كل المشغلات في تلك الأجيال من نفس النوع. أُشيرَ إلى بعض العصور بناءً على عدد وحدات البت التي يمكن أن يعالجها النظام الرئيسي. كان «عصر 128 بت» (الجيل السادس) هو العصر الأخير الذي انتشرت فيه هذه الممارسة.
لا تحسب هذه القائمة سوى أول نسخة لكل مشغل، لأن العديد من المشغلات لديها نسخ ضئيلة أو محسّنة أو نسخ أخرى للمشغلات، لكنها غير مدرجة هنا بشكل فردي. تتضمن القائمة أيضًا المشغلات التي لم تصدر. إذا بدأت سلسلة من مشغلات ألعاب الفيديو المنزلية في جيل واحد واستمرت حتى جيل آخر، فستدرج في الجيل الذي بدأت فيه السلسلة. هذه القائمة لا تدعي أنها كاملة.

لا تتضمن هذه القائمة أنواعًا أخرى من مشغلات ألعاب الفيديو مثل المشغلات المحمولة، والتي عادةً ما تكون ذات قوة حسابية أقل من المشغلات المنزلية نظرًا لصغر حجمها. المشغلات المصغرة، والتي عادةً ما تكون أجهزة منخفضة التكلفة تعتمد على أندرويد وتعتمد على التنزيل. مشغلات ذات طراز قديم، أو مشغلات مخصصة من الجيل الأول، والتي تحتوي على ألعاب مدمجة ولا تستخدم أي شكل من أشكال الوسائط المادية. أعيد تصميم مشغلات من وقت لآخر لتحسين جاذبيتها في السوق. لا تسرد النماذج المعاد تصميمها بمفردها.:
  تظليل الخلفية يشير إلى المشغلات الملغية التي إما ألغيت أو توقف تطويرها في أي مرحلة.
   تشير علامات الهاشتاغ إلى المشغلات التي تحتوي على نسخ محسنة أو مختلفة.

### الجيل الأول (1972-1984)
هناك أكثر من 900 مشغل ألعاب فيديو منزلي معروف أنه أصدر في الجيل الأول من مشغلات ألعاب الفيديو.
كانت معظم المشغلات في هذا الجيل عبارة عن مشغلات مخصصة مع ألعاب مدمجة في الدوائر الإلكترونية للمشغلات. يمكن للاعبين استخدام مفاتيح على النظام أو طرق خارجية مشابهة «لتبديل» الألعاب، لكن لا يمكنهم إضافة لعبة جديدة إلى المشغل.

### الجيل الثاني (1976-1992)
هناك 21 مشغل ألعاب فيديو منزلي صدر في الجيل الثاني، ومشغل واحد ملغي؛

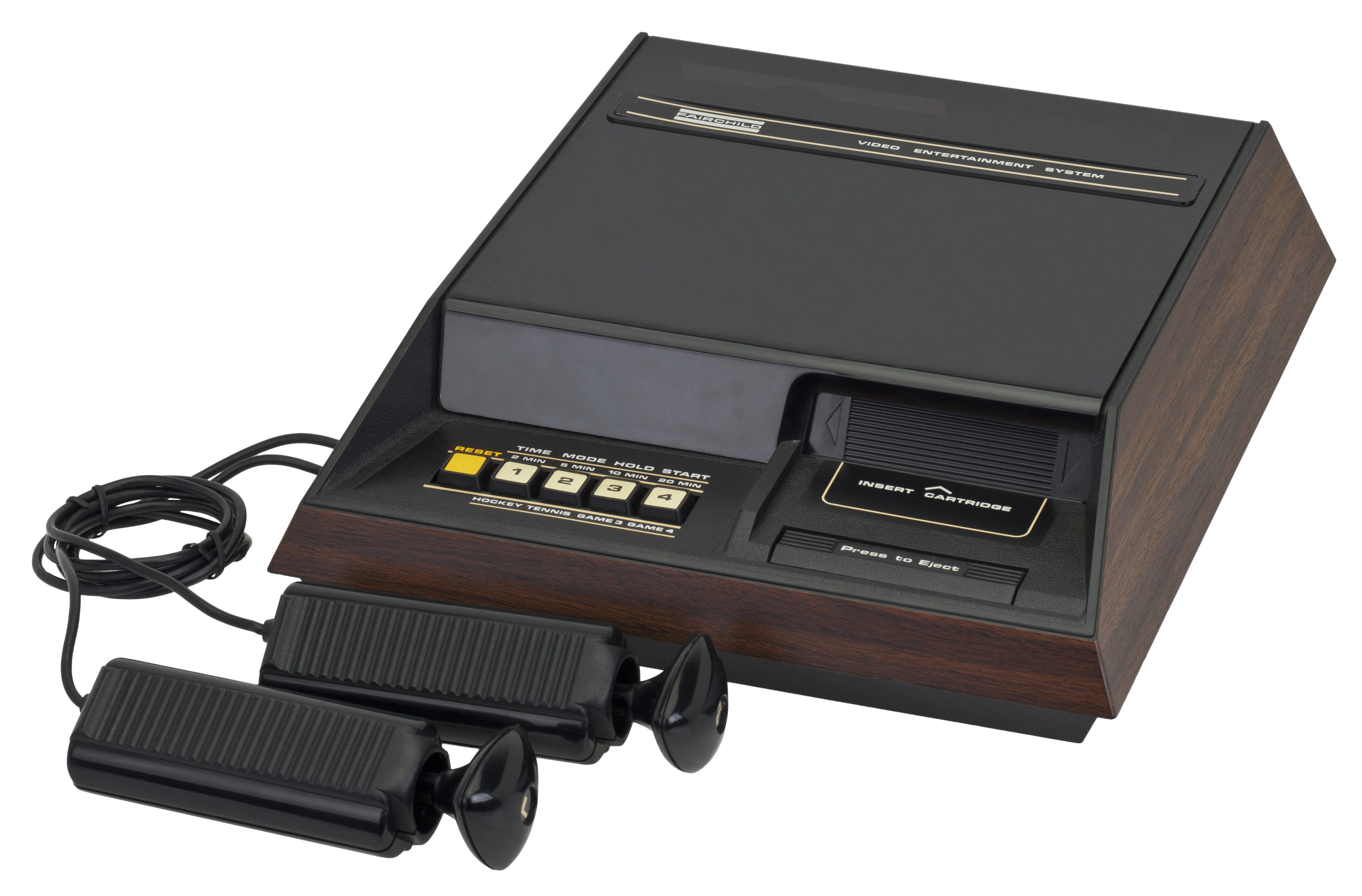
فيرتشايلد تشانيل إف (نوفمبر 1976)
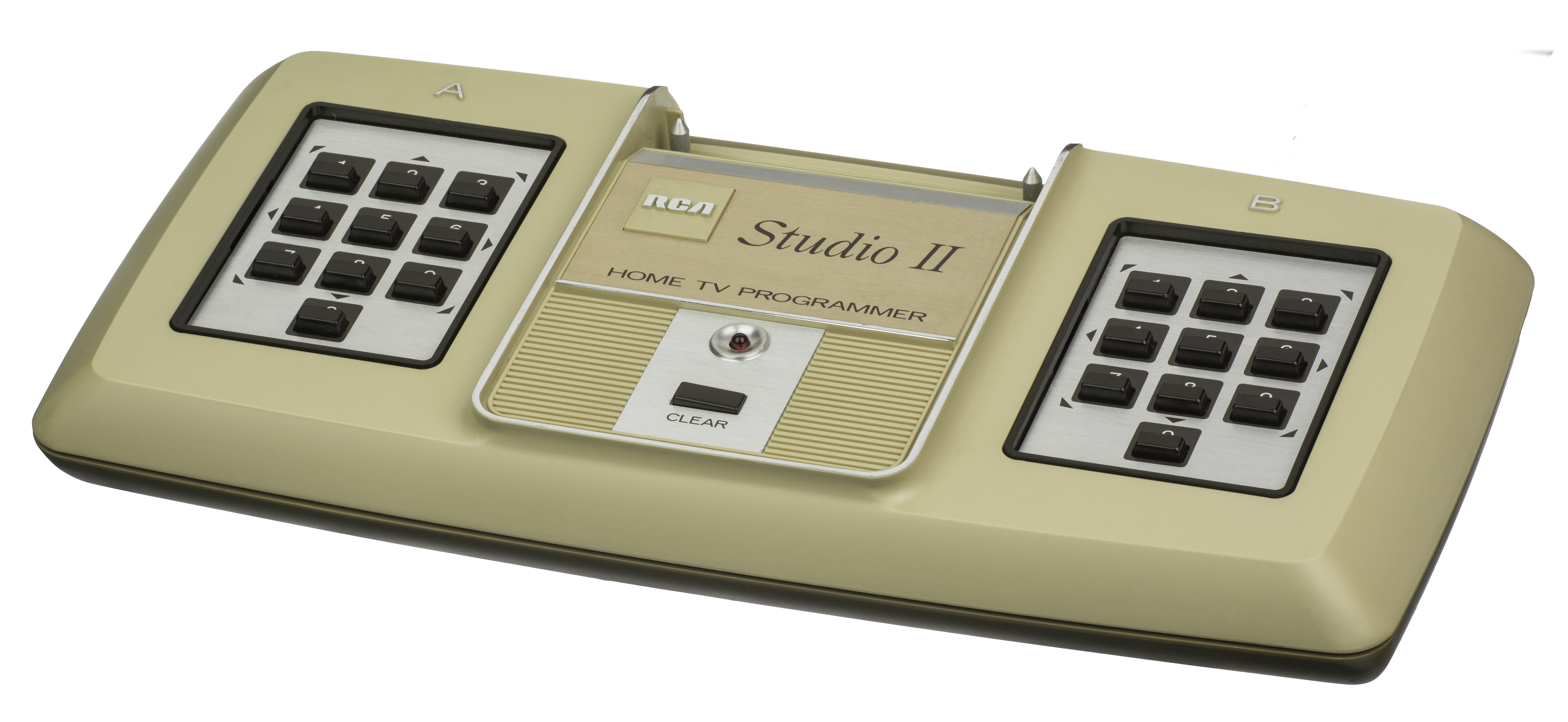
آر سي أيه ستوديو II (يناير 1977)
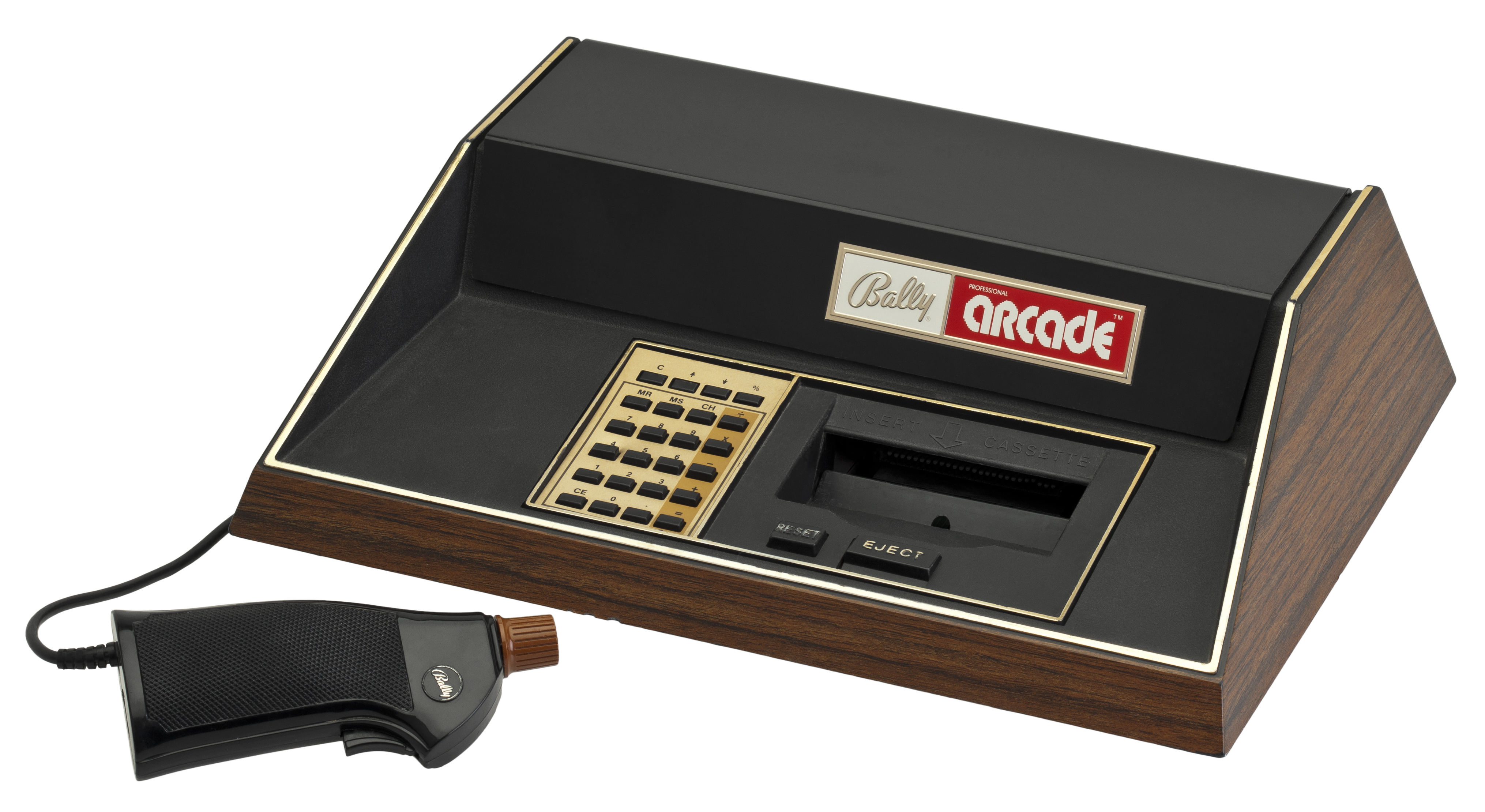
بالي أستروكيد (1977)
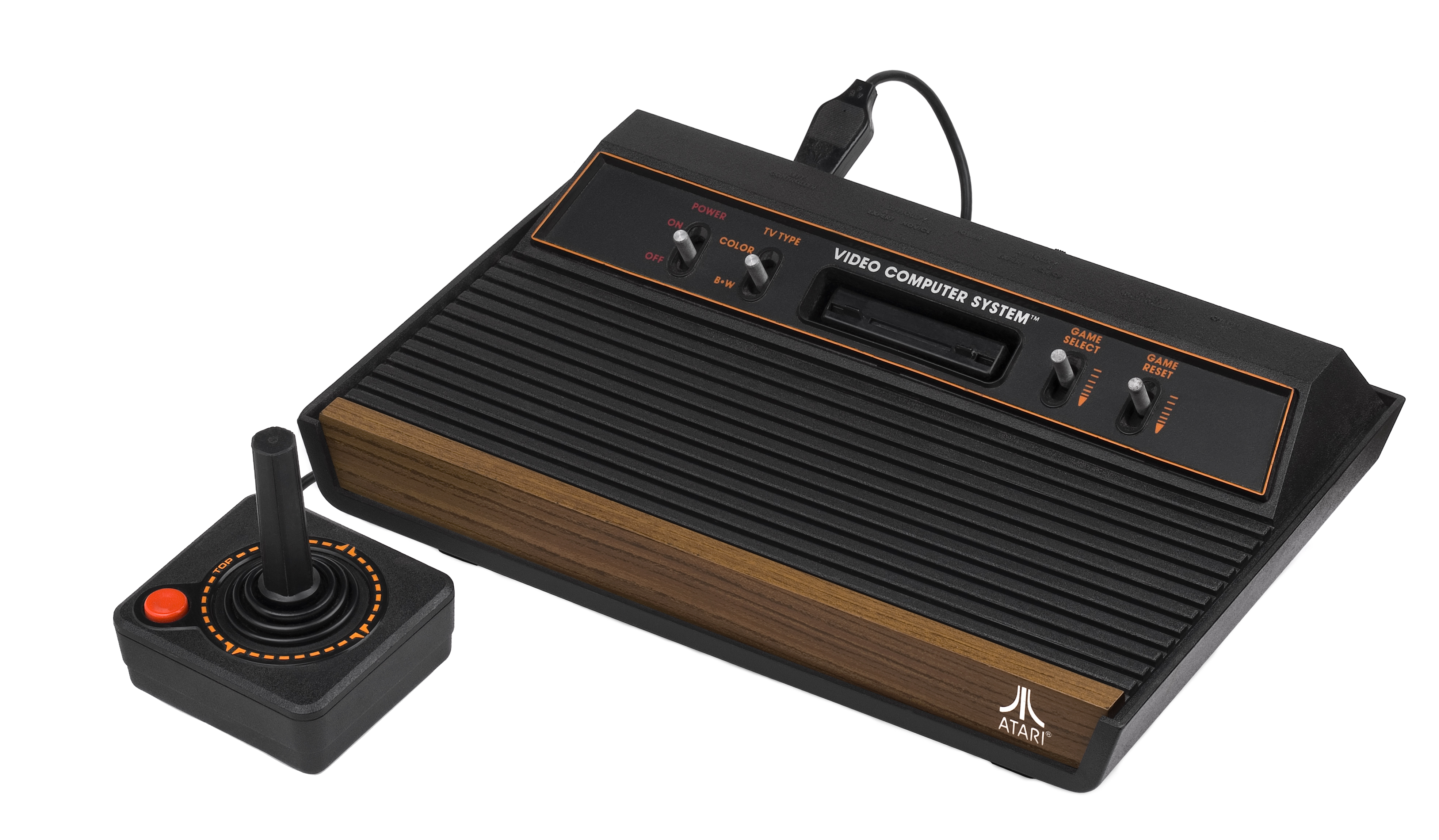
أتاري 2600 (1977)
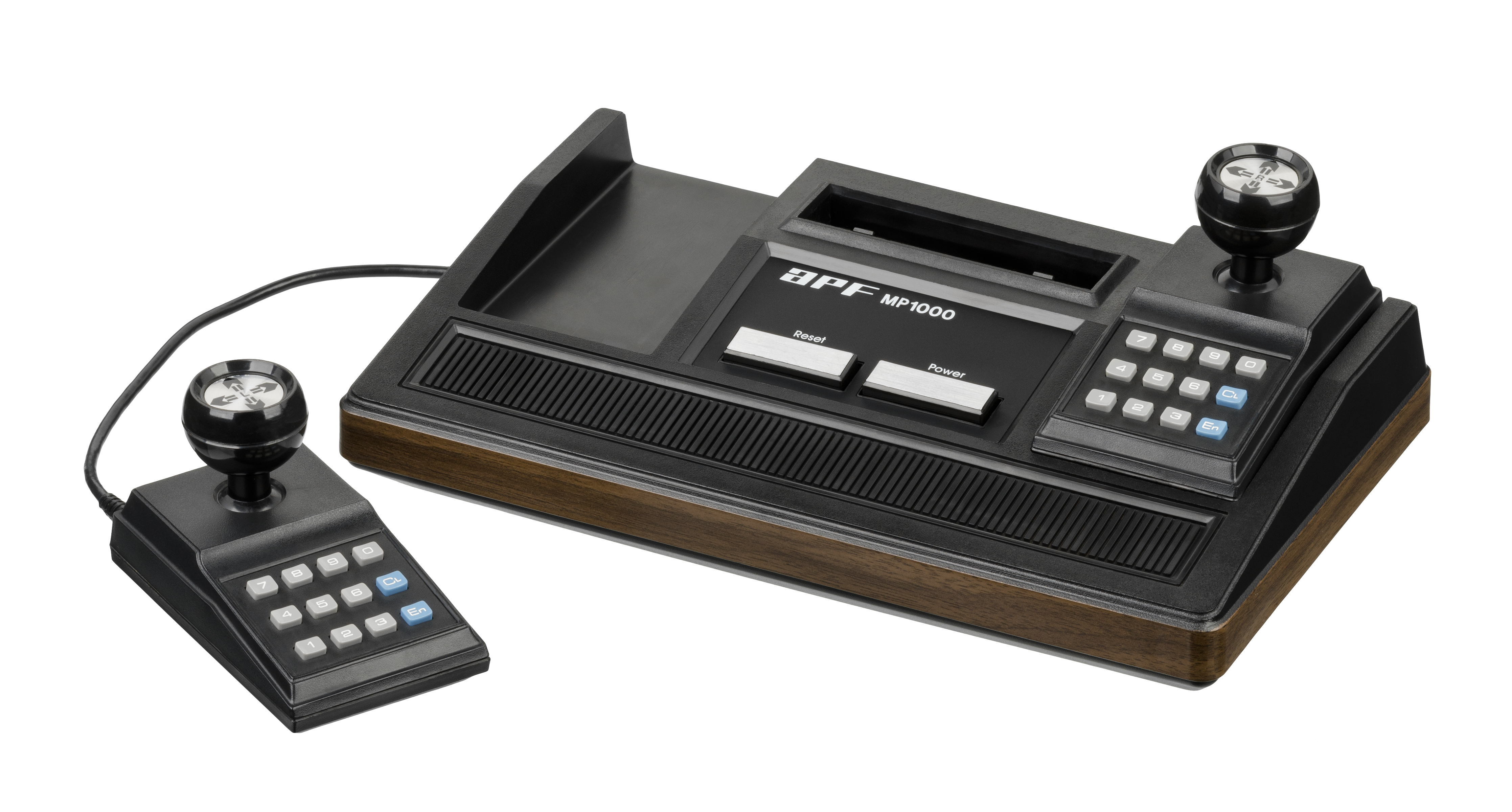
إيه بي إف-إم بي 1000 (1978)
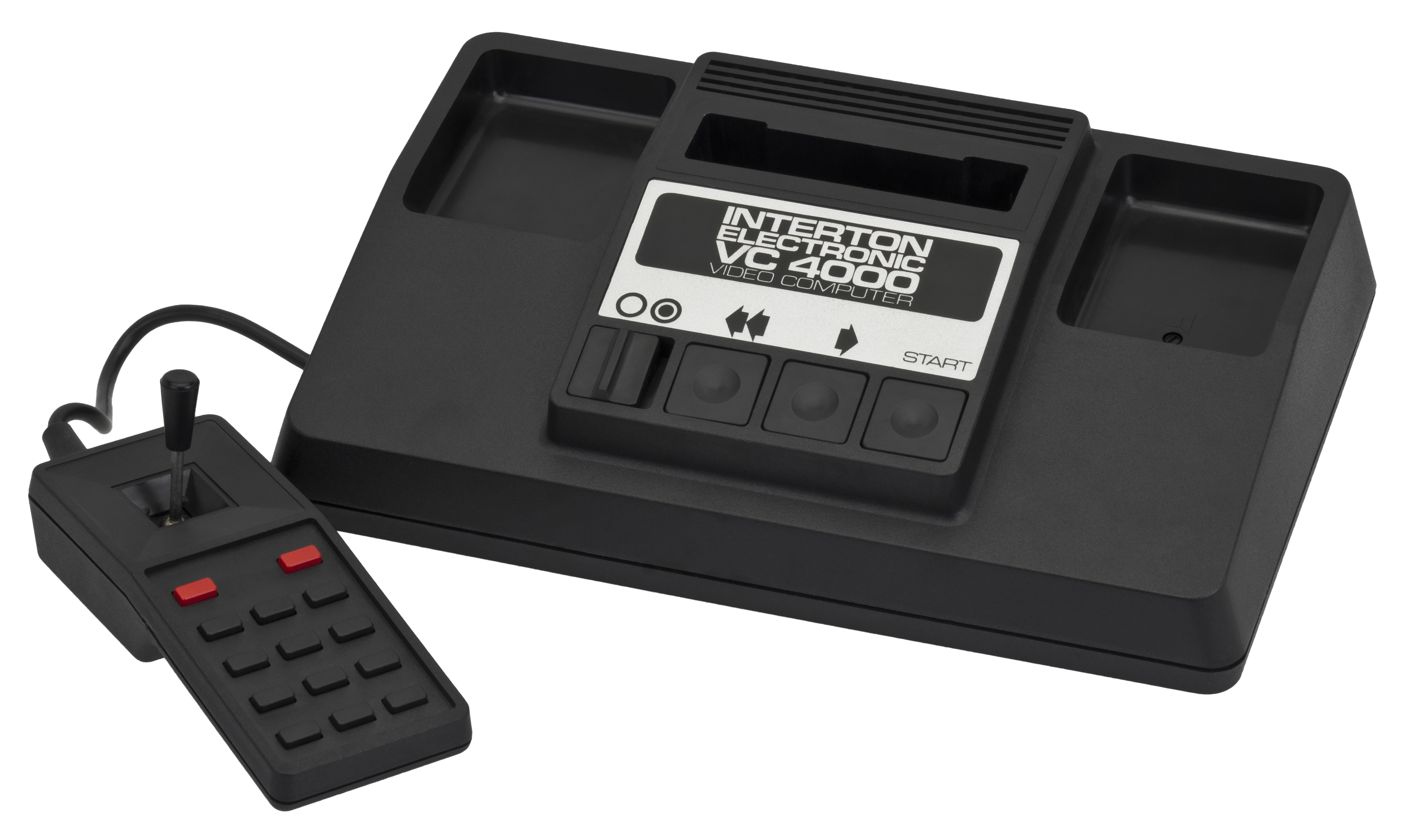
إنترتون فيديو كمبيوتر 4000 (1978)
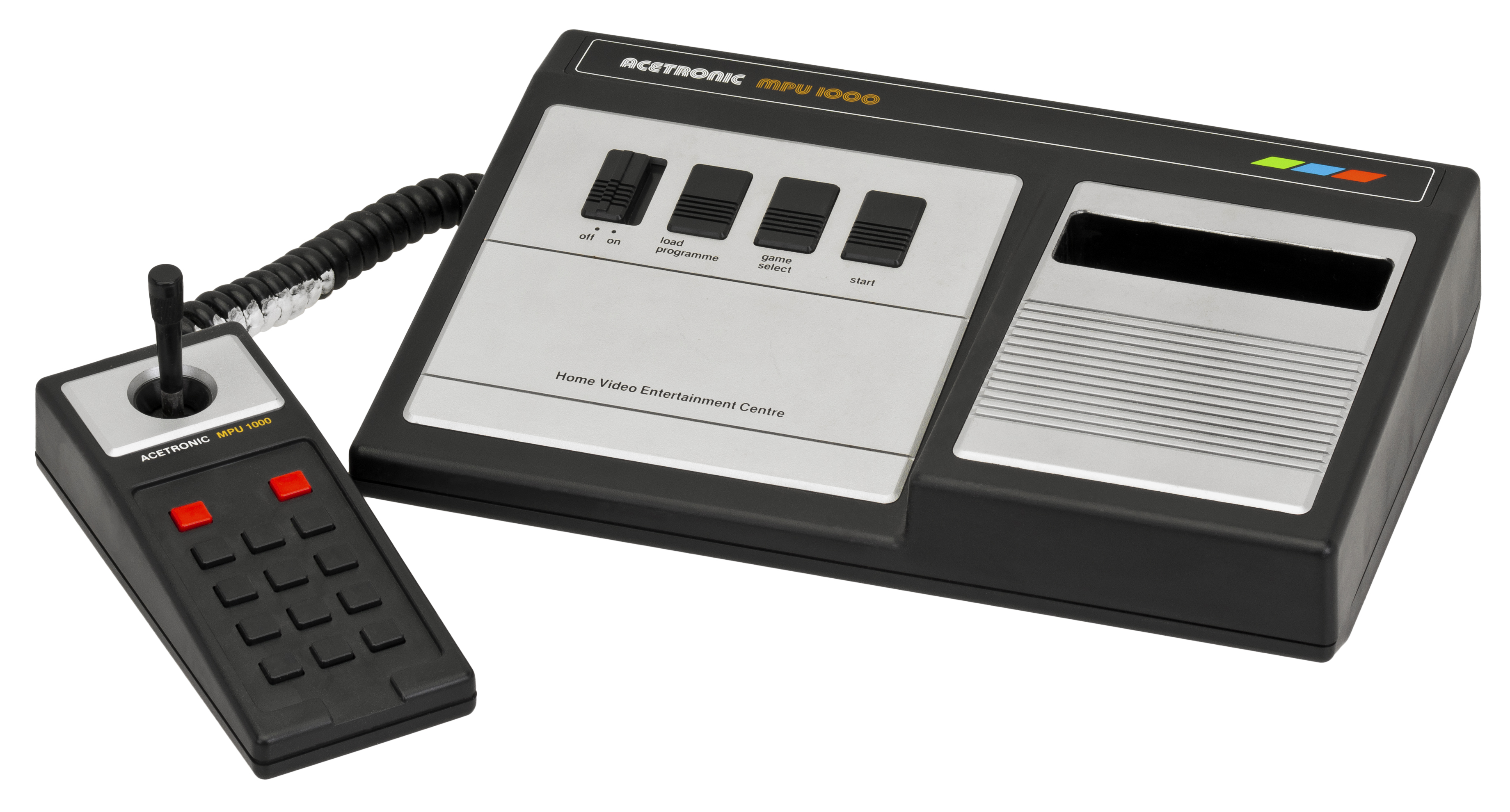
1292 أدفانسد بروغرامابل فيديو سيستم (1978)
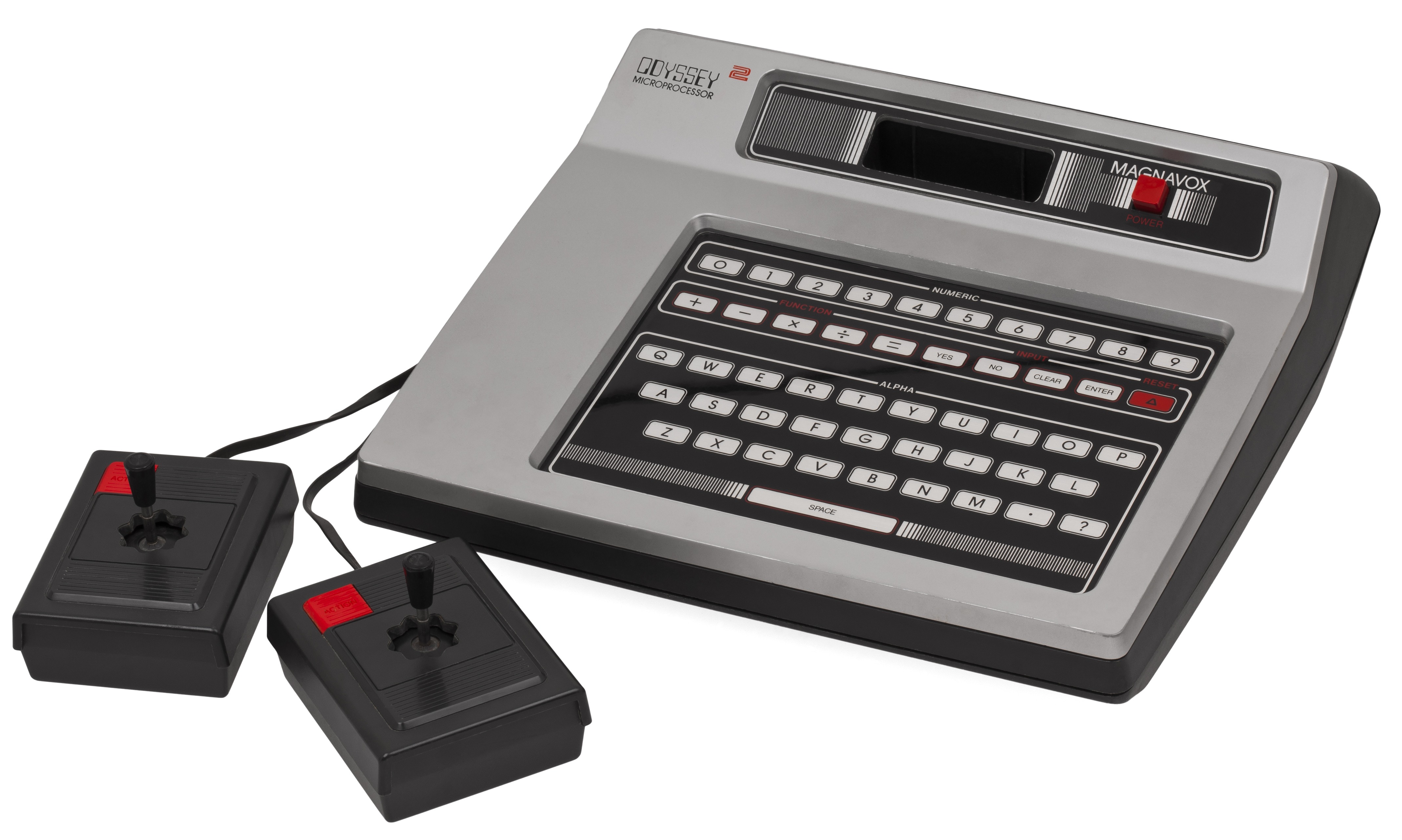
ماغنافوكس أوديسي 2 (1978)
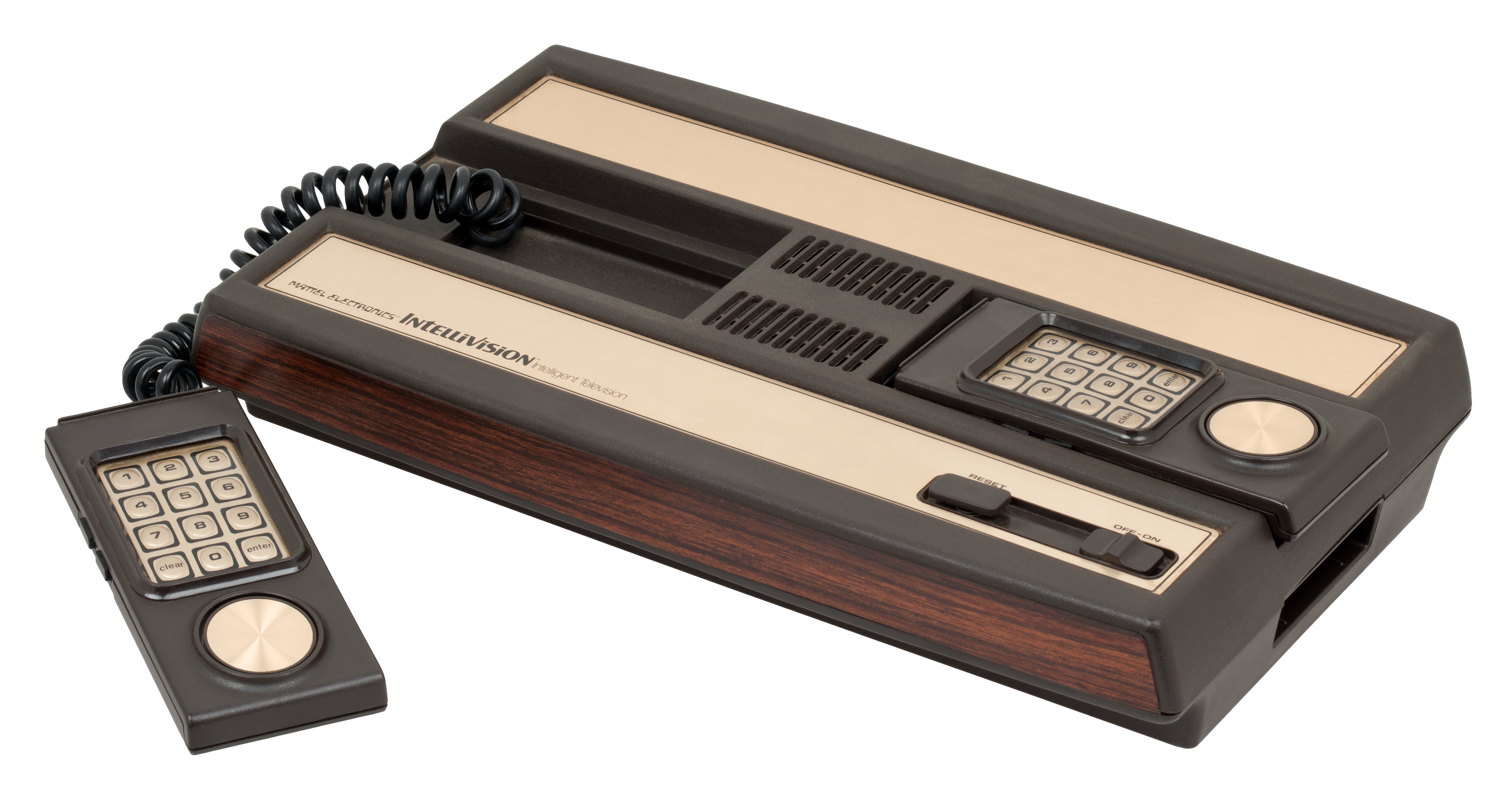
إنتيليفيجن (1979)
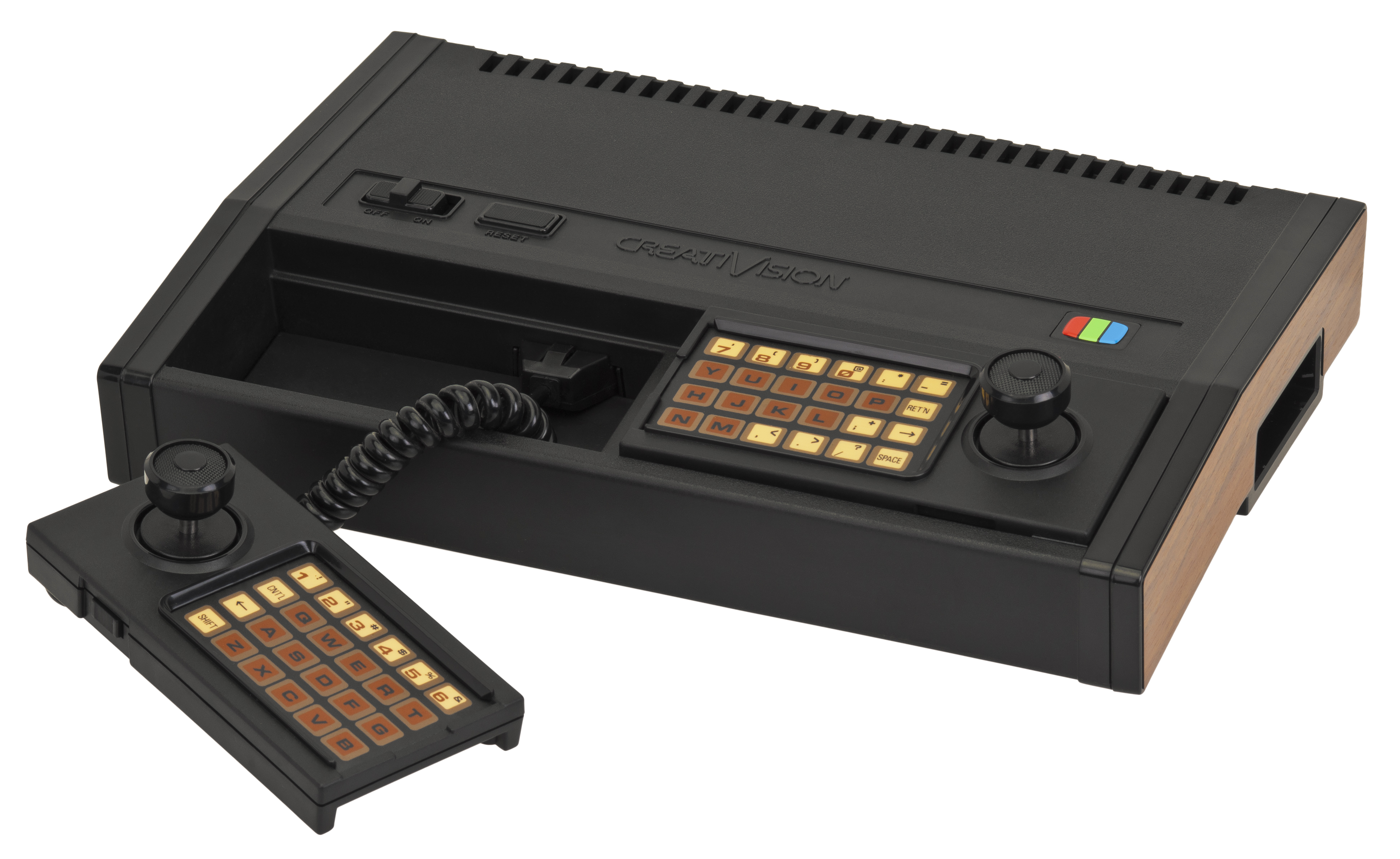
فيتك كريايتيفيجن (1981)
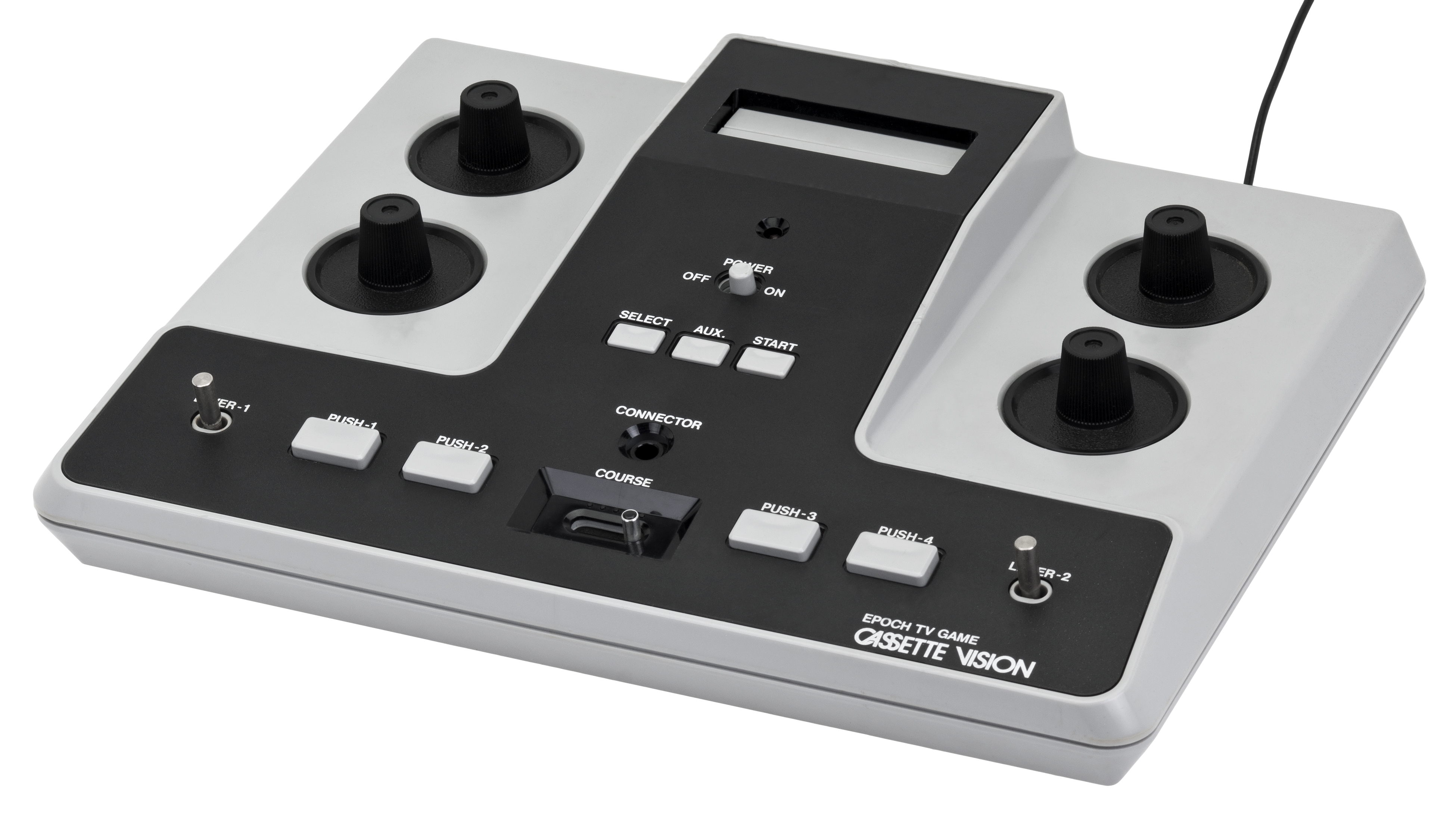
إيبوتش كاسيت فيجن (1981)
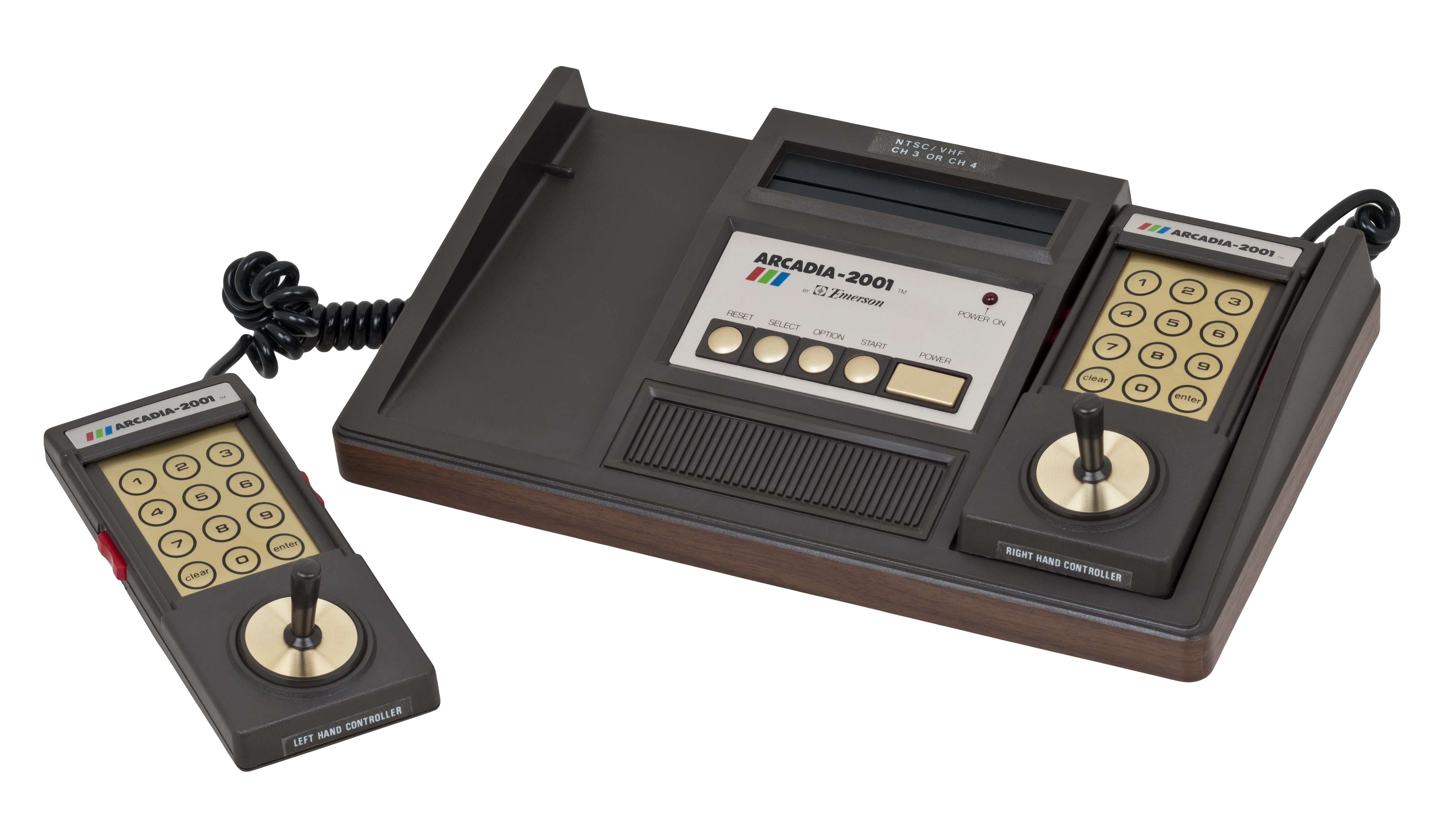
أركاديا 2001 (1982)
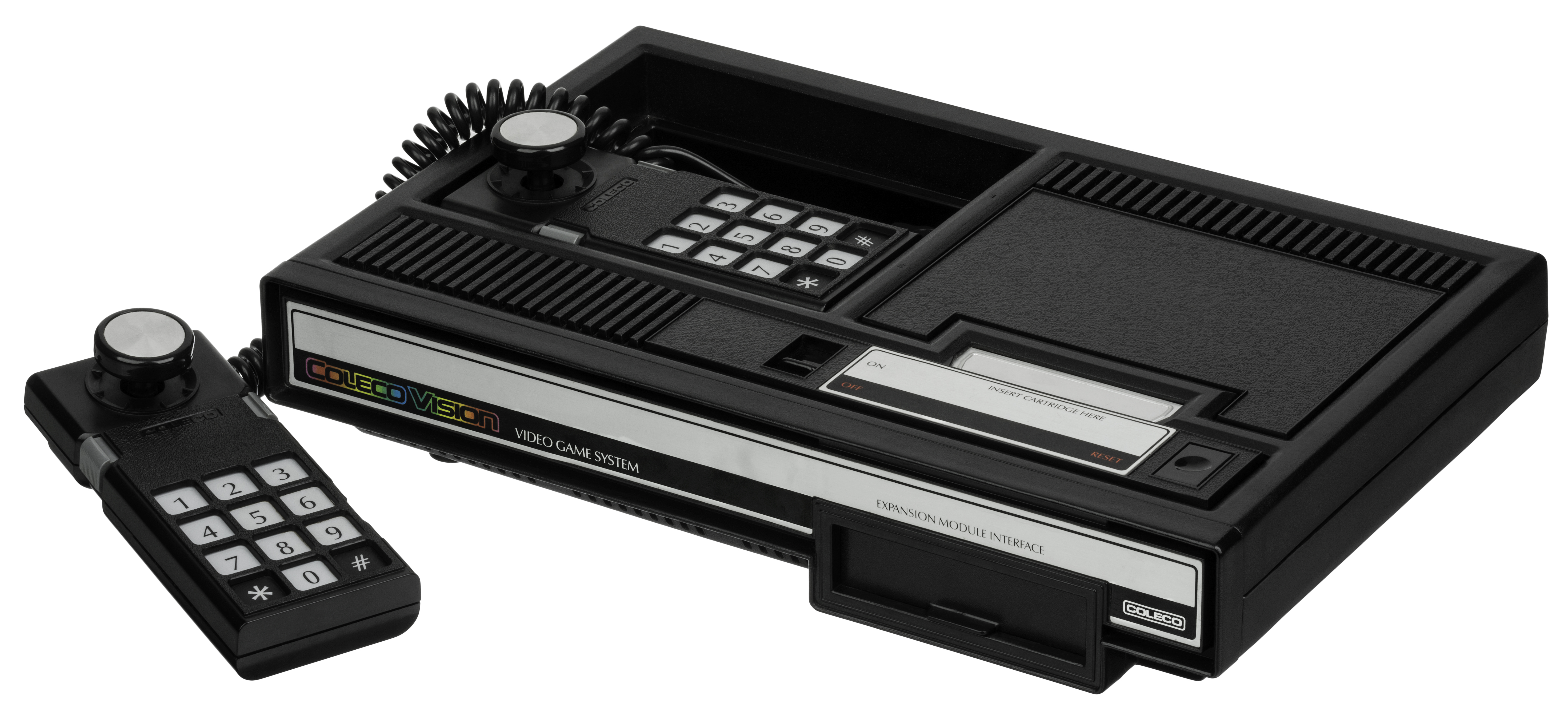
كوليكو فيجن (1982)
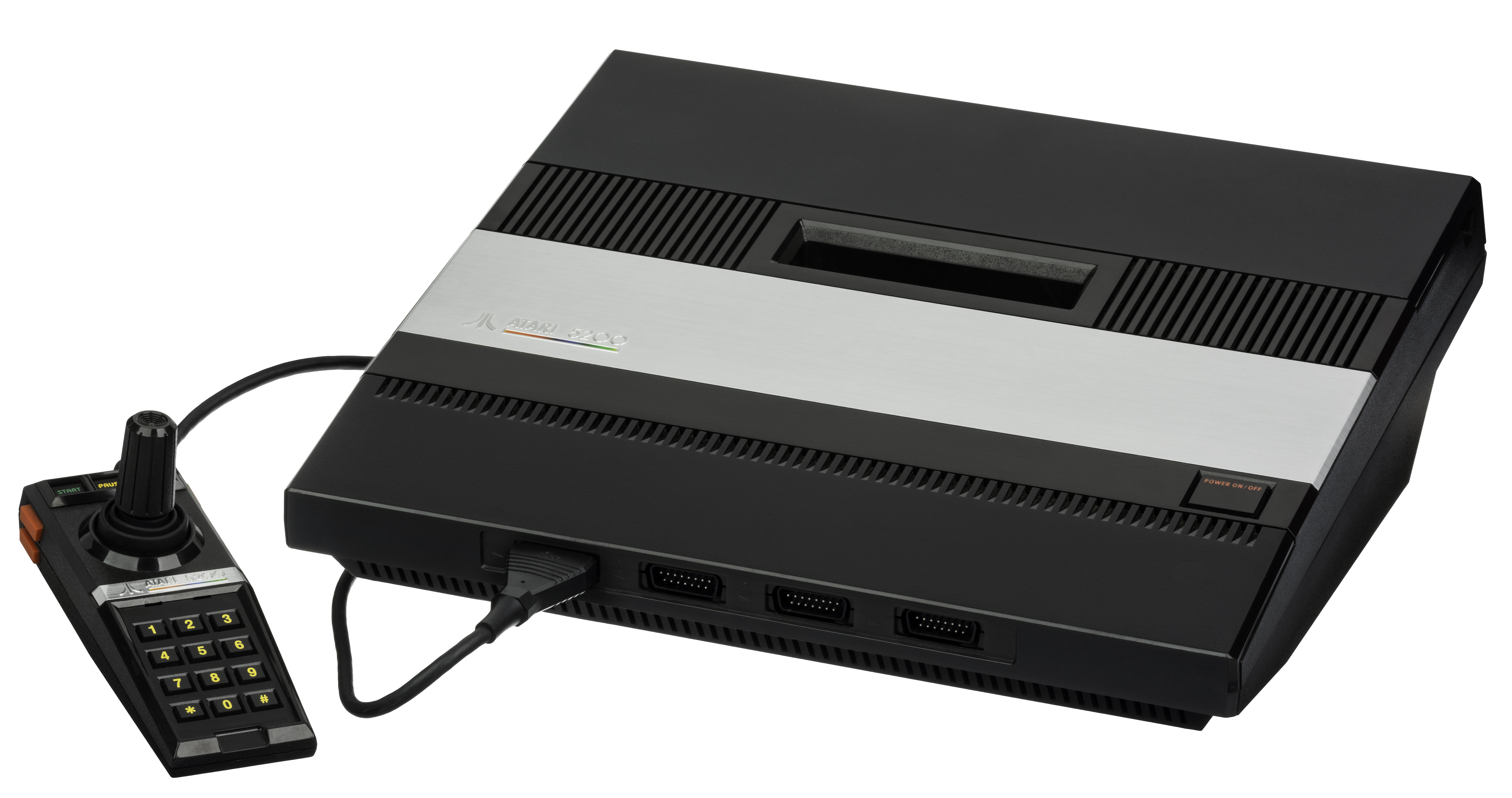
أتاري 5200 (1982)
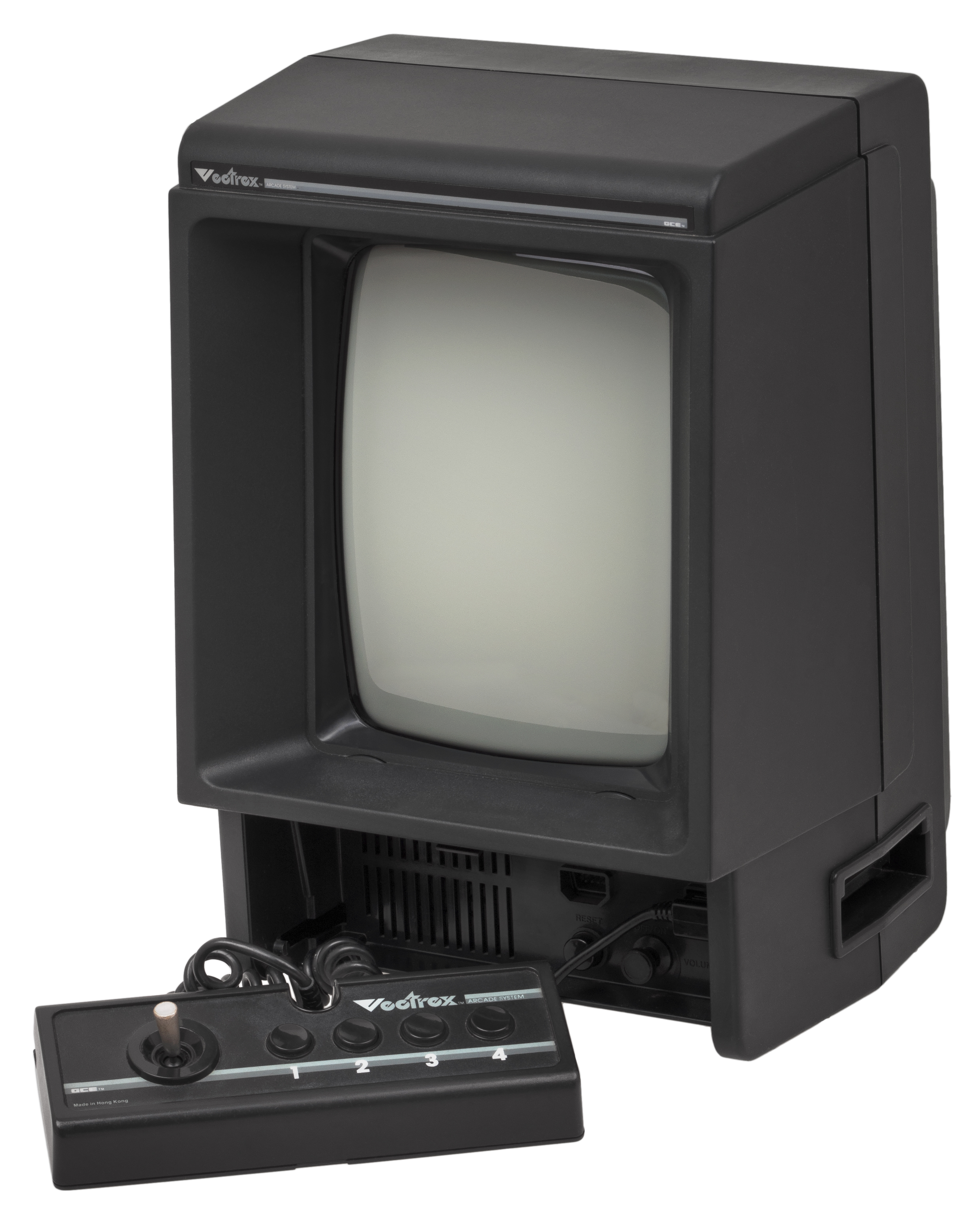
فيكتريكس (1982)
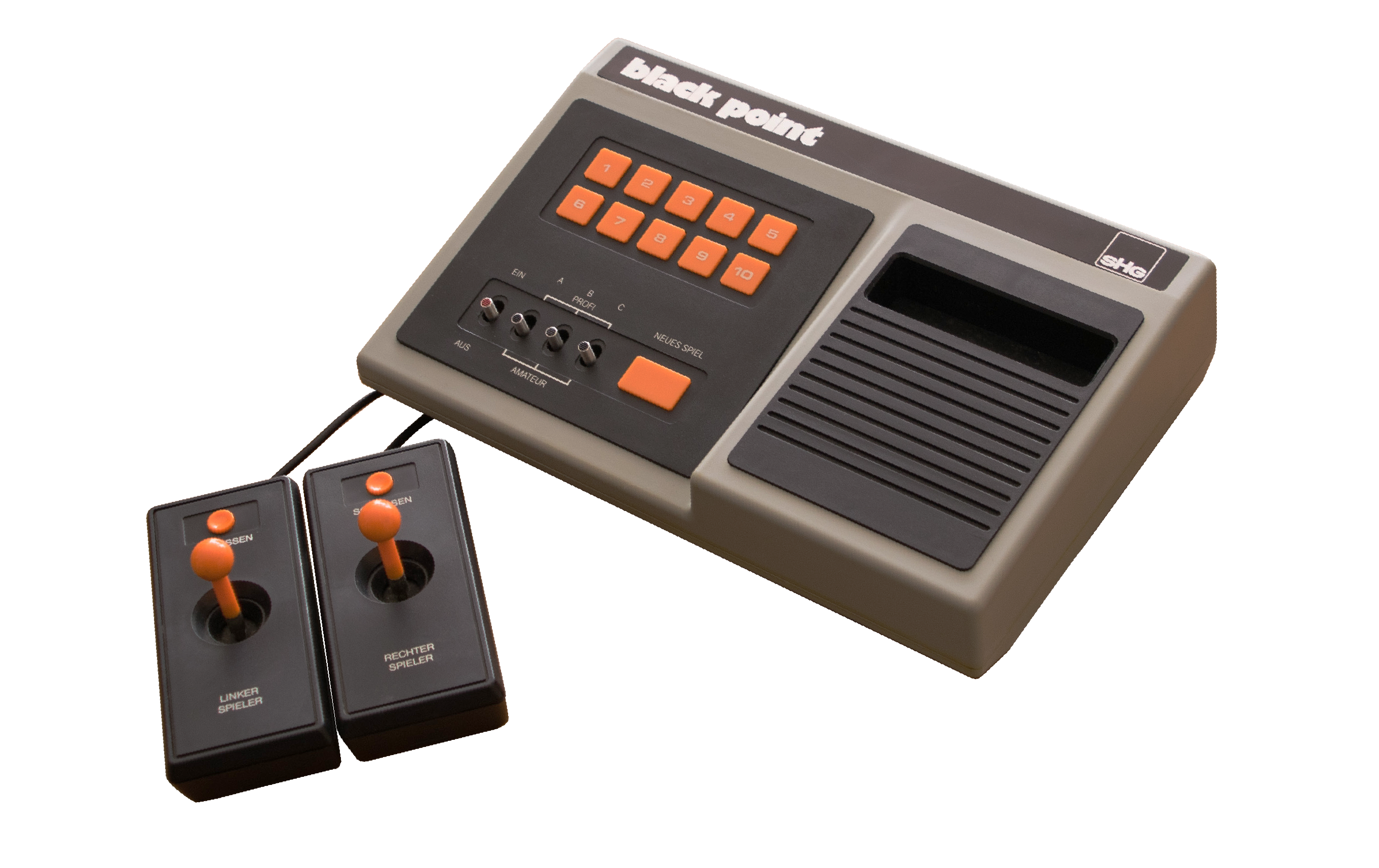
إس إتش جي بلاك بوينت (1982)
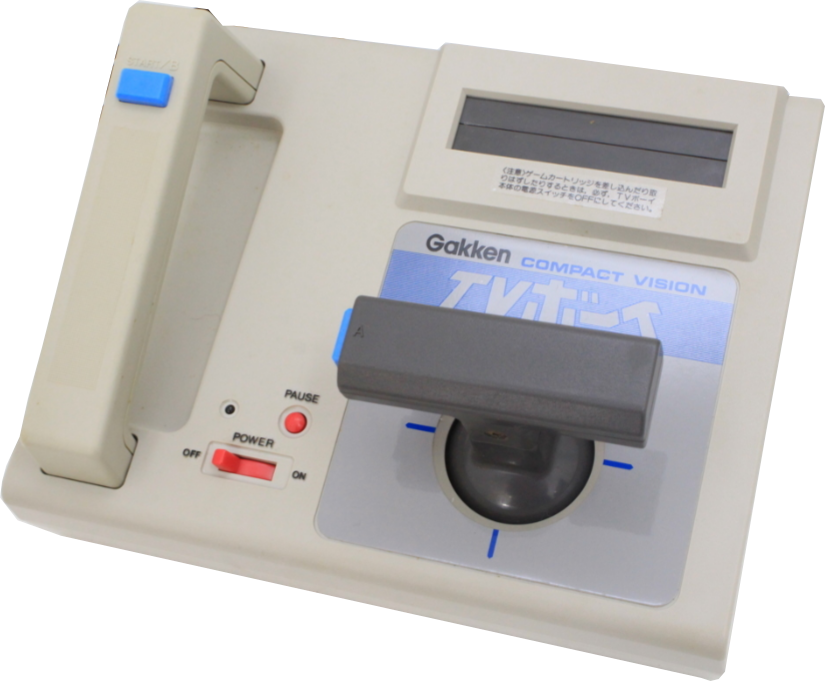
غاكين كومباكت فيجين تي في بوي (1983)

| الإسم                               | تاريخ الإصدار                         | الشركة المصنعة                                  | عدد المبيعات   |
| ----------------------------------- | ------------------------------------- | ----------------------------------------------- | -------------- |
| فيرتشايلد تشانيل إف                 | نوفمبر 1976                           | فيرتشايلد                                       | 250 ألف        |
| آر سي أيه ستوديو II                 | يناير 1977                            | آر سي أيه                                       | ?              |
| بالي أستروكيد                       | 1977                                  | ميدواي                                          | ?              |
| أتاري 2600                          | 11 سبتمبر 1977                        | أتاري                                           | 30 مليون       |
| إيه بي إف-إم بي 1000                | 1 يناير 1978                          | آي بي إف                                        | ?              |
| تشامبيون 2711                       | 1978                                  | يونيسونيك                                       | ?              |
| إنترتون فيديو كمبيوتر 4000          | 1978                                  | إنترتون                                         | ?              |
| بالاديوم تيلي-كاسيتين غيم           | 1978                                  | بالاديوم                                        | ?              |
| 1292 أدفانسد بروغرامابل فيديو سيستم | 1978                                  | أوديوسونيك                                      | ?              |
| ماغنافوكس أوديسي 2                  | ديسمبر 1978                           | ماغنافوكس / فيليبس                              | ?              |
| آي بي إف إيماجنيشن ماشين            | 1979                                  | آي بي إف                                        | ?              |
| بانداي سوبر فيجن 8000               | 1979                                  | بانداي                                          | ?              |
| إنتيليفيجن                          | 1980                                  | ماتيل إلكترونكس                                 | 3 مليون تقريبًا |
| فيتك كرياتيفيجن                     | 1981                                  | فيتك                                            | ?              |
| إيبوتش كاسيت فيجن                   | 30 يوليو 1981                         | إيبوتش                                          | ?              |
| أركاديا 2001                        | 1982                                  | إميرسون راديو                                   | ?              |
| إس إتش جي بلاك بوينت                | 1982                                  | سودديوتستشي إليكترو-هاوسغيرات غمبه & كو. كيه جي | ?              |
| كوليكو فيجن                         | أغسطس 1982                            | كوليكو                                          | 2 مليون        |
| أتاري 5200                          | نوفمبر 1982                           | أتاري                                           | 1 مليون        |
| فيكتريكس                            | نوفمبر 1982                           | جي سي إي/ميلتون برادلي كومباني                  | ?              |
| كومباكت فيجين تي في بوي             | أكتوبر 1983                           | غاكين                                           | ?              |
| فيديو آركيد سيستم                   | ملغي (من المفترض أن يصدر في عام 1983) | ألترافيجن                                       | 0              |

### الجيل الثالث (1983-2003)
هناك 23 مشغل ألعاب فيديو منزلي صدر في الجيل الثالث، و3 مشغلات ملغية؛

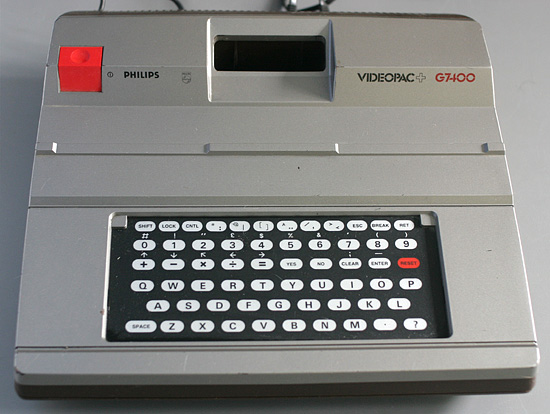
فيديو باك+ جي7400 (1983)
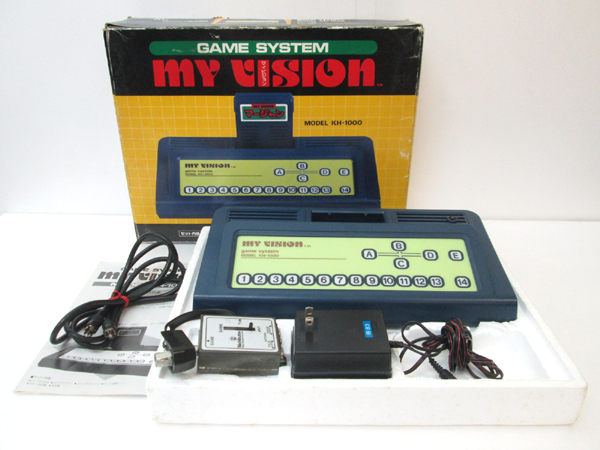
ماي فيجن (1983)
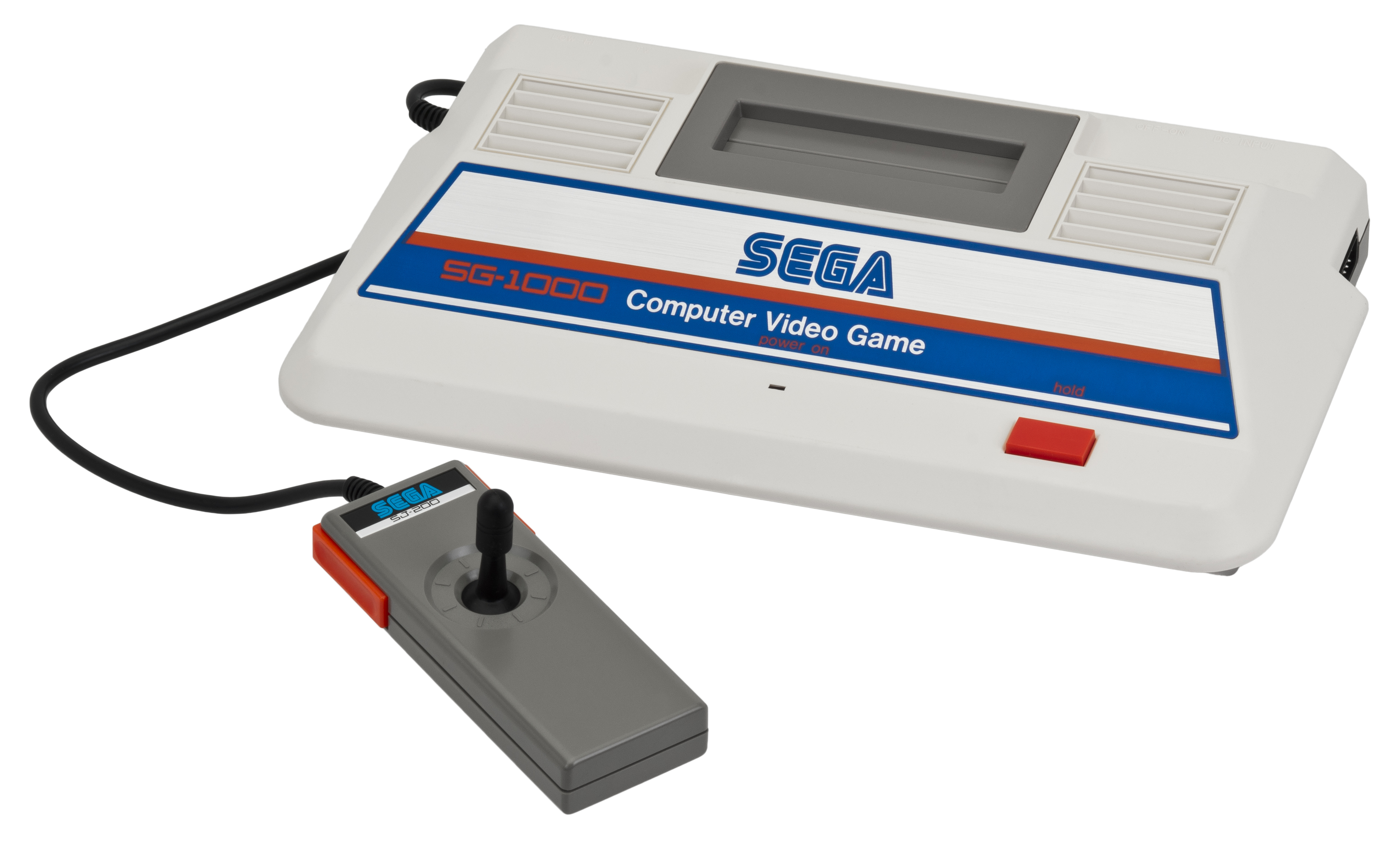
سيجا إس جي-1000 (1983)
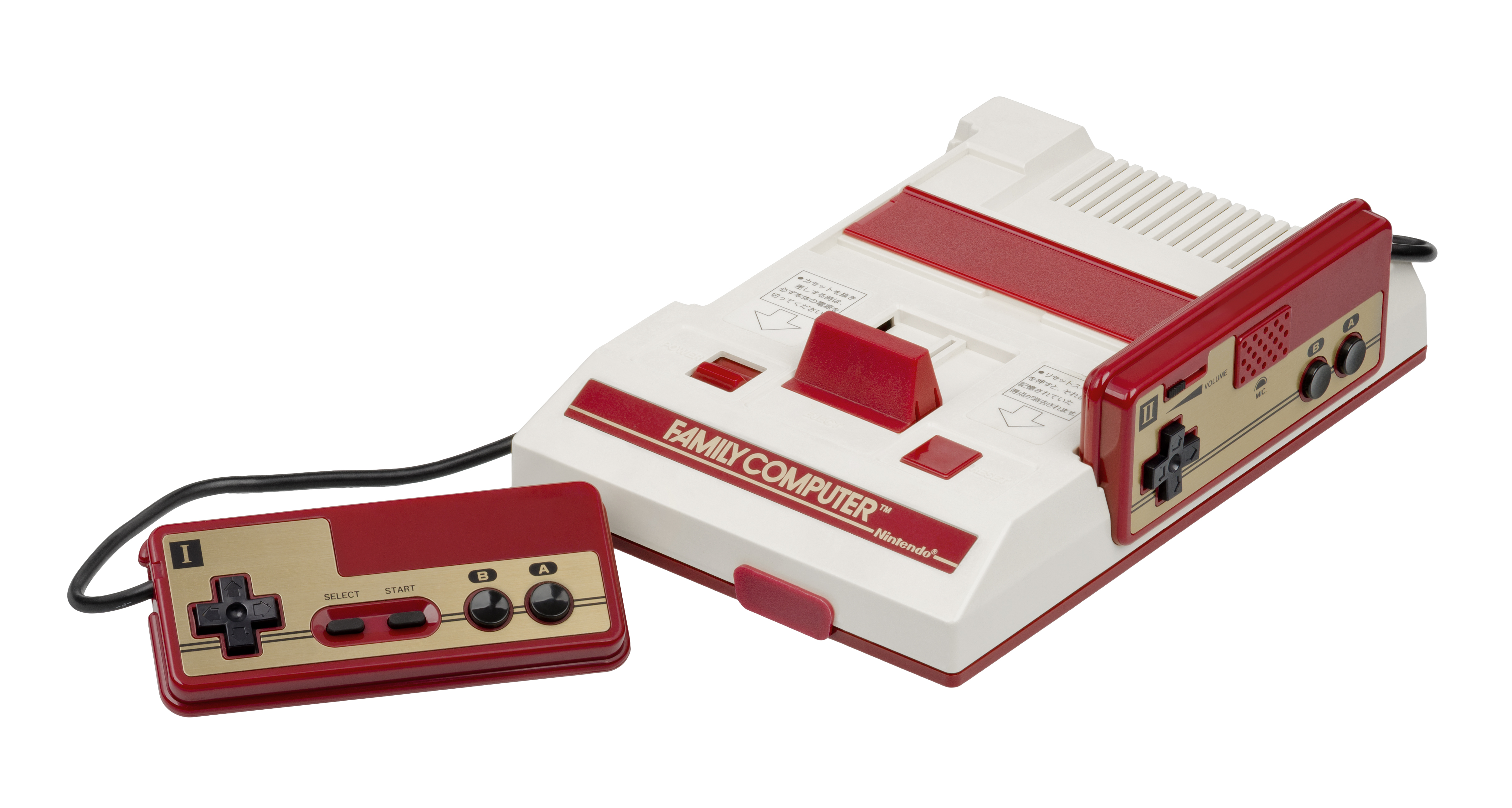
فاملي كومبيوتر (1983)
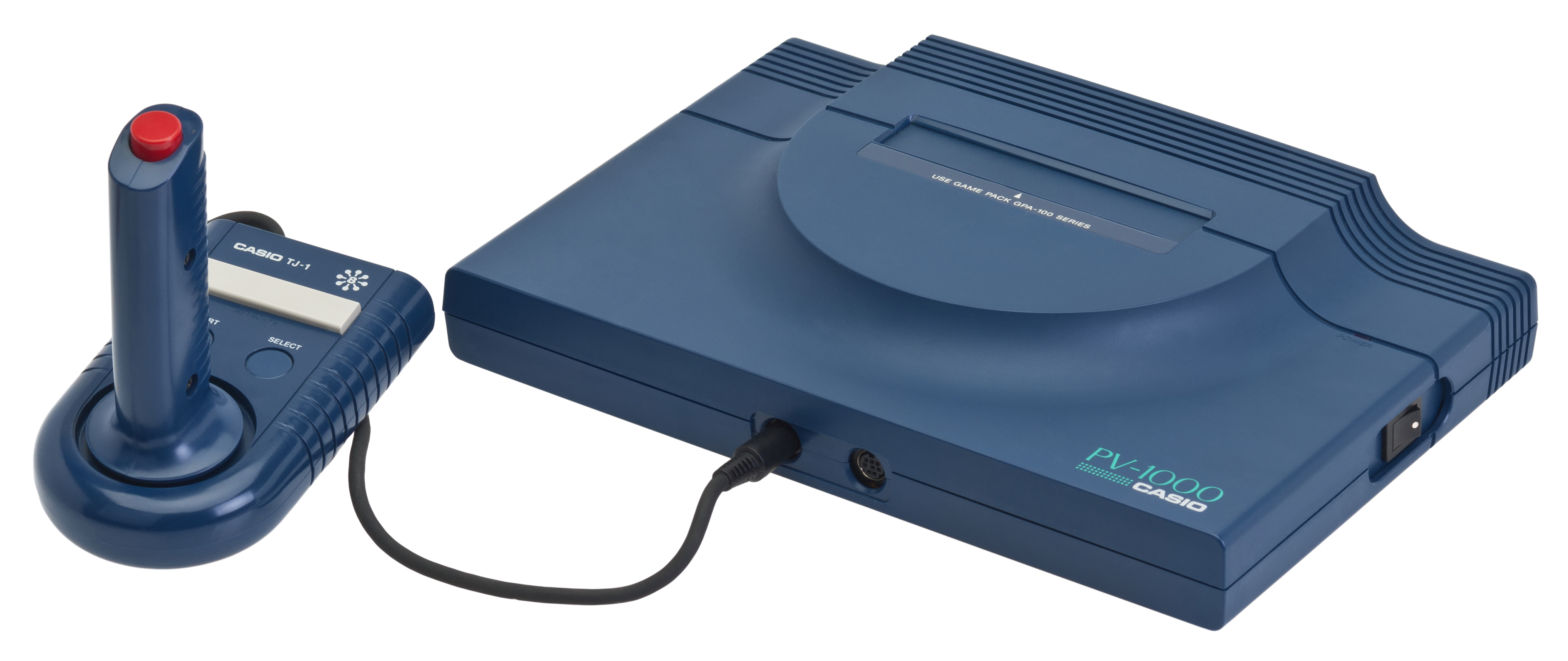
بي في-1000 (1983)
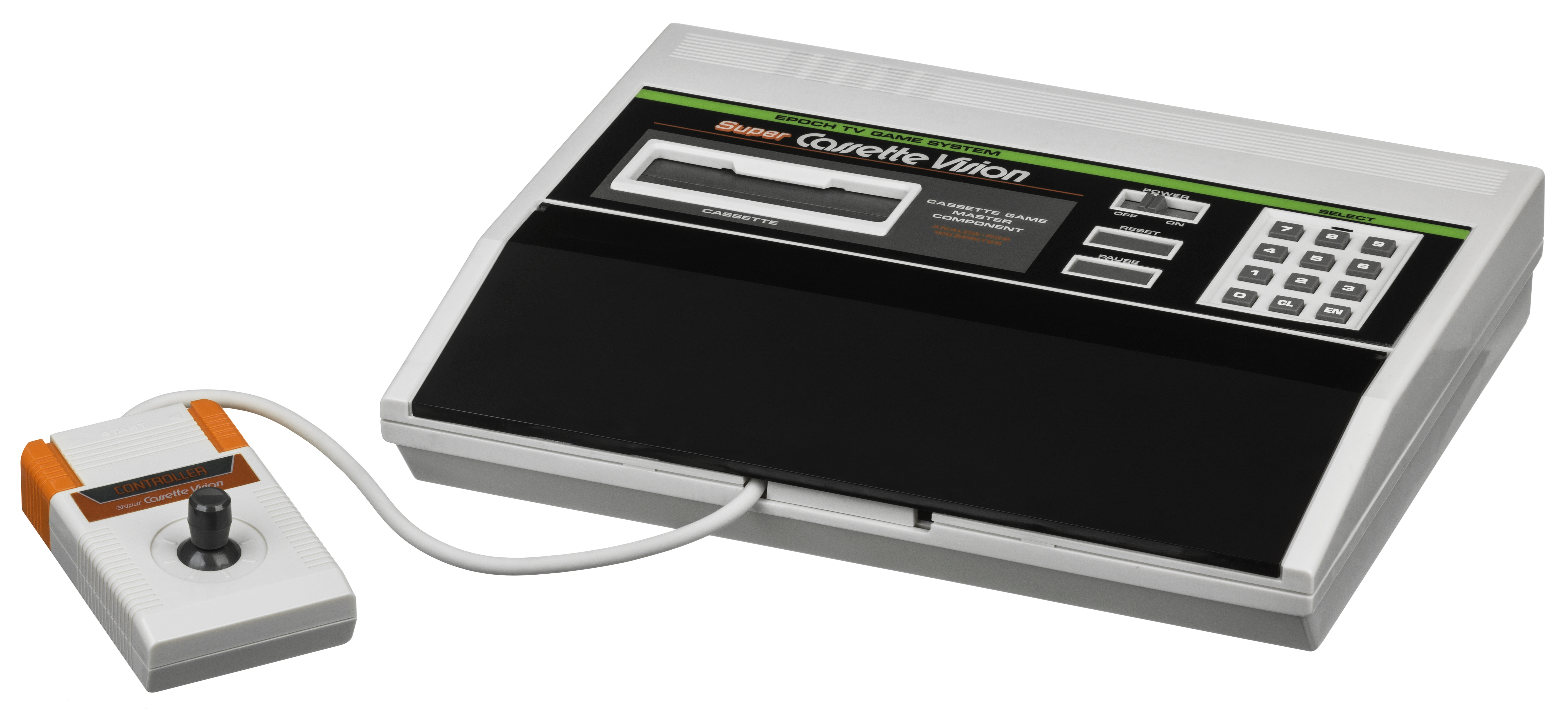
سوبر كاسيت فيجن (1984)
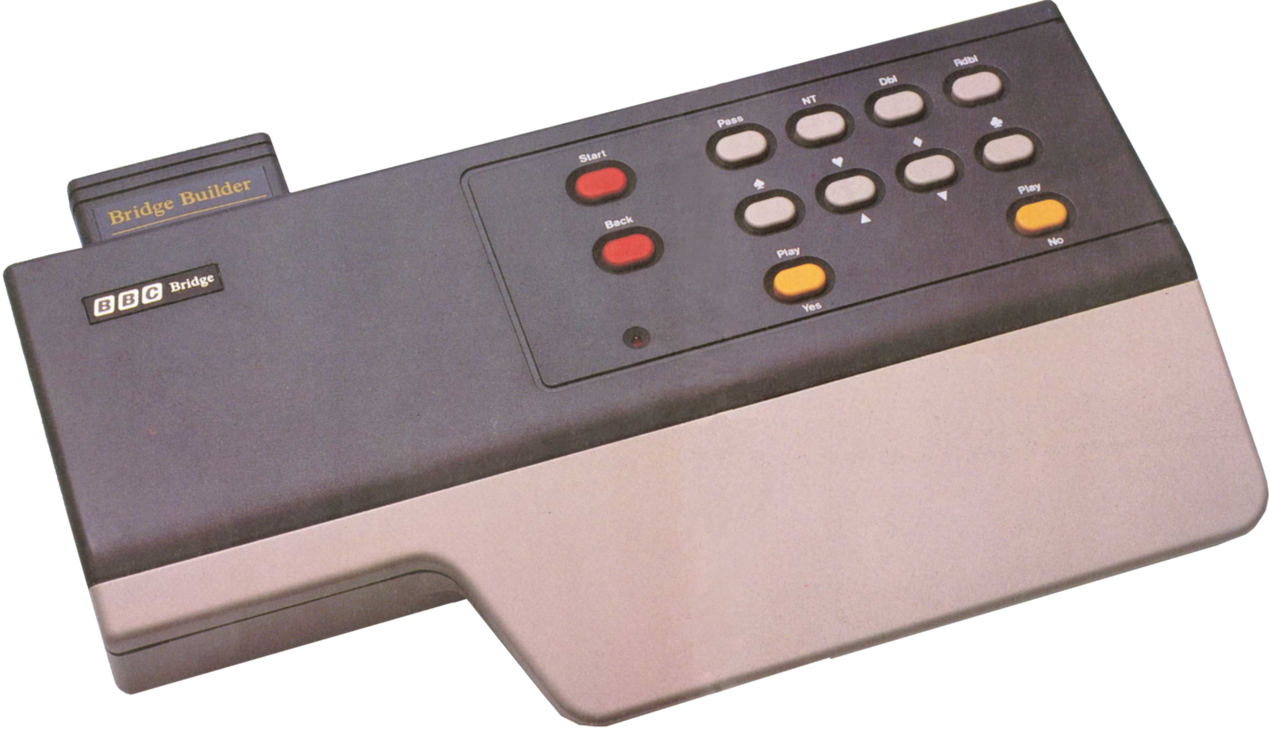
بي بي سي بريدج كومبانيون (1985)
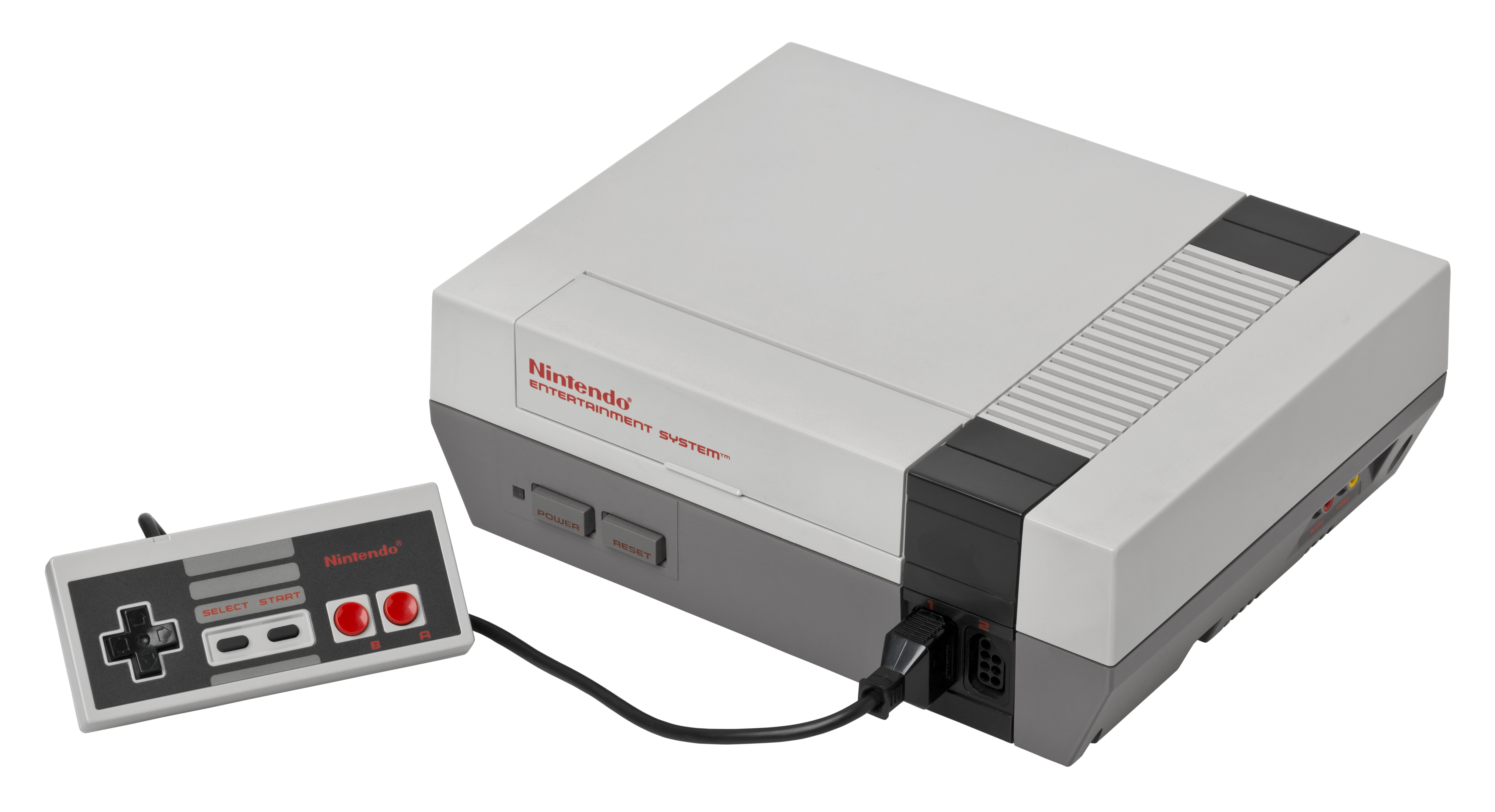
نينتندو إنترتينمنت سيستم (1985)
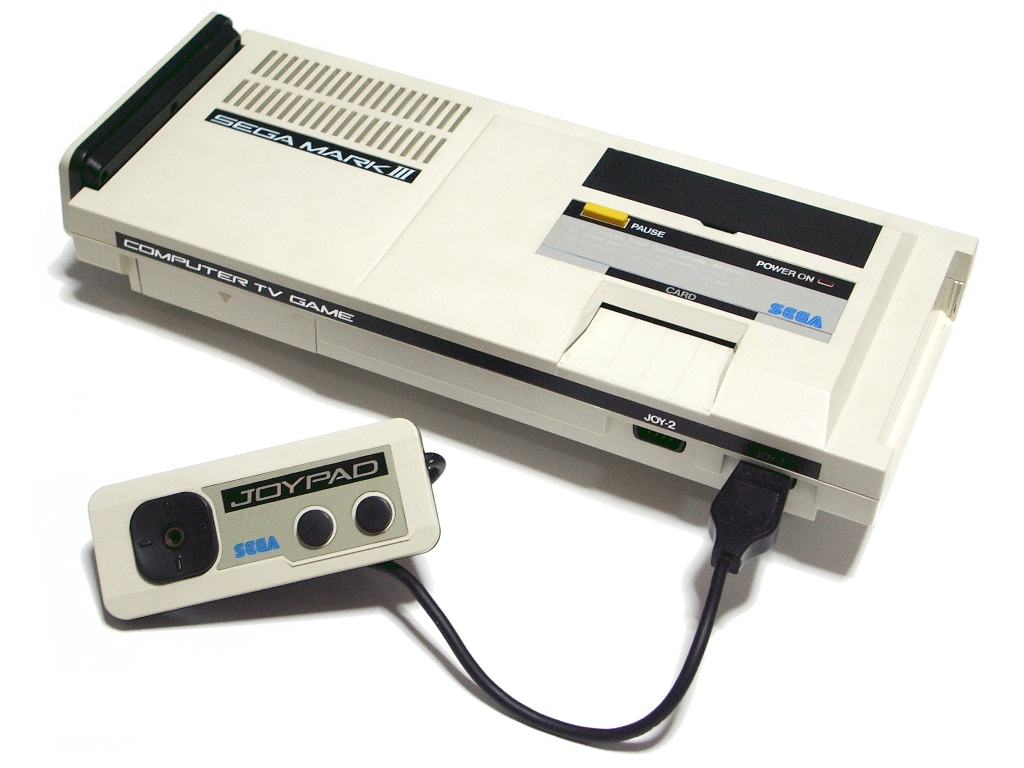
سيجا مارك 3 (1985)
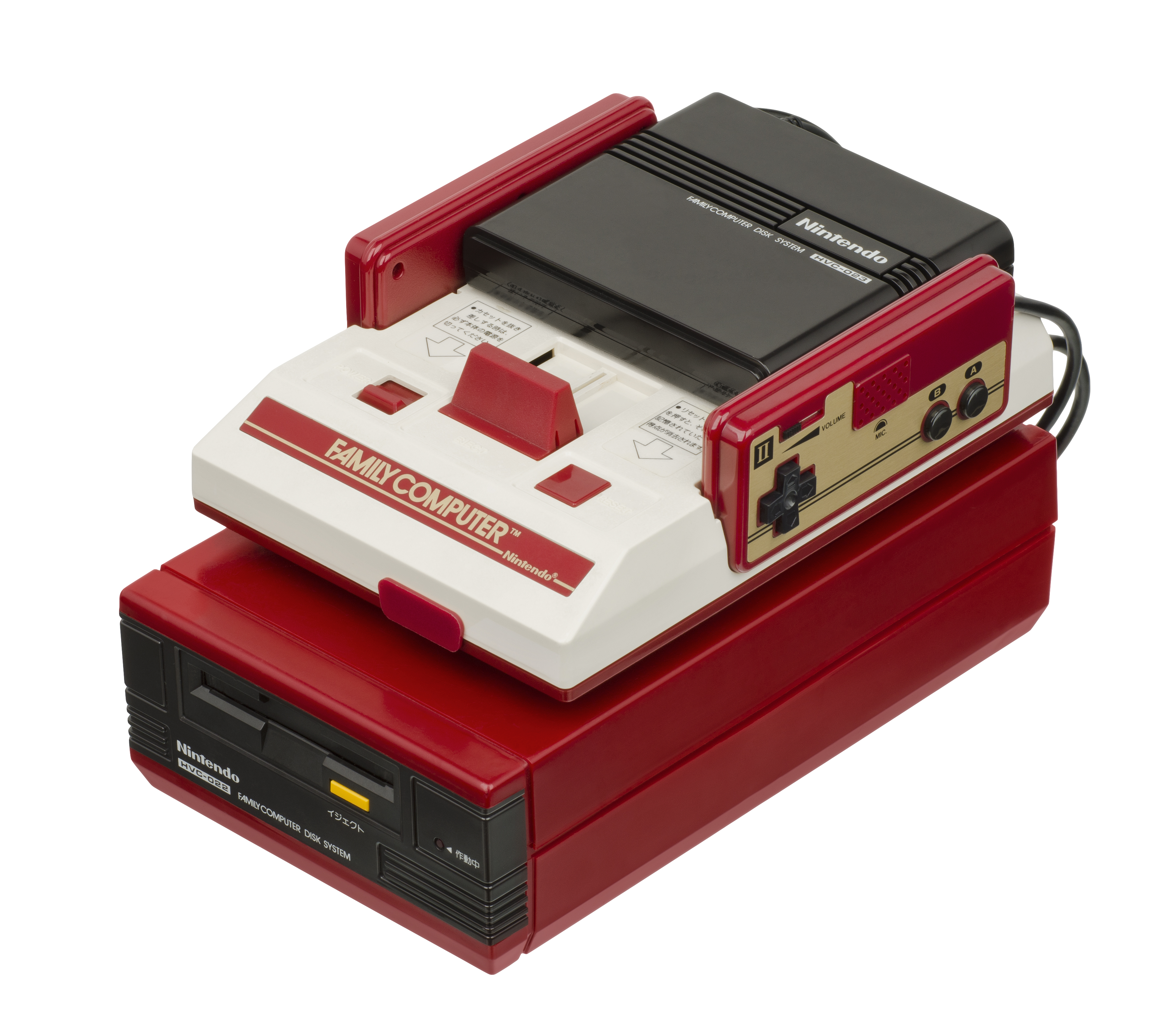
فاملي كومبيوتر ديسك سيستم (1986)
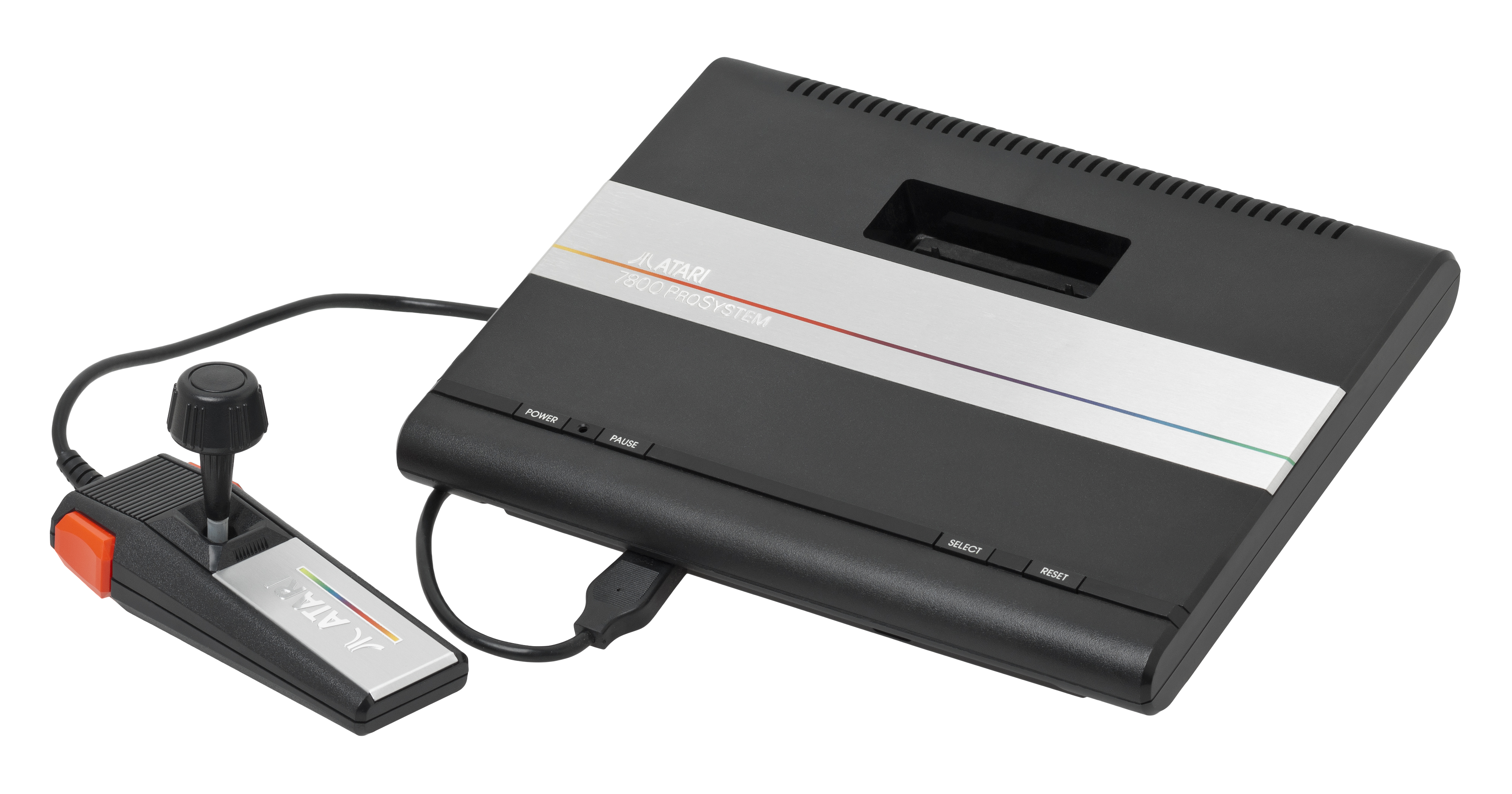
أتاري 7800 (1986)
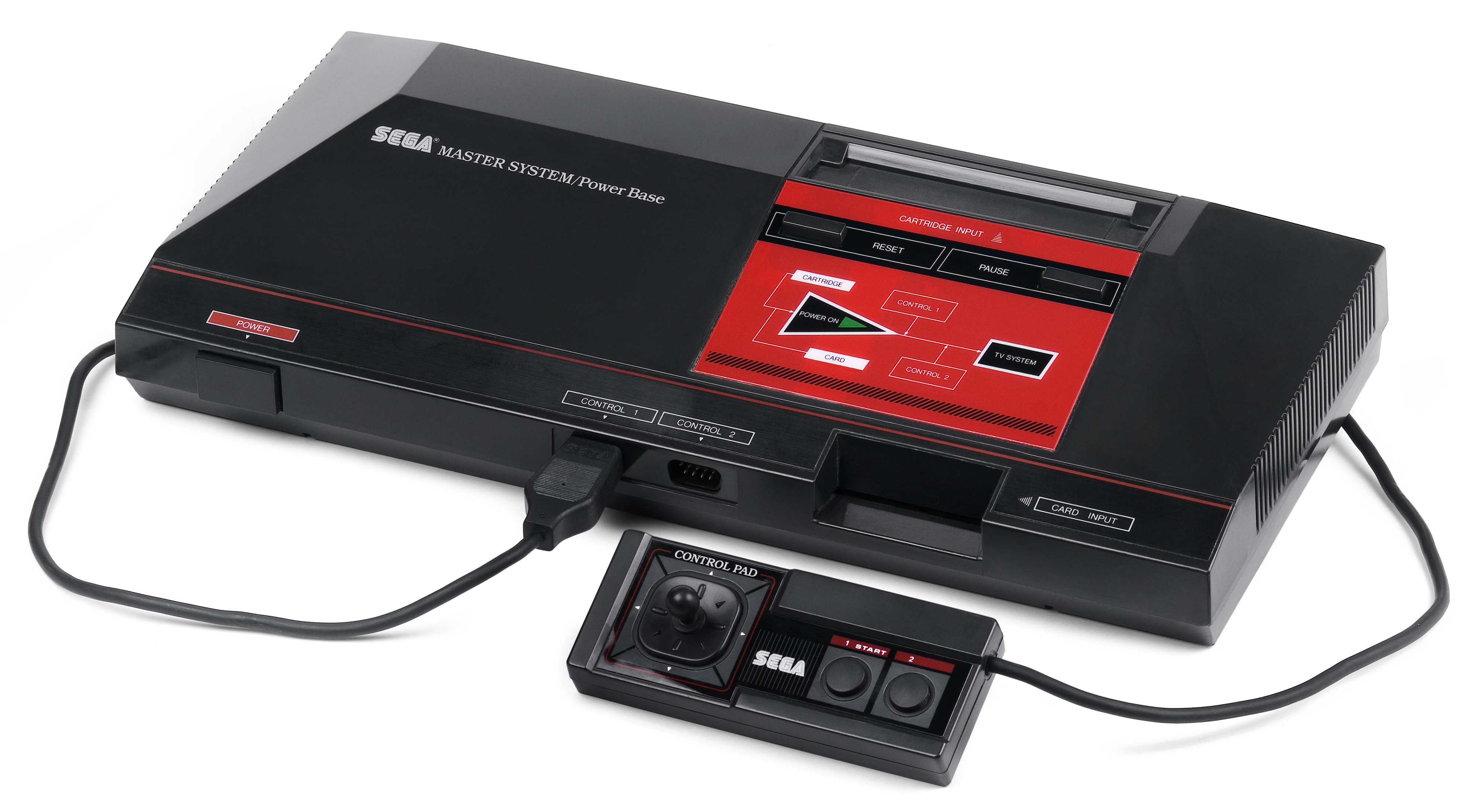
سيجا ماستر سيستم (1986)
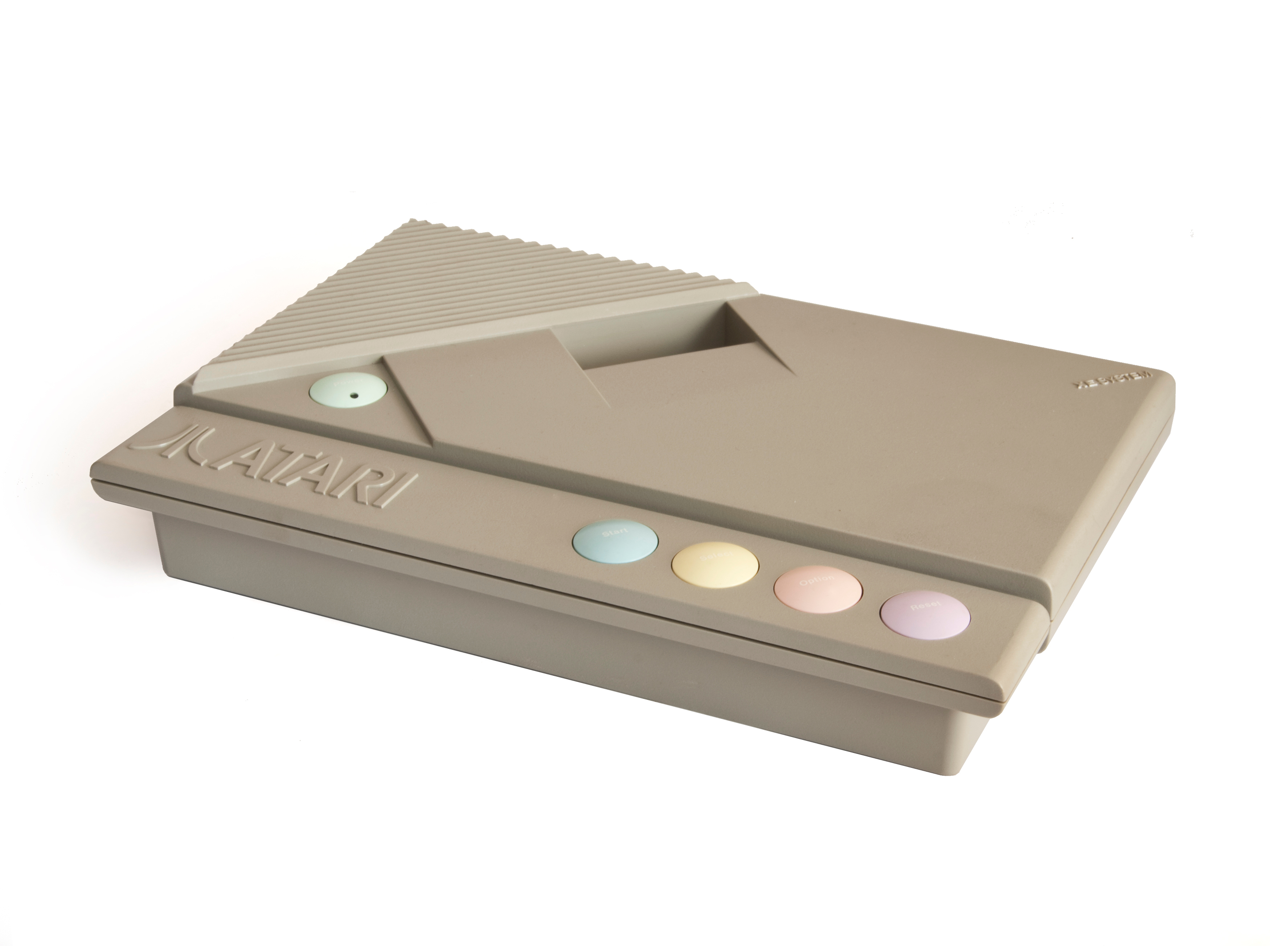
أتاري إكس إي جي إس (1987)
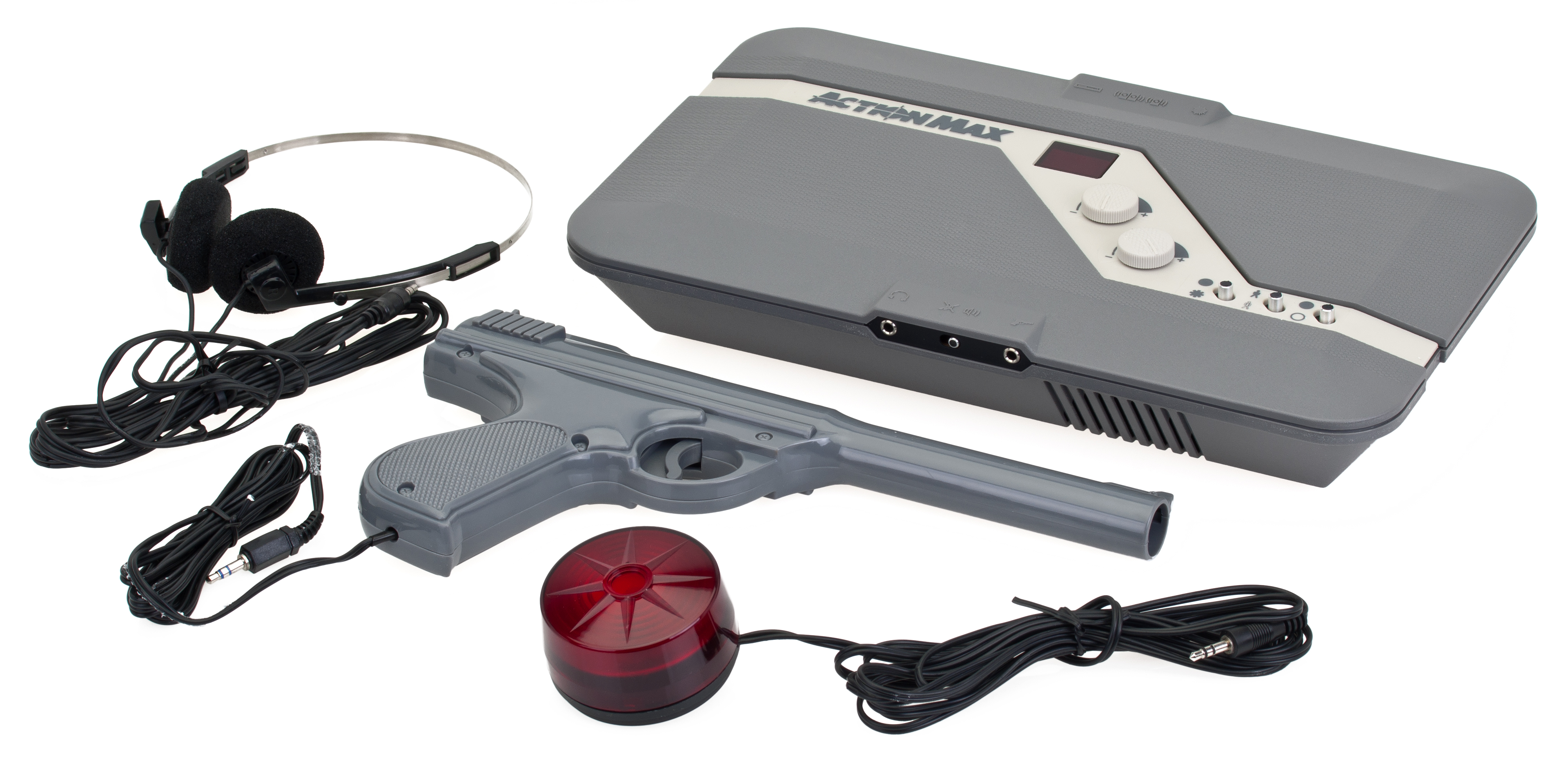
أكشن ماكس (1987)
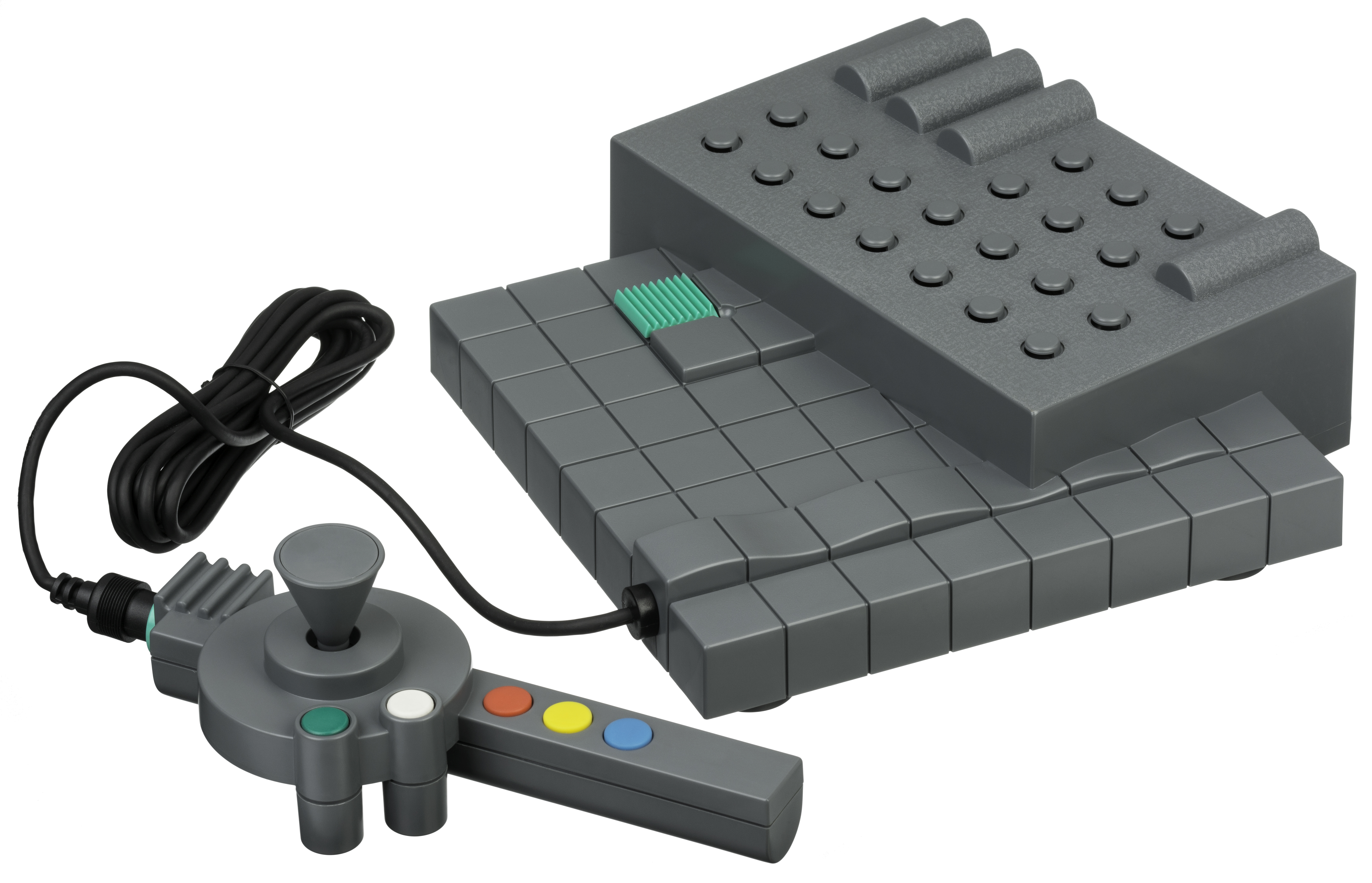
فيو-ماستر إنتراكتيف فيجن (1988)
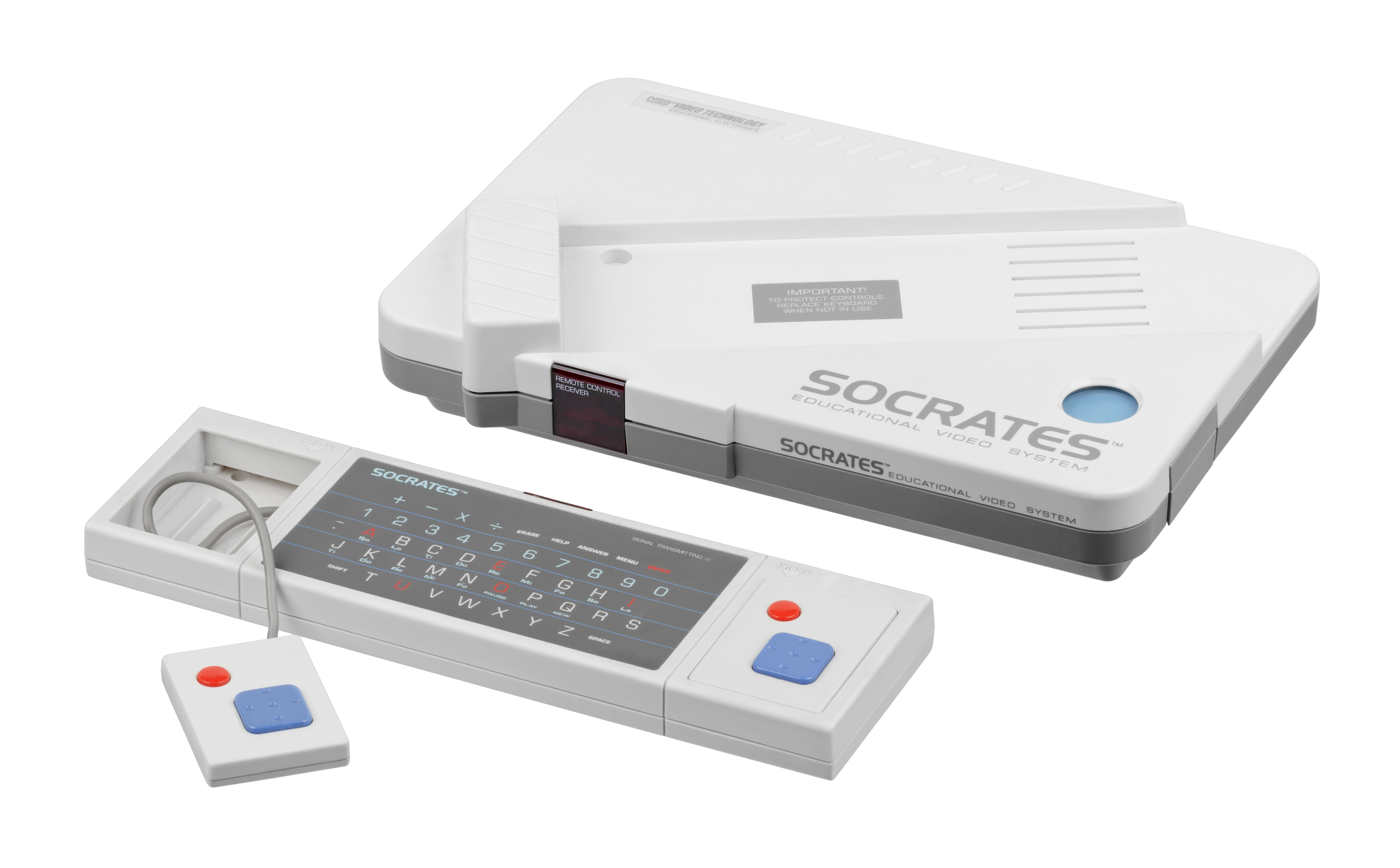
فيتك سقراط (1988)
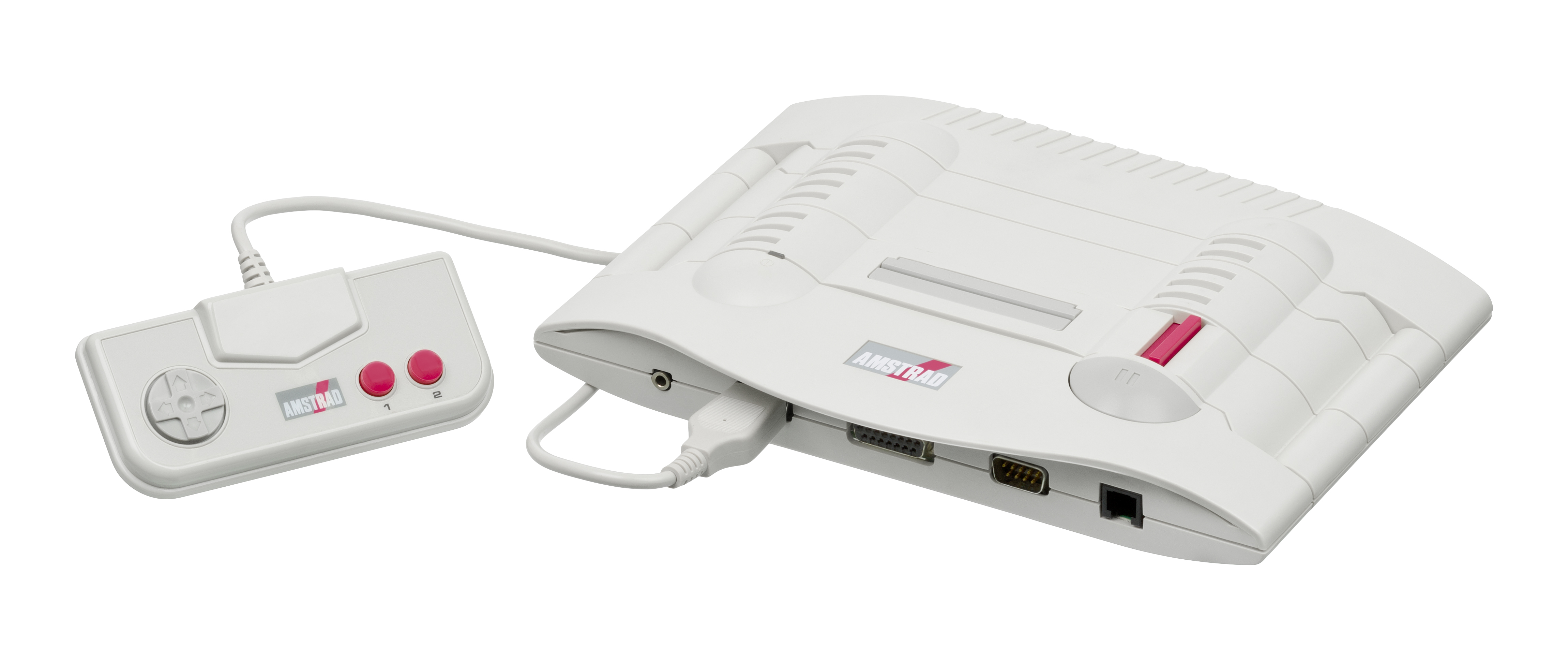
أمستراد جي إكس4000 (1990)
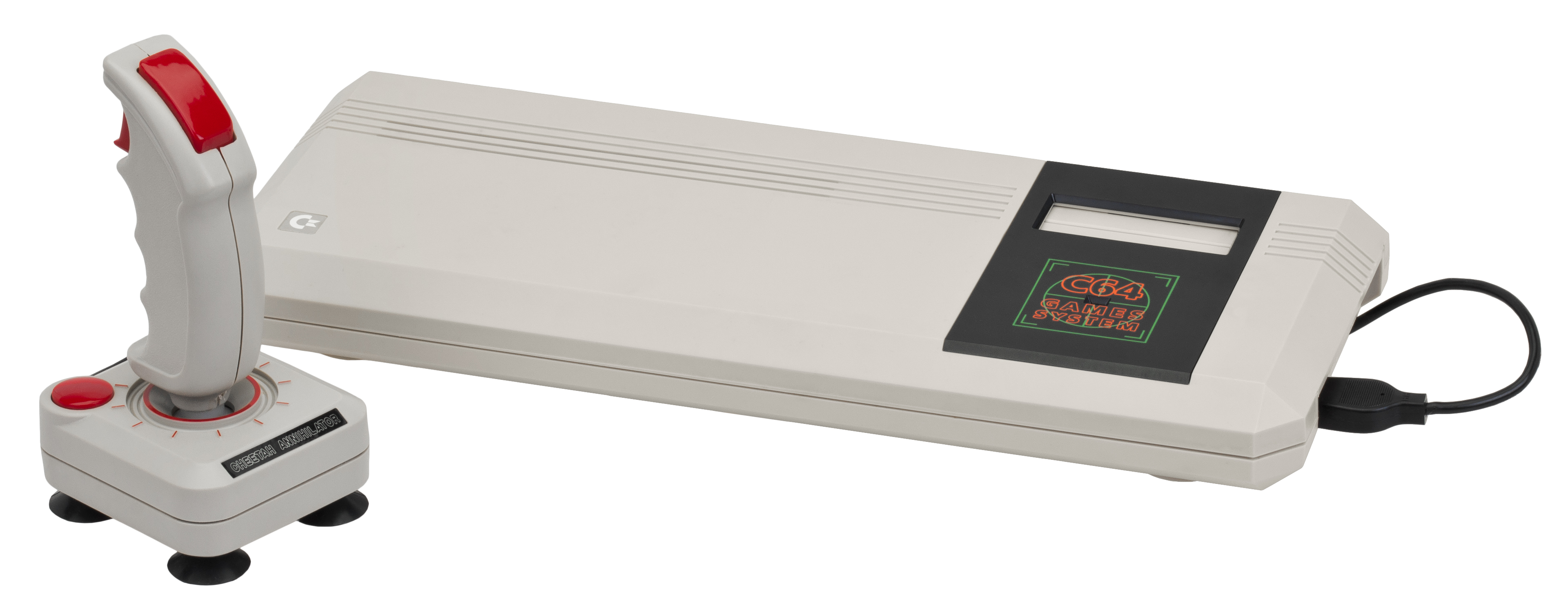
كومودور 64 غيم سيستم (1990)

| الإسم                                                        | تاريخ الإصدار                           | الشركة المصنعة                               | عدد المبيعات                                     | وحدة المعالجة المركزية               | البتات |
| ------------------------------------------------------------ | --------------------------------------- | -------------------------------------------- | ------------------------------------------------ | ------------------------------------ | ------ |
| فيديو باك+ جي7400                                            | 1983                                    | فيليبس                                       | ?                                                | إنتل 8048 @ 5.91 ميغاهرتز            | 8 بت   |
| ماي فيجن                                                     | 1983                                    | نيتشيبوتسو                                   | ?                                                | ?                                    | 8 بت   |
| بيوتا جونيور                                                 | أبريل 1983                              | تومي                                         | ?                                                | ?                                    | 8 بت   |
| سيجا إس جي-1000                                              | 15 يوليو 1983                           | سيجا                                         | 2 مليون                                          | زيلوغ زد 80 @ 3.58 ميغاهرتز          | 8 بت   |
| نينتندو إنترتينمنت سيستم (إن إي إس)/فاملي كومبيوتر (فاميكوم) | 15 يوليو 1983                           | نينتندو                                      | 61.91 مليون                                      | معالج ريكوه 2A03 (موس تكنولوجي 6502) | 8 بت   |
| بي في-1000                                                   | أكتوبر 1983                             | كاسيو                                        | ?                                                | تسجيل زد 80 آيه بسرعة 3.579 ميجاهرتز | 8 بت   |
| إيبوتش سوبر كاسيت فيجن                                       | 17 يوليو 1984                           | إيبوتش                                       | 400 ألف                                          | NEC PD7801G                          | 8 بت   |
| بريدج كومبانيون                                              | 1985                                    | بي بي سي/هيبير                               | ?                                                | زيلوغ زد 80                          | 8 بت   |
| فيديو آرت                                                    | 1985                                    | إل جاي إن                                    | ?                                                | ?                                    | ?      |
| زيميكس                                                       | 1985                                    | وينيا إلكترونيك                              | ?                                                | زيلوغ زد 80                          | 8 بت   |
| سيجا مارك III/سيجا ماستر سيستم                               | 20 أكتوبر 1985                          | سيجا، تيك توي                                | 13 مليون                                         | زيلوغ زد 80 @ 4 ميغاهرتز             | 8 بت   |
| فاملي كومبيوتر ديسك سيستم                                    | 21 فبراير 1986                          | نينتندو                                      | 4.44 مليون                                       | معالج ريكوه 2A03 (موس تكنولوجي 6502) | 8 بت   |
| فيديوسمارتس                                                  | 1986                                    | كونور إلكترونكس (1986-1988) فيتك (1989-1990) | ?                                                | ?                                    | ?      |
| أتاري 7800                                                   | مايو 1986                               | أتاري كوربورايشن                             | ?                                                | ?                                    | 8 بت   |
| أتاري إكس إي جي إس                                           | 1987                                    | أتاري كوربورايشن                             | 2 مليون                                          | موس تكنولوجي 6502سي                  | 8 بت   |
| فيديو تشالنجر                                                | 1987                                    | بانداي/تومي                                  | ?                                                | ?                                    | ?      |
| أكشن ماكس                                                    | 1987                                    | ورلدز أوف واندر                              | ?                                                | HD401010                             | 8 بت   |
| فيو-ماستر إنترامتيف فيجن                                     | 1988                                    | شركة مجموعة فيو-ماستر                        | ?                                                | ?                                    | 8 بت   |
| تيريبيكو                                                     | 1988                                    | بانداي                                       | ?                                                | ?                                    | ?      |
| فيتك سقراط                                                   | 1988                                    | فيتك                                         | ?                                                | ?                                    | 8 بت   |
| فيديو درايفر                                                 | أكتوبر 1988                             | سيجا                                         | ?                                                | ?                                    | ?      |
| أمستراد جي إكس4000                                           | سبتمبر 1990                             | أمستراد                                      | 15 ألف                                           | زيلوغ زد 80 @ 4 ميغاهرتز             | 8 بت   |
| كومودور 64 غيمز سيستم                                        | ديسمبر 1990                             | كومودور                                      | ?                                                | موس تكنولوجي 8500 @ 0.985 ميغا هرتز  | 8 بت   |
| آر دي آي هالسيون                                             | ملغي (من المفترض أن يصدر في يناير 1985) | آر دي آي فيديو سيستمز                        | 0 (من المعروف وجود أقل من 12 وحدة)               | زيلوغ زد 80                          | ?      |
| كونترول-فيجن                                                 | ملغي (من المفترض أن يصدر في 1989)       | ديجيتال بيكشرز، هاسبرو                       | 0                                                | ?                                    | ?      |
| كبوكسا                                                       | ملغي (من المفترض أن يصدر في 1990)       | إس كيه بي كونتور                             | 0 (حوالي 200 وحدة وزِعَت على موظفي الشركة المصنعة) | K580VM80A 2 ميغاهرتز                 | ?      |

- خطط لإصدار فيديو باك+ جي7400 في أمريكا باسم أوديسي³ كوماند سينتر بتصميم مختلف، لكنه لم يصدر أبدًا، على الرغم من وجود بعض النماذج الأولية.
- على الرغم من تطويره بالكامل وعمليته وجاهز لعبتين، إلا أن وحدات هاليسون القليلة الموجودة كانت مصنوعة يدويًا لمستثمري الشركة لتجربة المنتج، ولا يُعتقد أنه دخل في مرحلة الإنتاج الكامل أو دخل السوق على الإطلاق. من المعروف وجود أقل من 12 مشغل رئيسي (هاليسون 200LD، المشغل نفسه)، ولكن يوجد المزيد من مشغلات ليزديسك التي تحمل علامة هاليسون التجارية (LD-700، من صنع بايونير).[بحاجة لمصدر]
- كانت كبوكسا (تقرأ باسم «كروخا»، بمعنى «بيبي») عبارة عن مشغل سوفيتي كان جاهز للإطلاق، ولكن توقف الإنتاج، وصنعت لعبة واحدة فقط، ووزع ما يقرب من 200 مشغل لموظفي المصنع الذين قام وبتصنيعها.[بحاجة لمصدر]

### الجيل الرابع (1987-2004)
هناك 17 مشغل ألعاب فيديو منزلي صدر في الجيل الرابع، و4 مشغلات ملغية؛

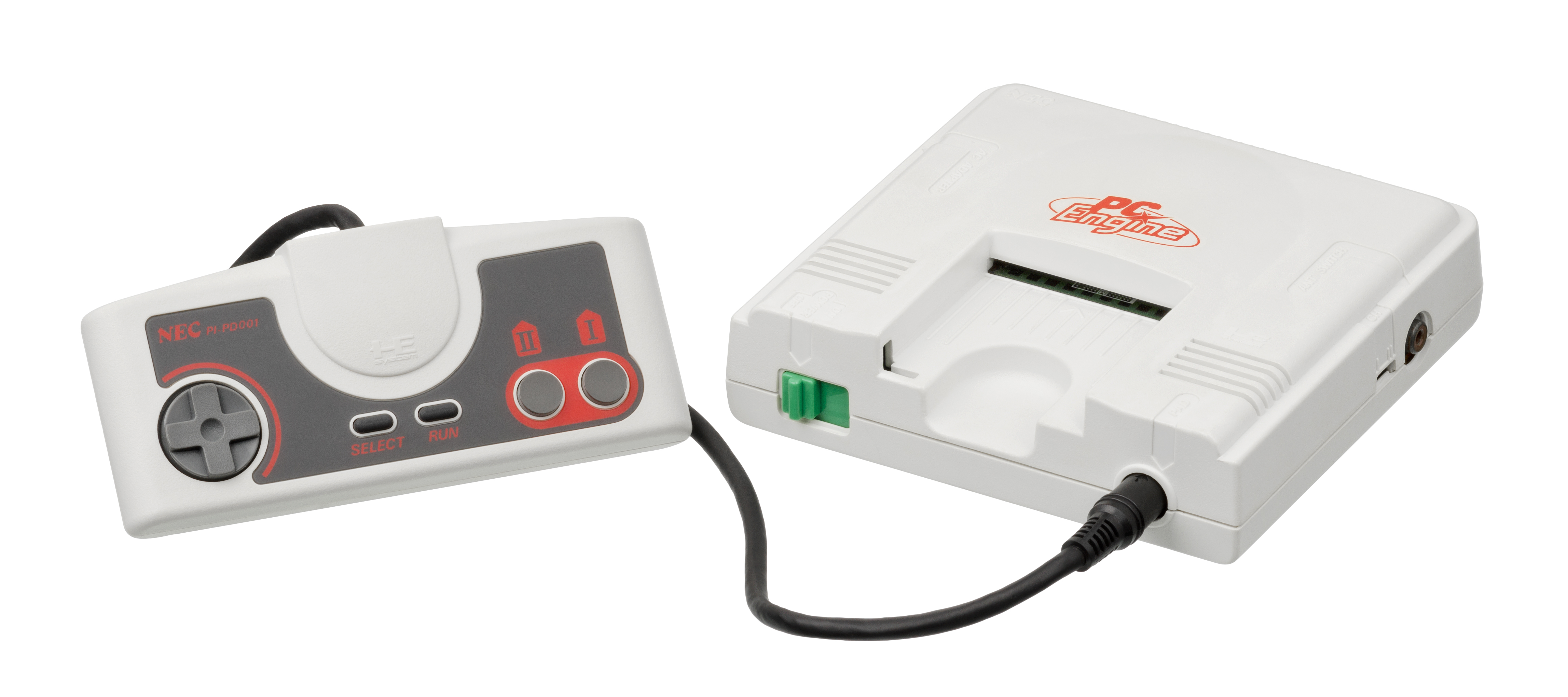
بي سي إنجن (1987)
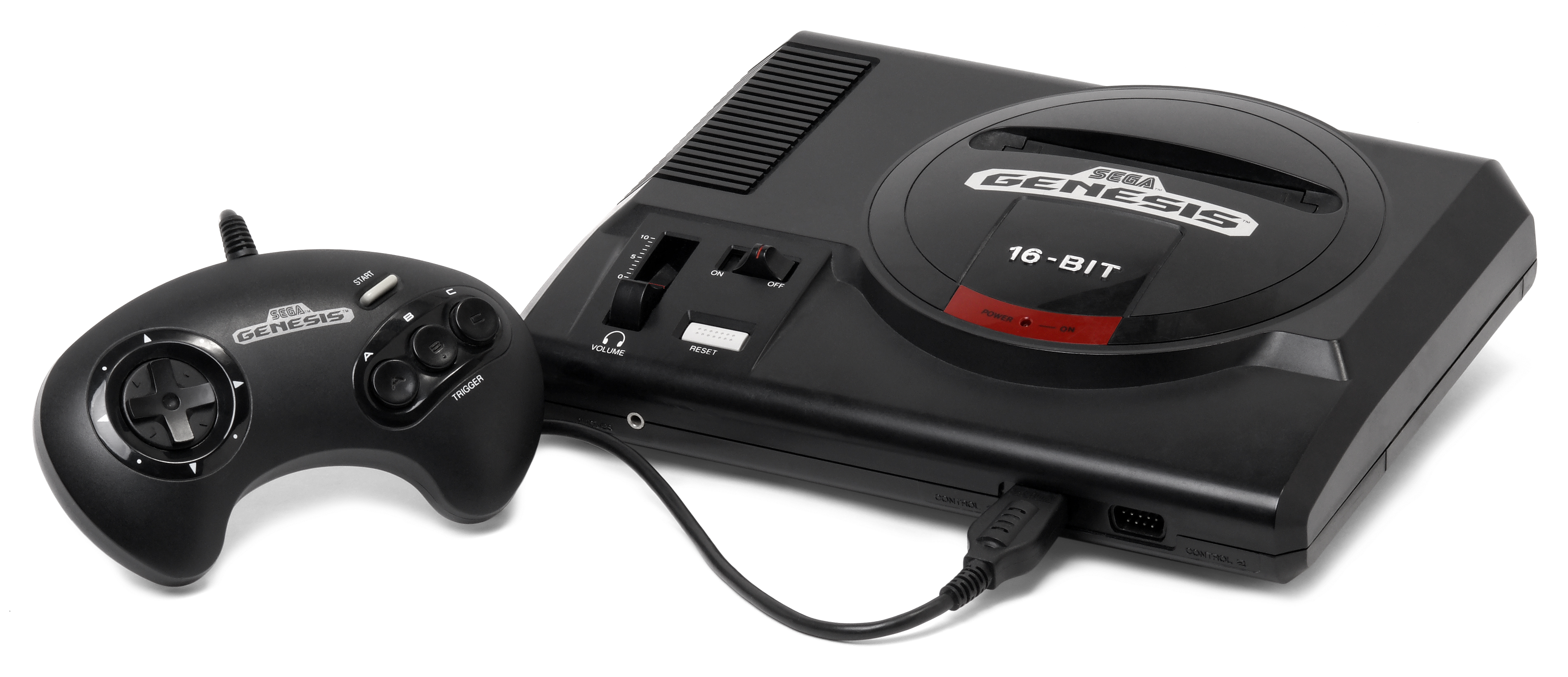
سيجا جينسيس (1988)
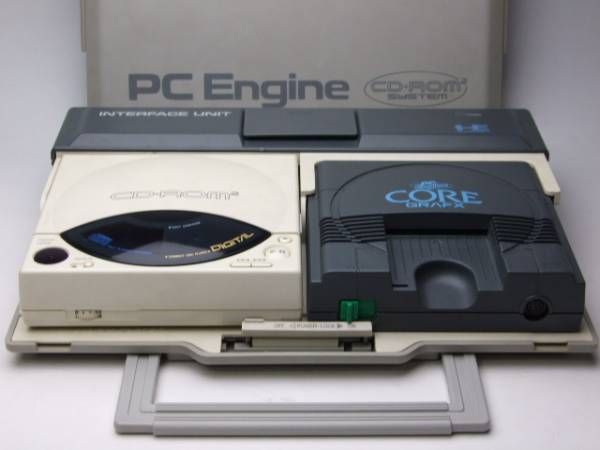
سي دي-روم²، أول نظام يستخدم تقنية الأقراص. (1988)
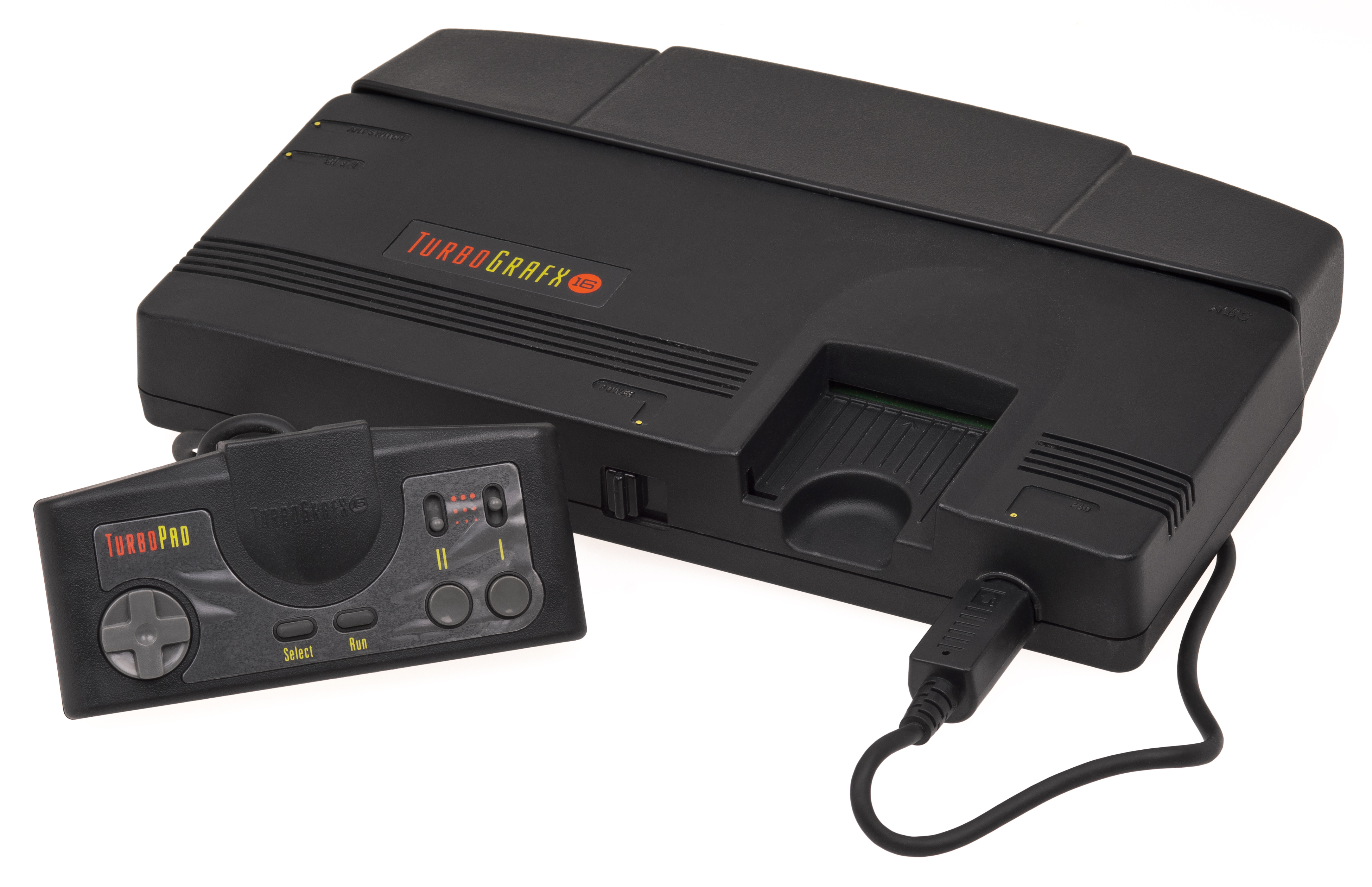
توربو غرافيكس-16 (1989)
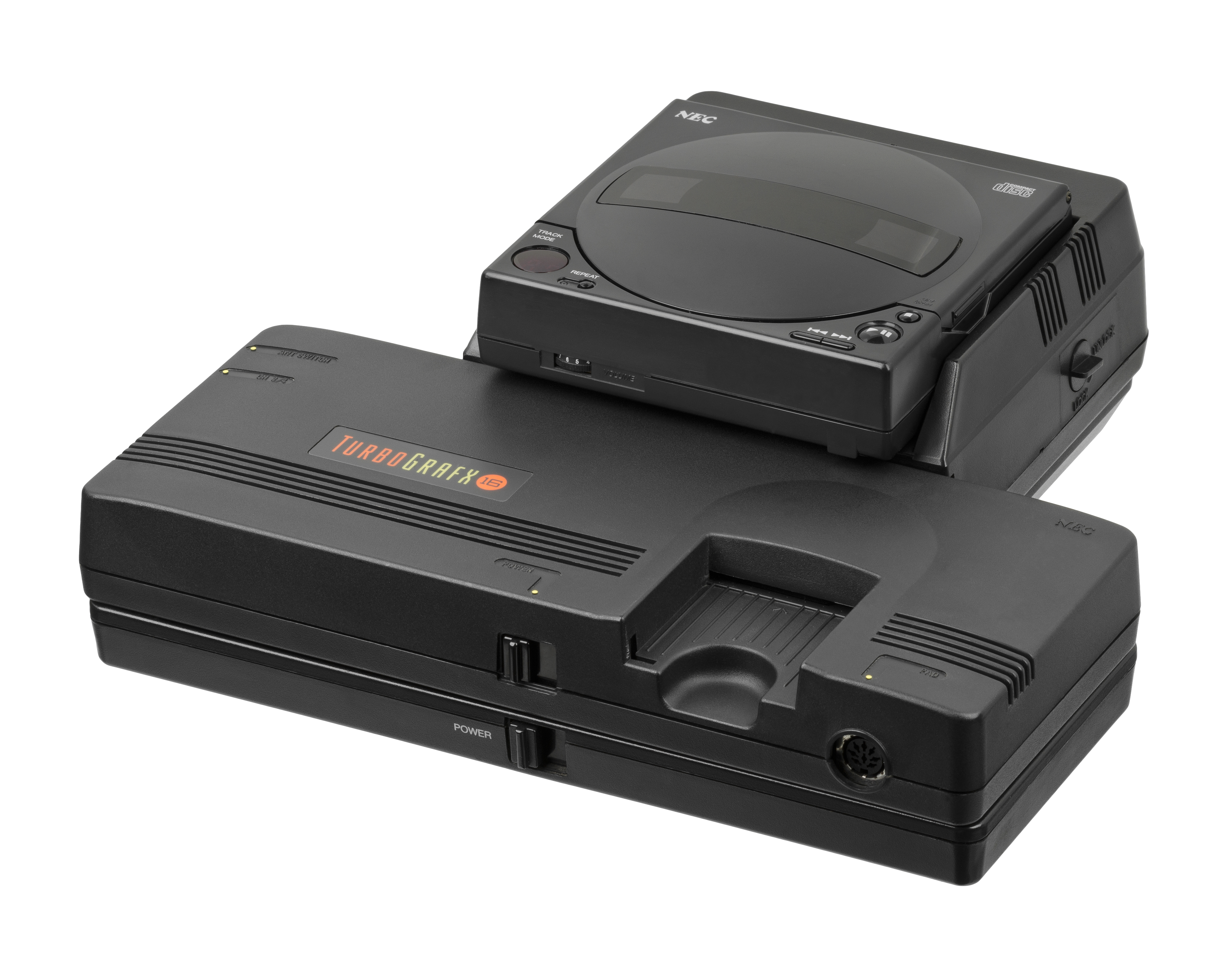
توربو غرافيكس-سي دي (1989)
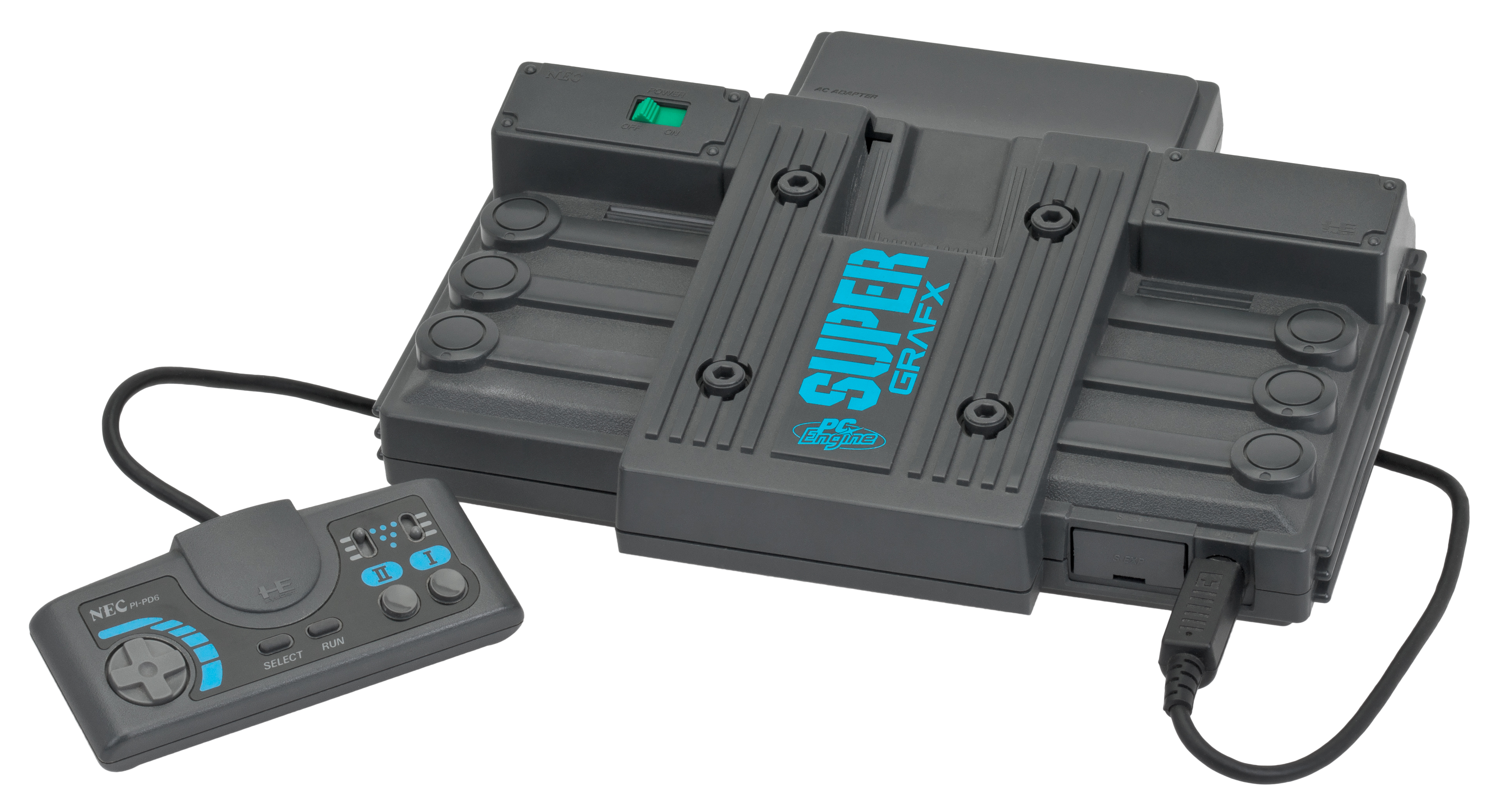
بي سي إنجن سوبر غرافيكس (1989)
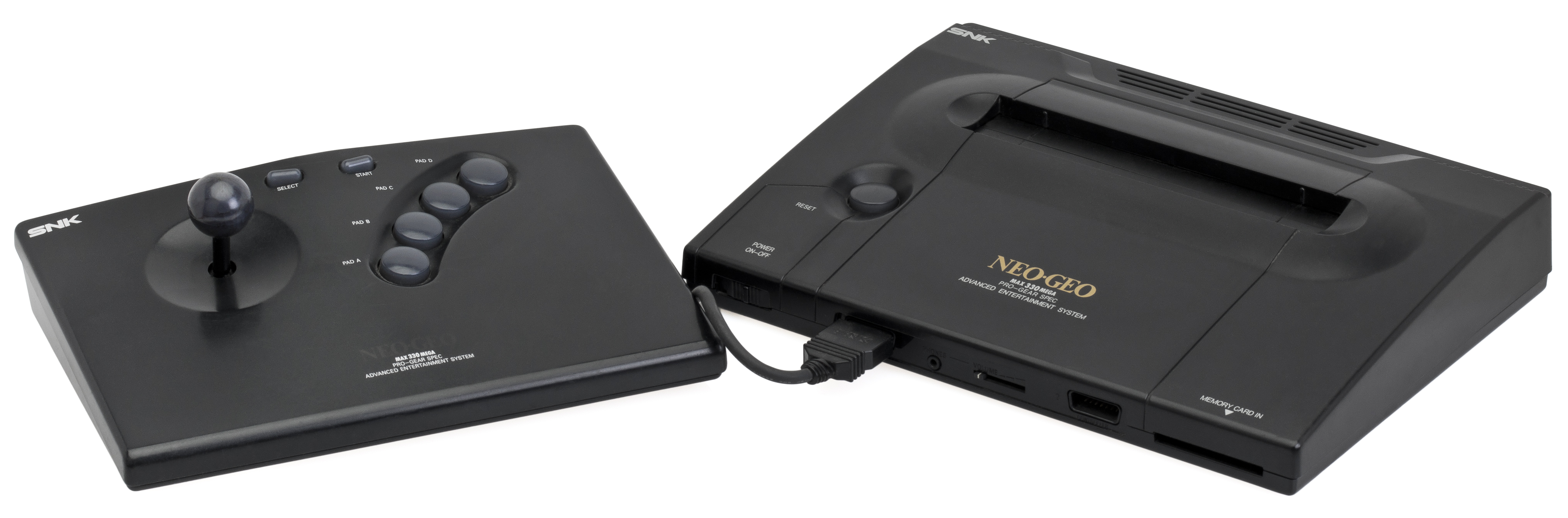
نيو-جيو أيه إي أس (1990)
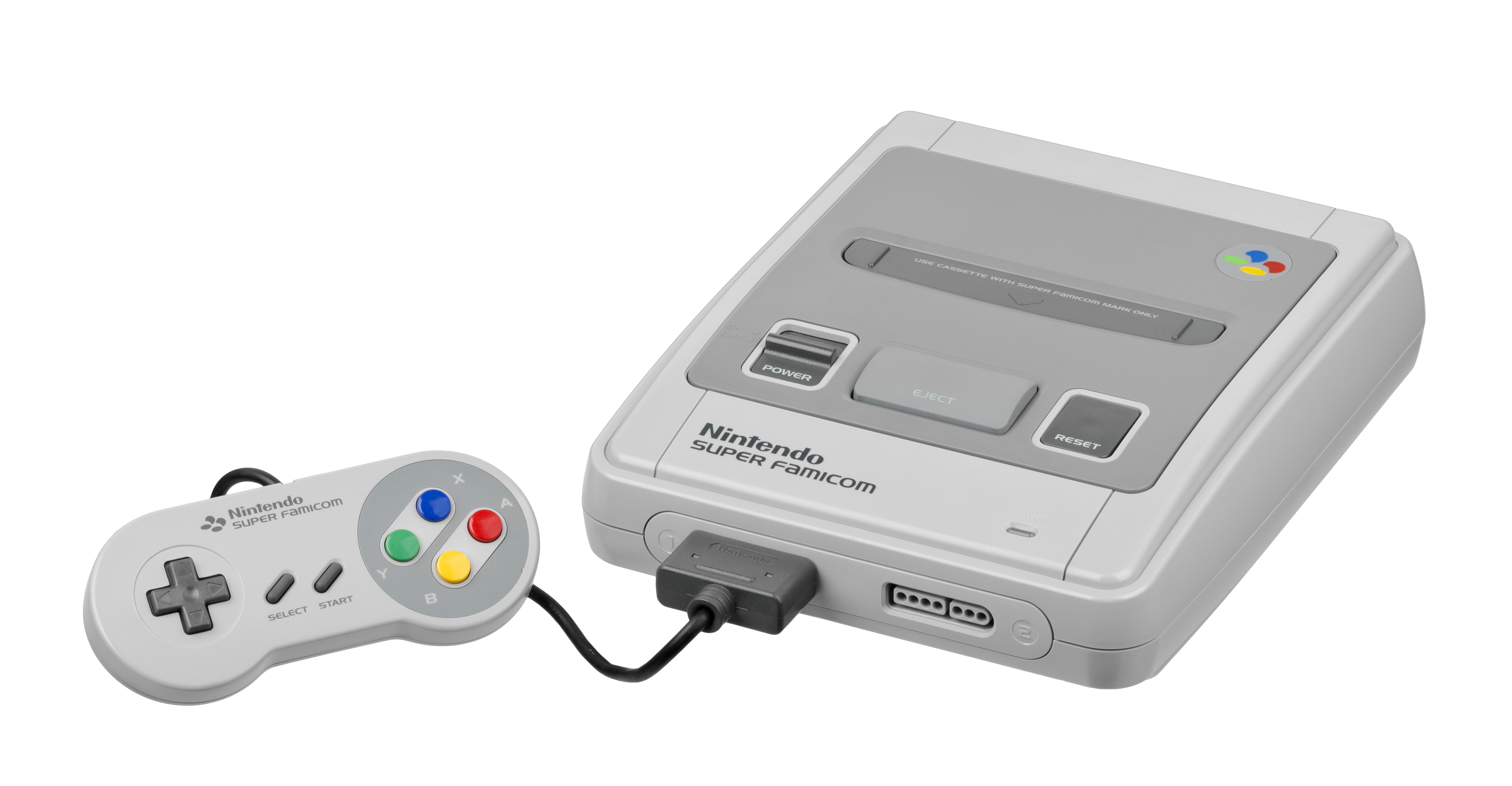
سوبر فاميكوم (1990)
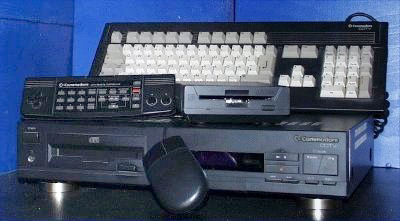
كومودور سي دي تي في (1991)
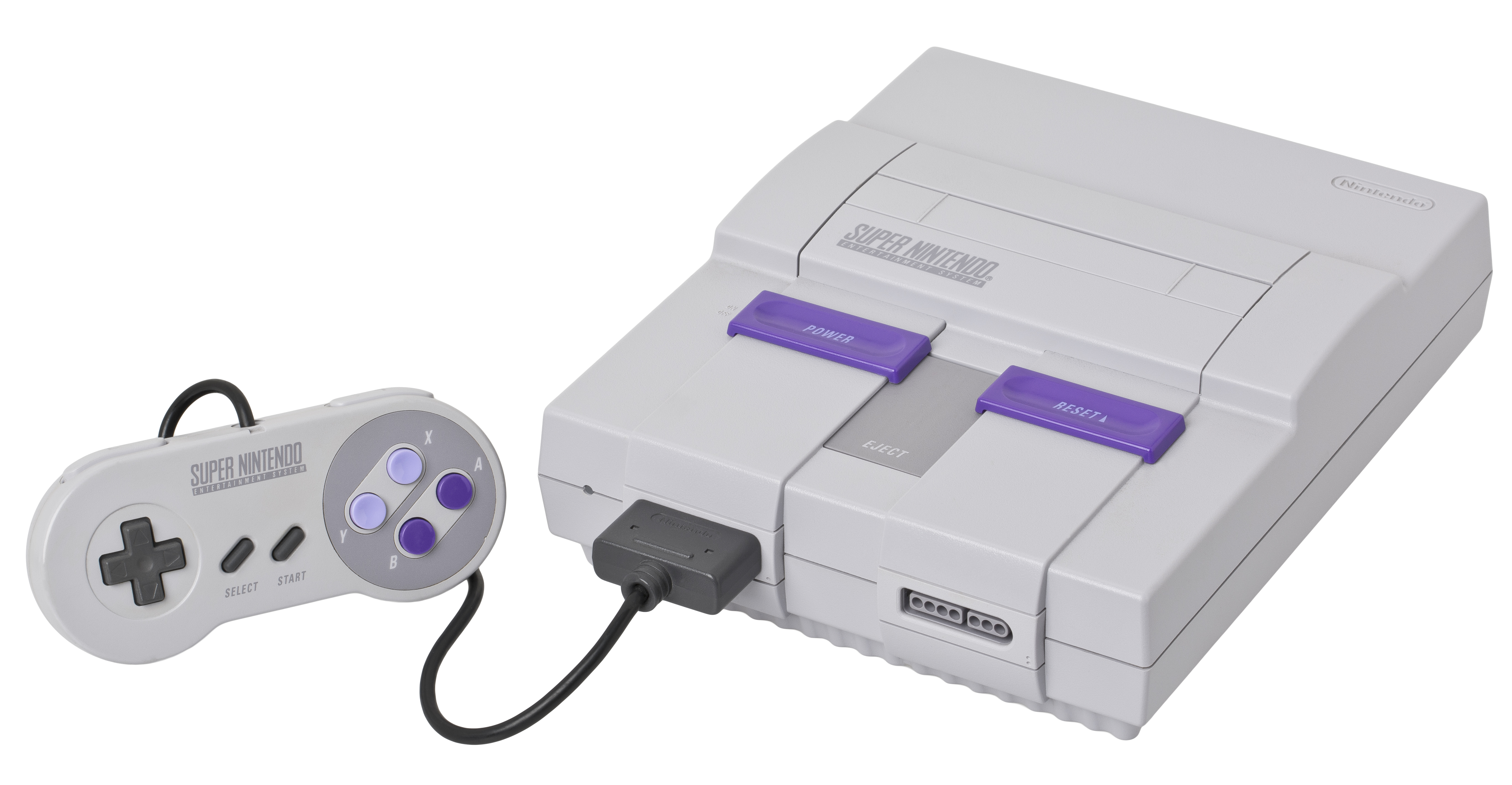
سوبر نينتندو إنترتينمنت سيستم (1991)
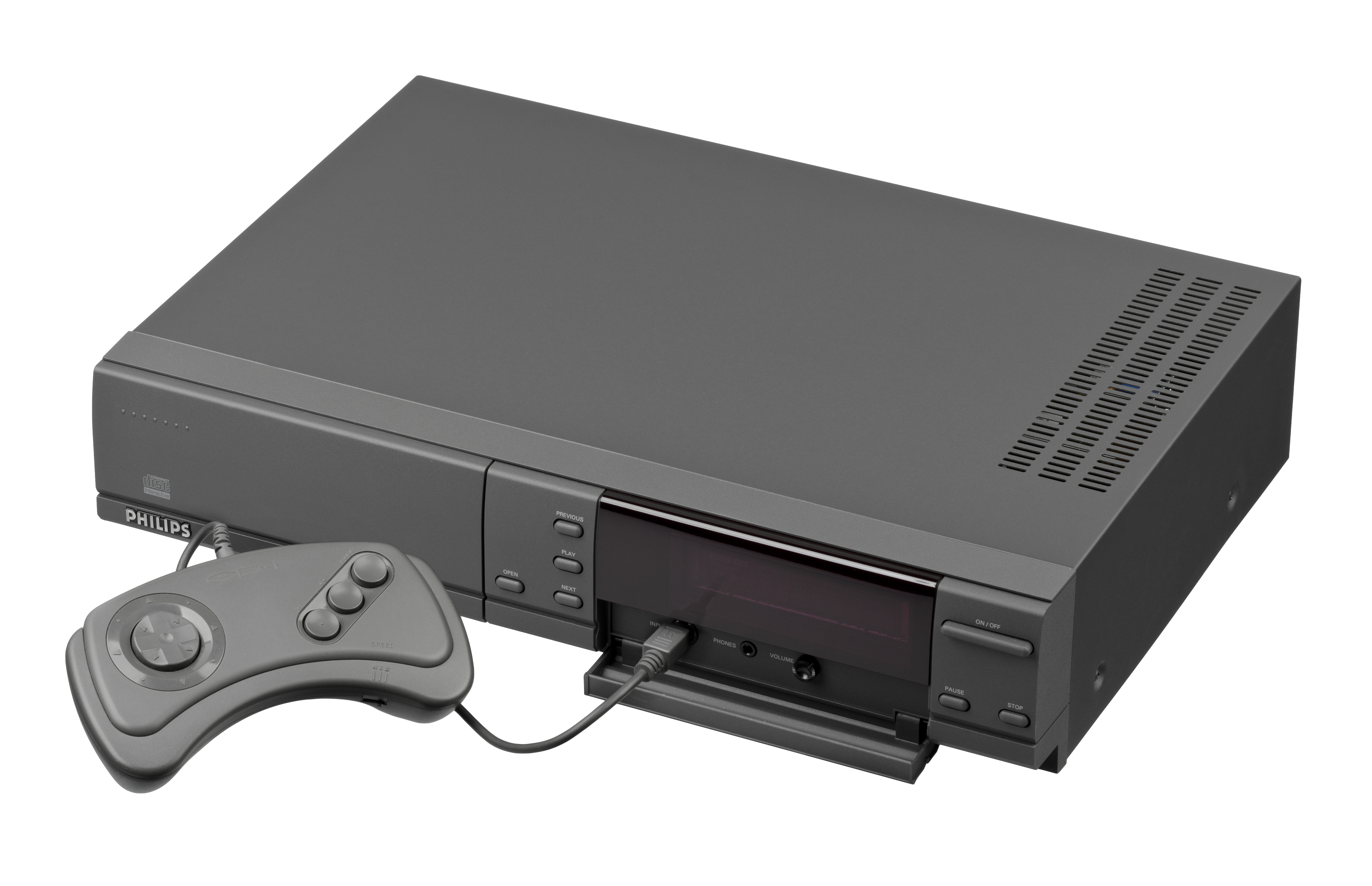
سي دي-آي (1991)
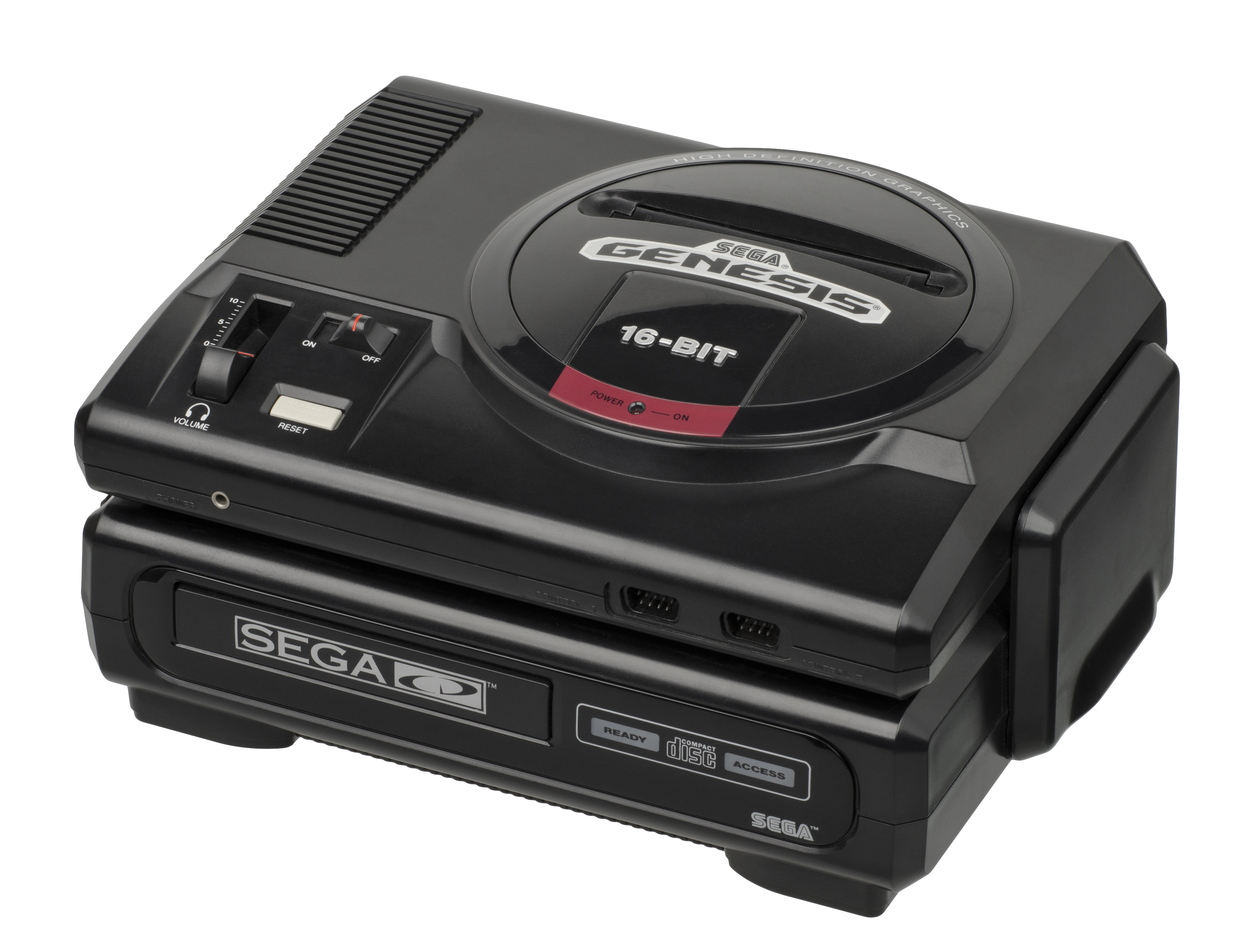
سيجا سي دي (1991)
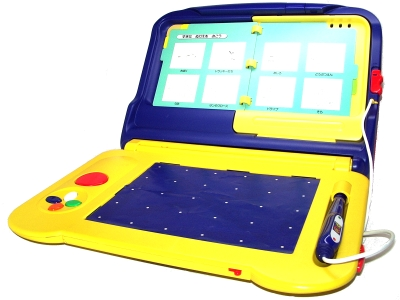
سيجا بيكو (1993)
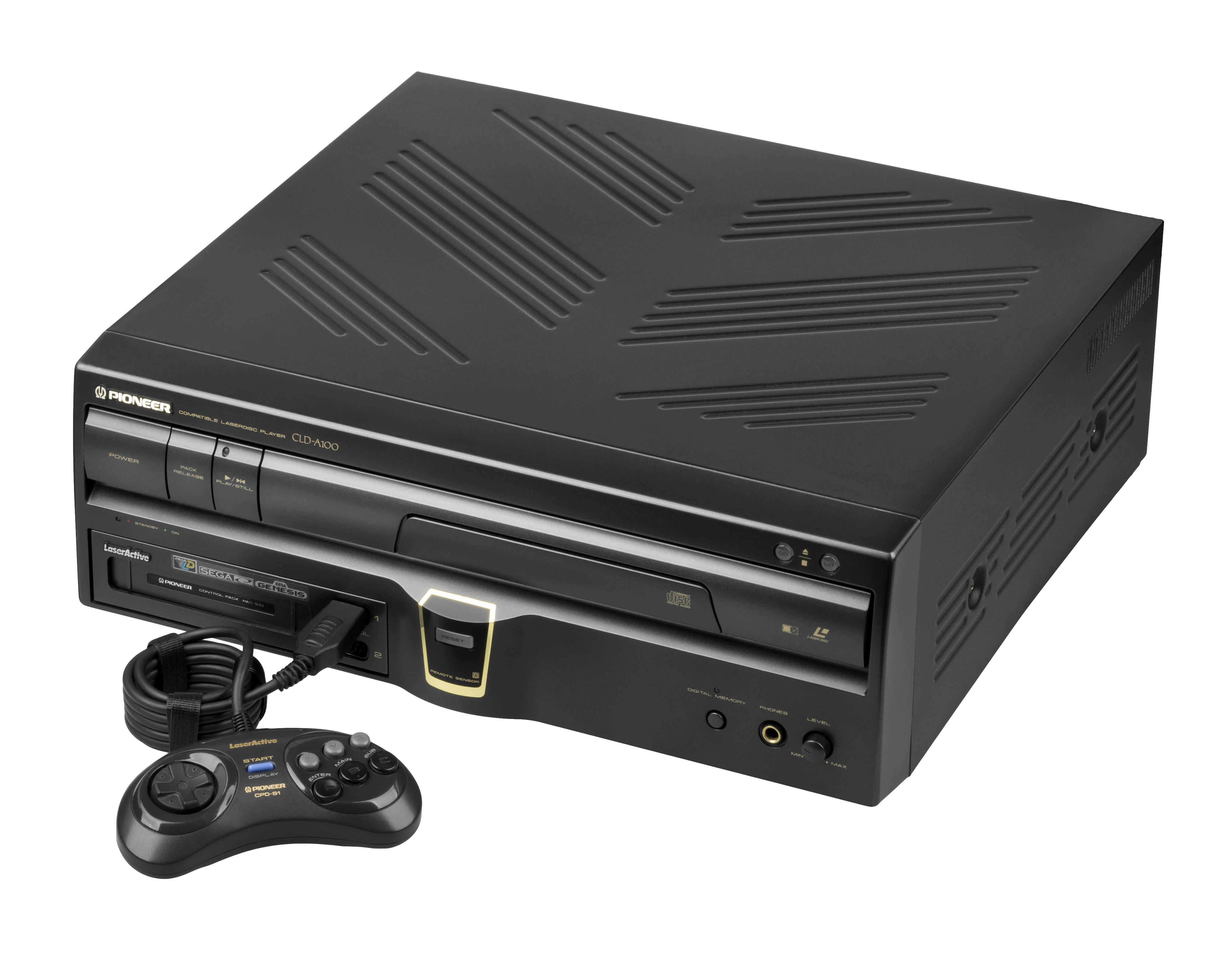
بيونير ليزرأكتيف (1993)
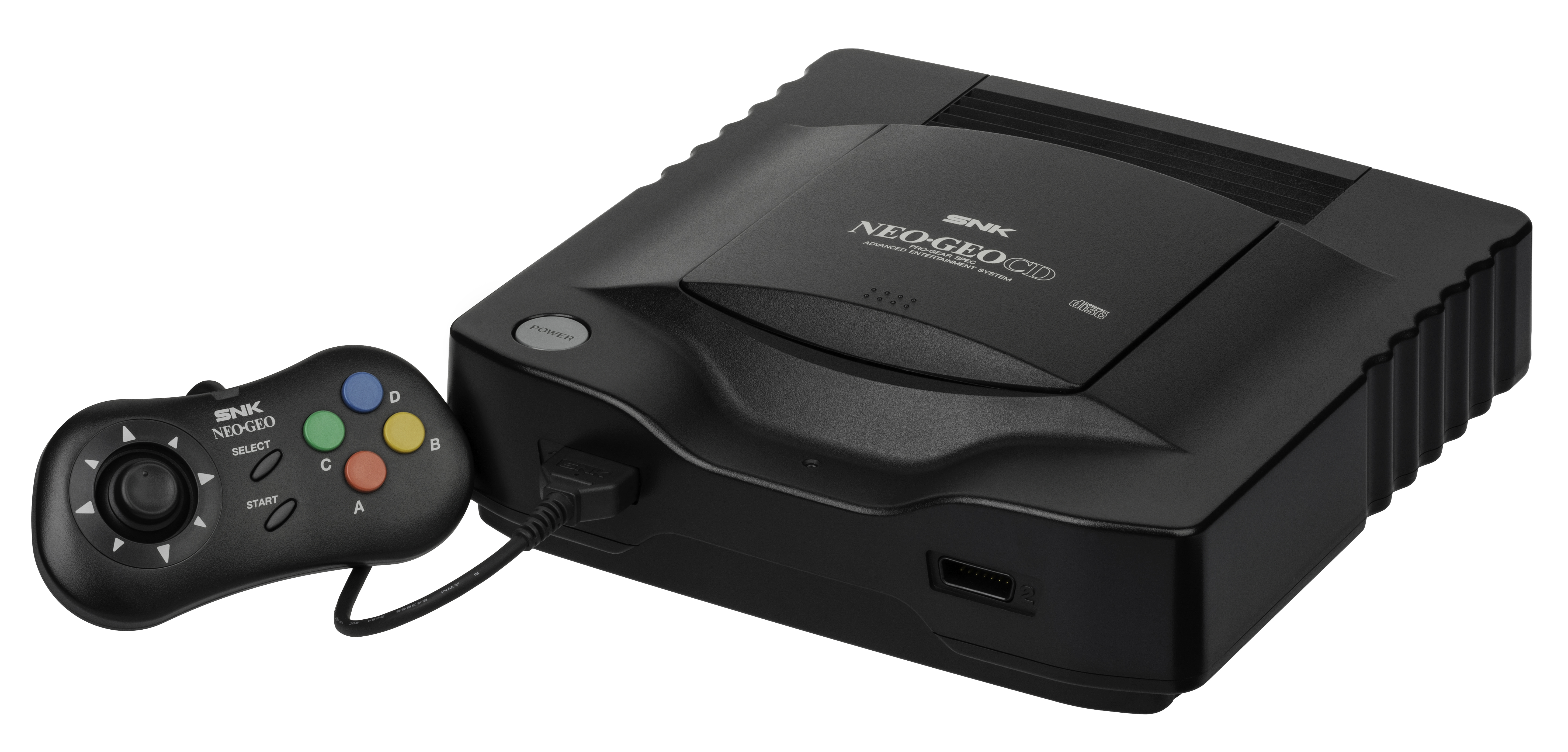
نيو-جيو سي دي (1994)
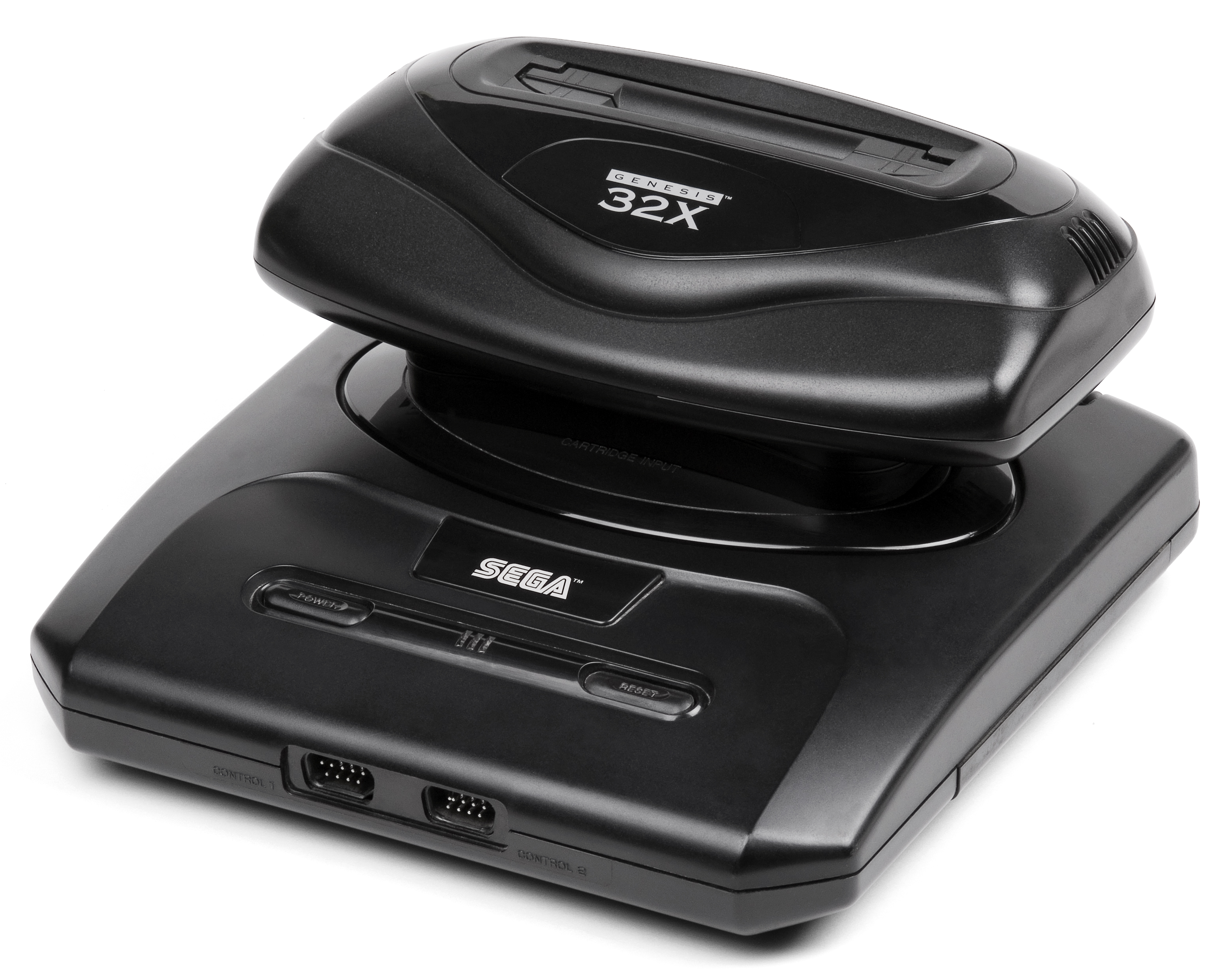
سيجا 32إكس (1994)
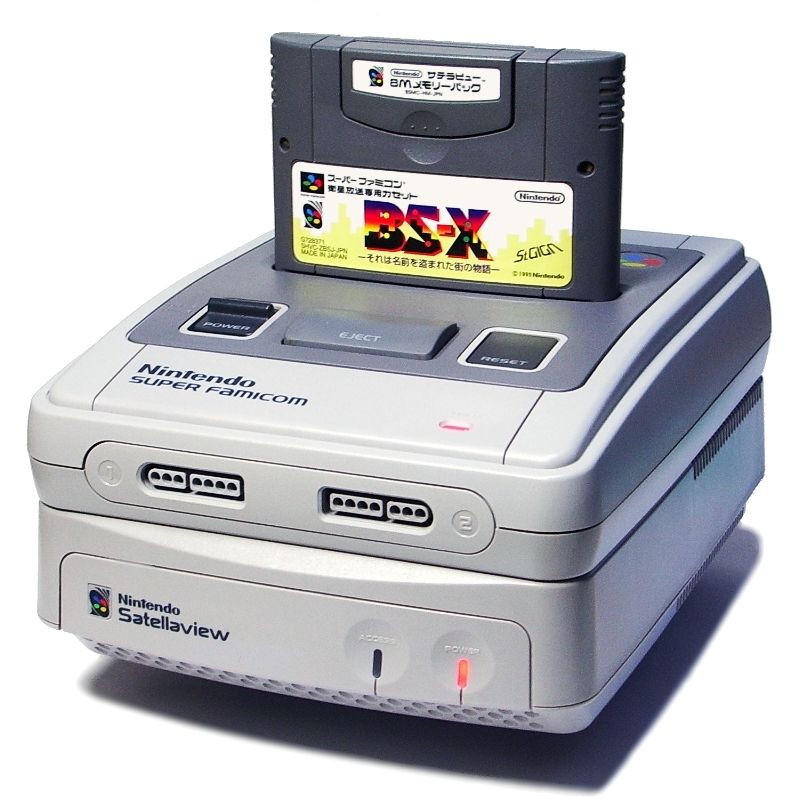
ساتيلافيو (1995)
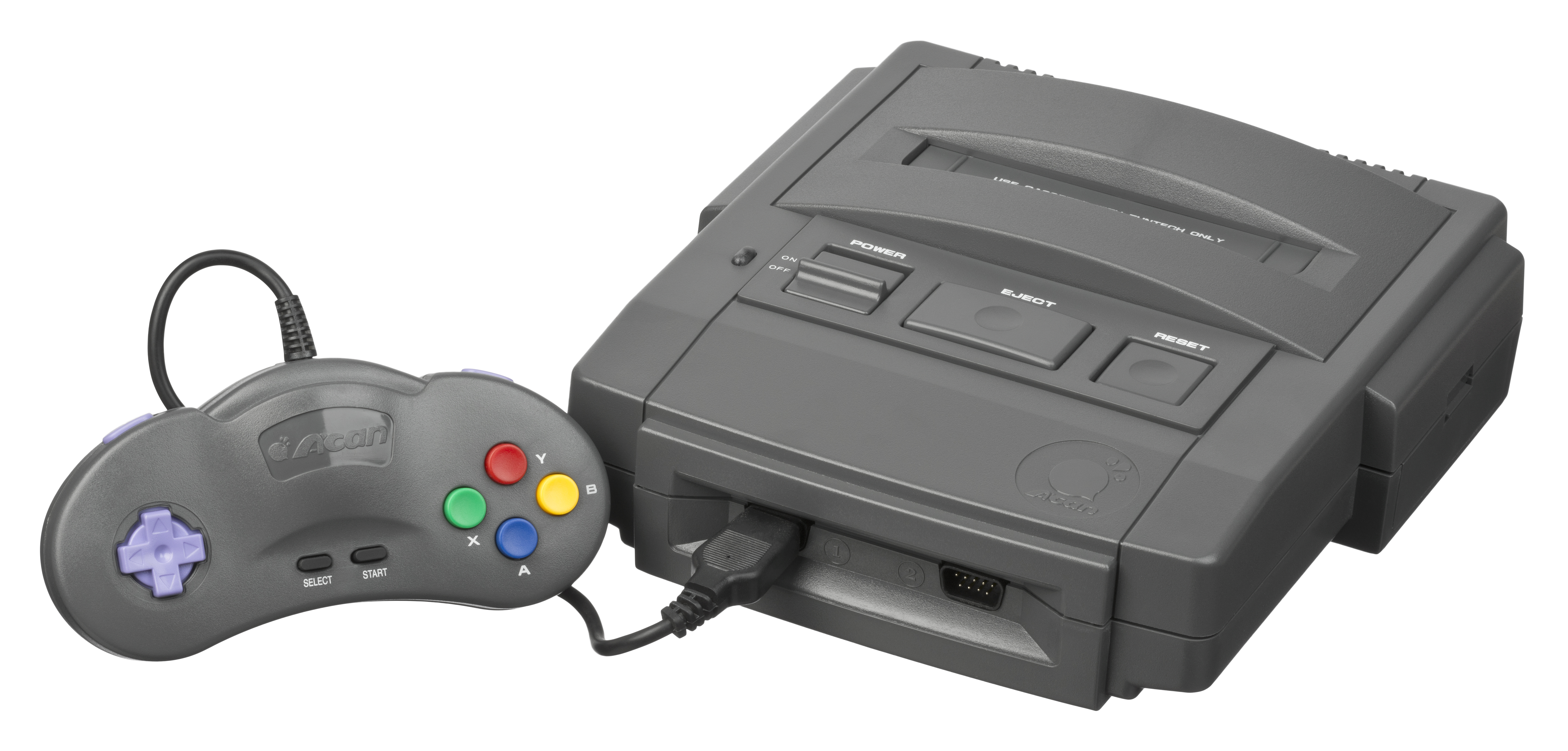
سوبر أكان (1995)

| الإسم                          | تاريخ الإصدار                           | الشركة المصنعة         | عدد المبيعات | وحدة المعالجة المركزية                                     | البتات                                              |
| ------------------------------ | --------------------------------------- | ---------------------- | ------------ | ---------------------------------------------------------- | --------------------------------------------------- |
| بي سي إنجن/توربو غرافيكس-16    | 30 أكتوبر 1987                          | إن إي سي               | 10 ملايين    | هدسون سوفت إتش يو سي6280                                   | 16 بت (وحدة المعالجة المركزية 8 بت، الرسومات 16 بت) |
| سيجا جينسيس/ميجا درايف         | 29 أكتوبر 1988                          | سيجا                   | 35.25 مليون  | موتورولا 68000 @ 7.6 ميغاهرتز، زيلوغ زد 80 @ 3.58 ميغاهرتز | 16 بت (المعالج 16/32 بت، الرسومات 16 بت)            |
| توربو غرافيكس-سي دي/سي دي-روم² | 4 ديسمبر 1998                           | إن إي سي               | ?            | ?                                                          | 16 بت (المعالج 8 بت، الرسومات 16 بت)                |
| بي سي إنجن2/سوبر غرافيكس       | 8 ديسمبر 1989                           | إن إي سي               | ?            | هدسون سوفت إتش يو سي6280                                   | 16 بت (وحدة المعالجة المركزية 8 بت، الرسومات 16 بت) |
| نيو جيو أيه إي أس              | 26 أبريل 1990                           | إس إن كي               | 750 ألف      | موتورولا 68000 @ 12 ميغاهرتز، زيلوغ زد 80 أيه @ 4 ميغاهرتز | 24 بت (المعالج 16/32 بت، الرسومات 24 بت)            |
| سوبر نينتندو/سوبر فاميكوم      | 21 نوفمبر 1990                          | نينتندو                | 49.1 مليون   | ريكوه 5إيه22 @ 3.58 ميغاهرتز                               | 16 بت                                               |
| كومودور سي دي تي في            | مارس 1991                               | كومودور                | ?            | موتورولا 68000 @ 7 ميغاهرتز                                | 16 بت                                               |
| سي دي-آي                       | 3 ديسمبر 1991                           | فاريوس                 | 1.5 مليون    | فيليبس إس سي سي 68070 @ 15.5 ميغاهرتز                      | 16 بت (يمكن ترقيتها إلى 32 بت)                      |
| سيجا سي دي/ميجا سي دي          | 12 ديسمبر 1991                          | سيجا                   | 2.24 مليون   | موتورولا 68000 @ 12.5 ميغاهرتز                             | 16 بت (المعالج 16/32 بت، الرسومات 16 بت)            |
| ميموركس في آي إس               | يونيو 1992                              | ميموركس/شركة تاندي     | 15 ألف       | إنتل 80286 @ 12 ميغاهرتز                                   | 16 بت                                               |
| سيجا بيكو                      | 26 يونيو 1993                           | سيجا/ماجيسكو إنترتنمنت | ?            | موتورولا 68000 @ 7.6 ميغاهرتز، زيلوغ زد 80 @ 3.58 ميغاهرتز | 16 بت                                               |
| بيكنو                          | 1992                                    | كونامي                 | ?            | ?                                                          | 16 بت                                               |
| بايونير ليزرأكتيف              | 20 أغسطس 1993                           | شركة بايونير           | ?            | ?                                                          | 16 بت                                               |
| نيو جيو سي دي                  | 9 سبتمبر 1994                           | إس إن كي               | ?            | موتورولا 68000 @ 12 ميغاهرتز، زيلوغ زد 80 @ 4 ميغاهرتز     | 16 بت                                               |
| سيجا 32إكس                     | 21 نوفمبر 1994                          | سيجا                   | 800 ألف      | 2 × إس إتش-2 32 بت ريسك @ 23 ميغا هرتز                     | 32 بت                                               |
| ساتيلافيو                      | 23 أبريل 1995                           | نينتندو                | ?            | ?                                                          | 16 بت                                               |
| سوبر أكان                      | 25 أكتوبر 1995                          | فانتيتش                | ?            | موتورولا 68000 @ 10.738635 ميغاهرتز                        | 16 بت                                               |
| كونيكس ملتيسيستم               | ملغي (من المفترض أن يصدر في أغسطس 1989) | كونيكس                 | 0            | ?                                                          | 16 بت                                               |
| أتاري بانثر                    | ملغي (من المفترض أن يصدر في 1991)       | أتاري كوربورايشن       | 0            | موتورولا 68000                                             | 32 بت                                               |
| دبليو أو دبليو أو دبليو        | ملغي (من المفترض أن يصدر في 1992)       | تايتو                  | 0            | ?                                                          | ?                                                   |
| سوبر نينتندو-سي دي             | ملغي (من المفترض أن يصدر في 1993)       | نينتندو                | 0            | ?                                                          | 16 بت                                               |

- أنشأت إس إن كي نيو جيو سي دي كبديل أرخص بكثير من أيه إي أس، مما أدى إلى خفض سعر الألعاب إلى حد كبير، من 300 دولار إلى 50 دولارًا. هو في الأساس مشغل أيه إي أس مع تغيير تنسيق الوسائط من الخراطيش إلى الأقراص المضغوطة، مما يجعله في الجيل الرابع.

### الجيل الخامس (1993-2005)
هناك 14 مشغل ألعاب فيديو منزلي صدر في الجيل الخامس؛

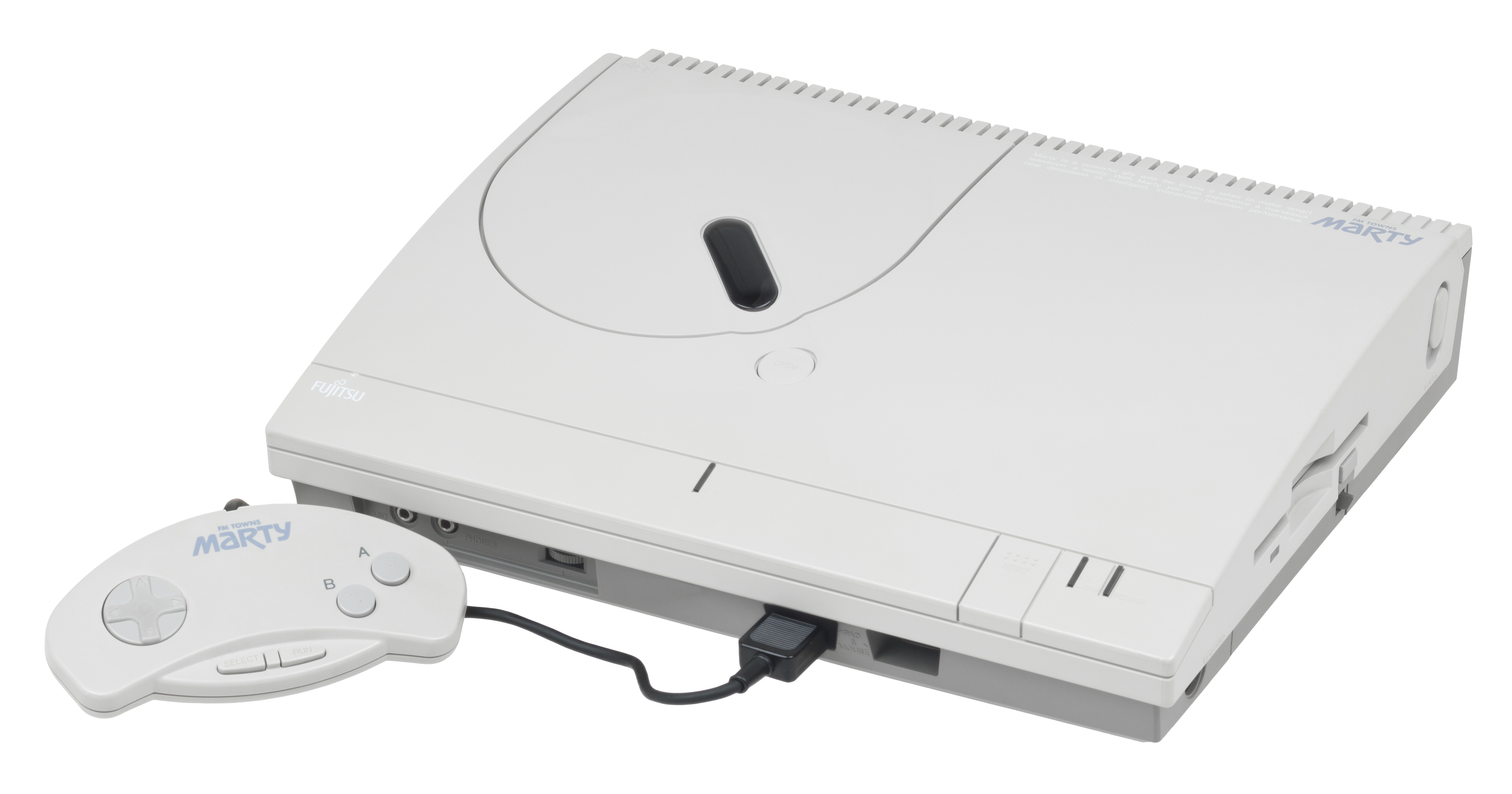
إف إم تاونز مارتي (1993)
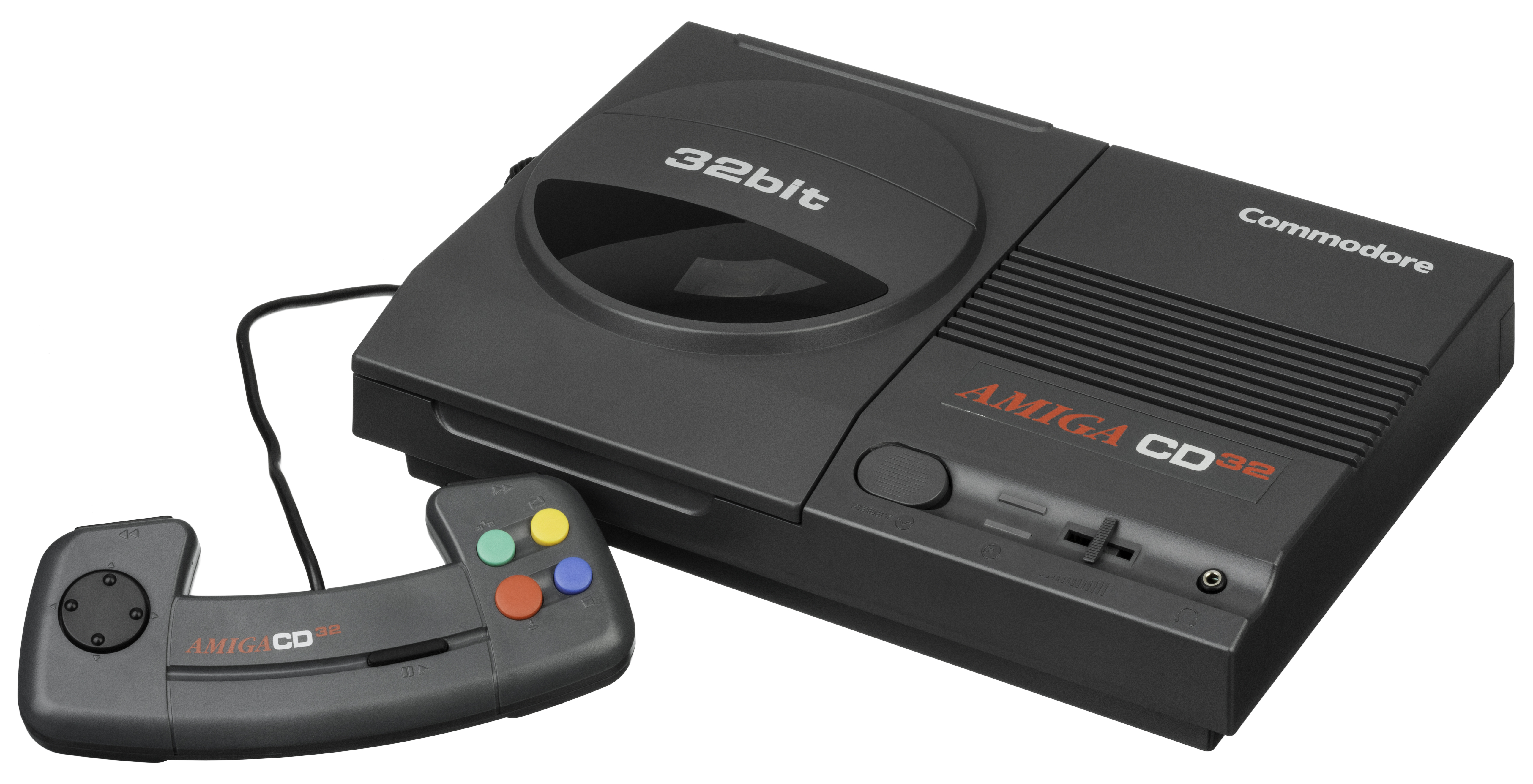
أميغا سي دي32 (1993)
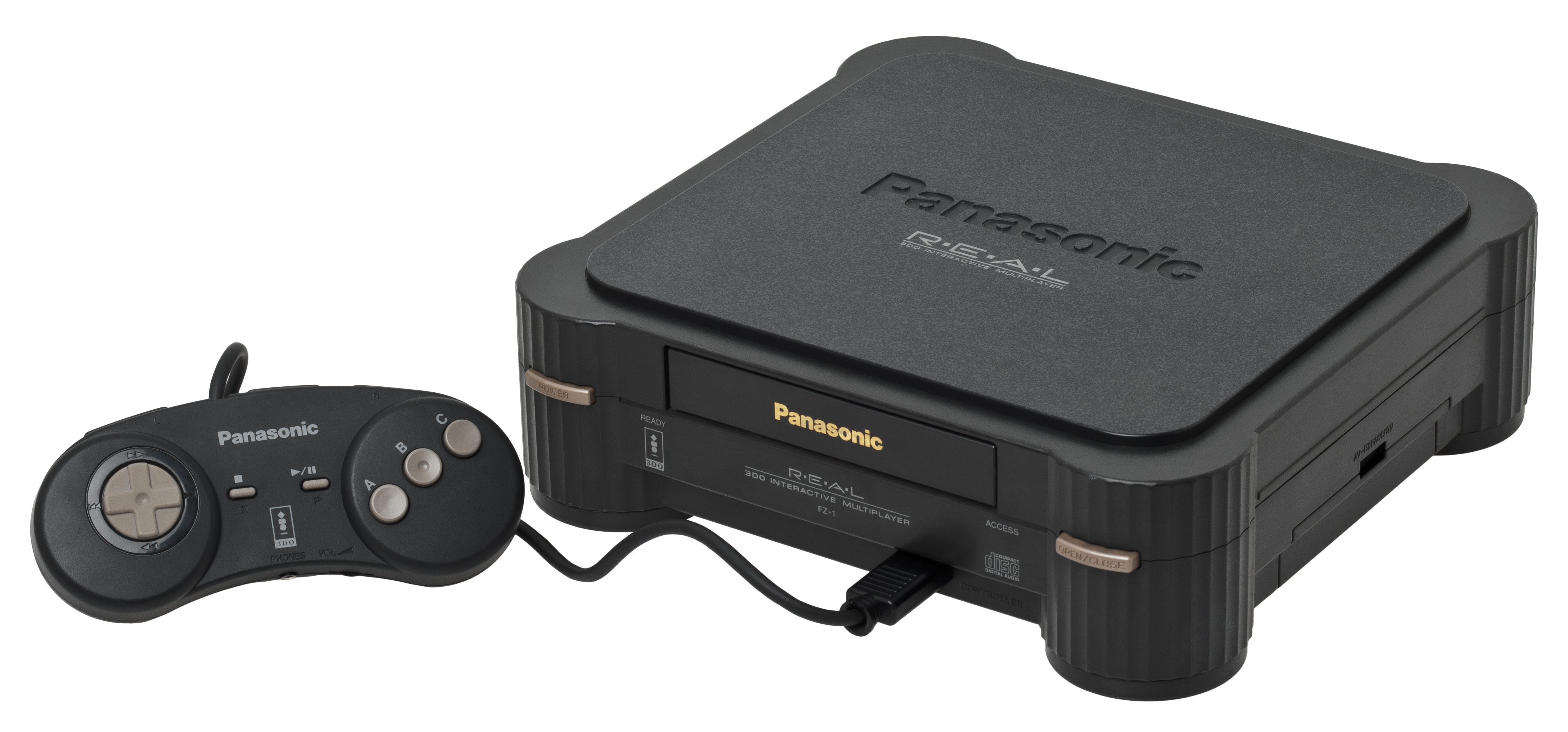
3 دي أو إنتراكتيف ملتيبلاير (1993)
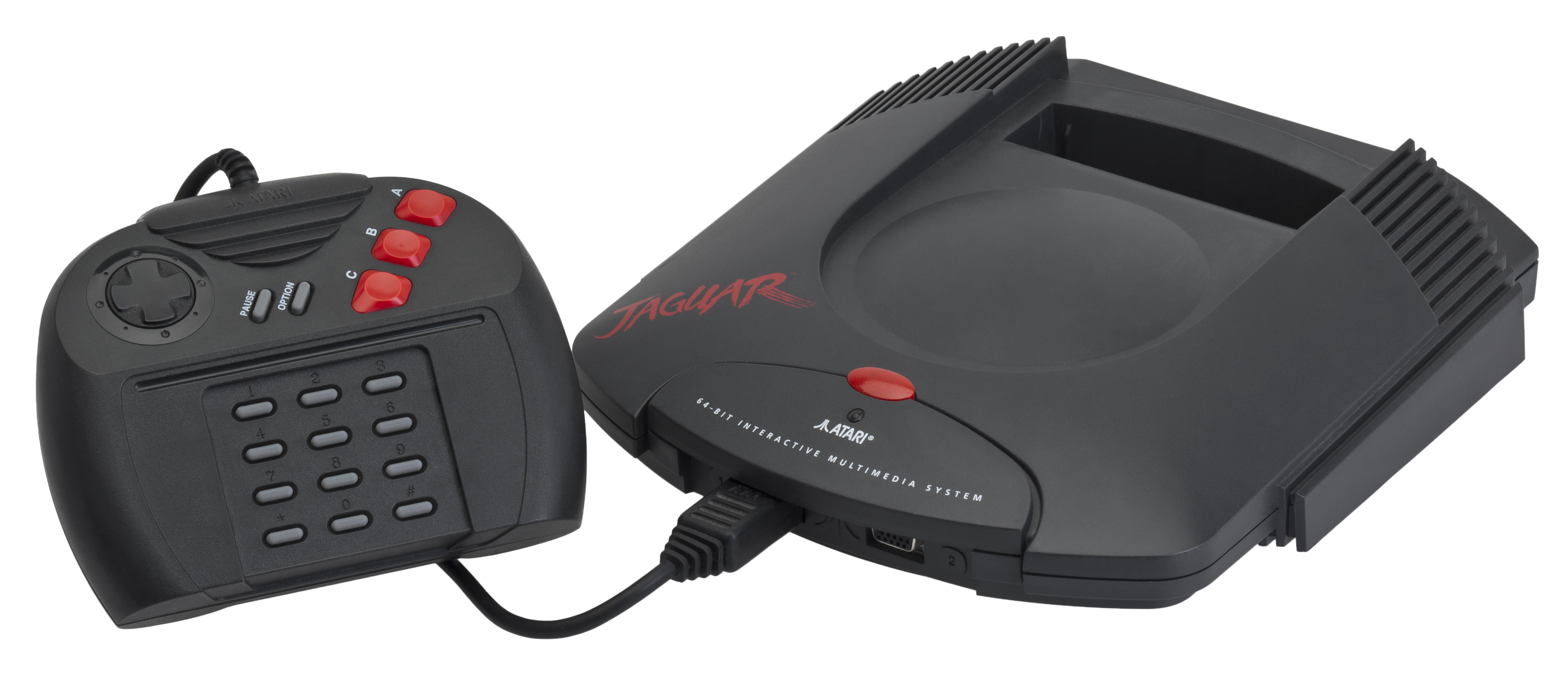
أتاري جاغوار (1993)
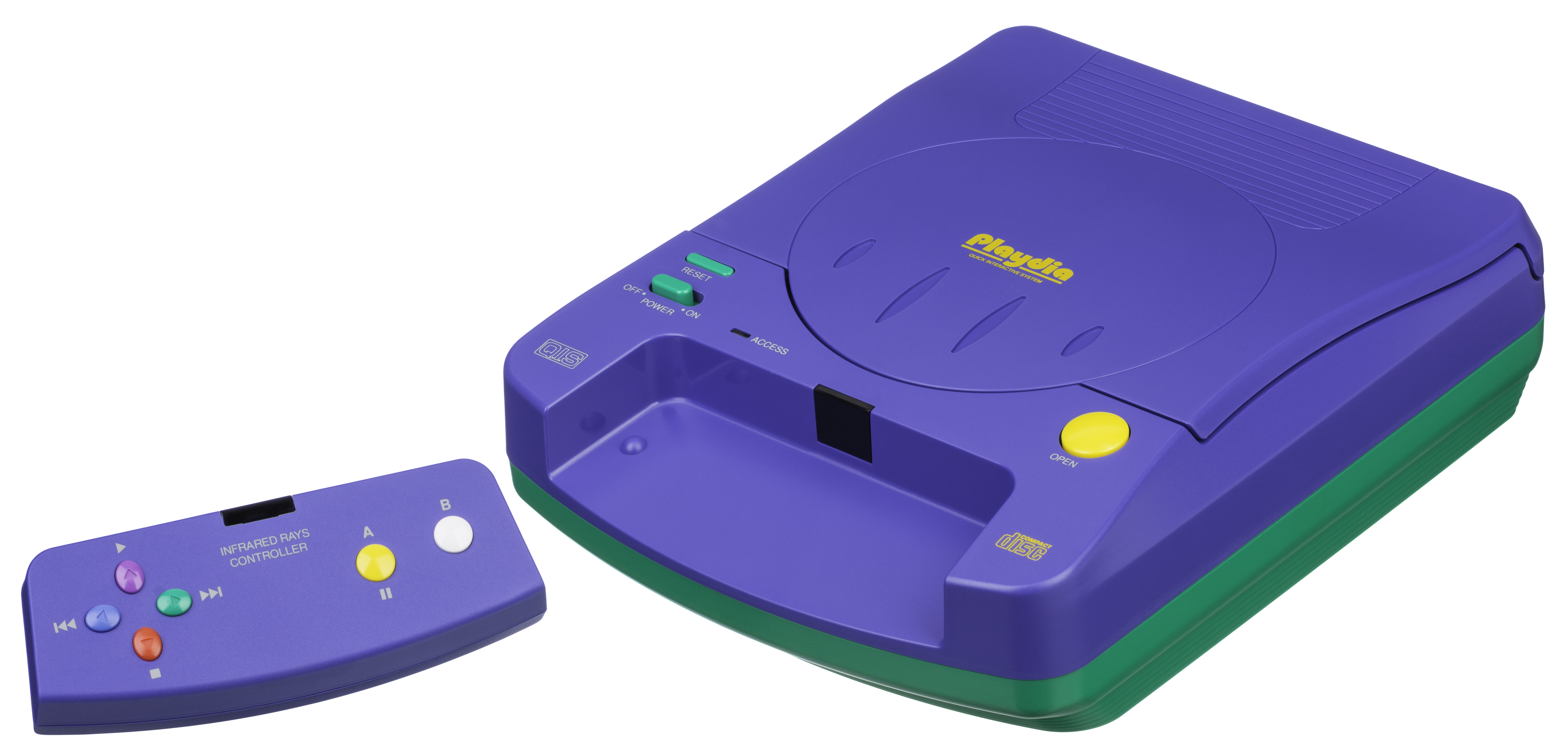
بانداي بلايديا (1994)
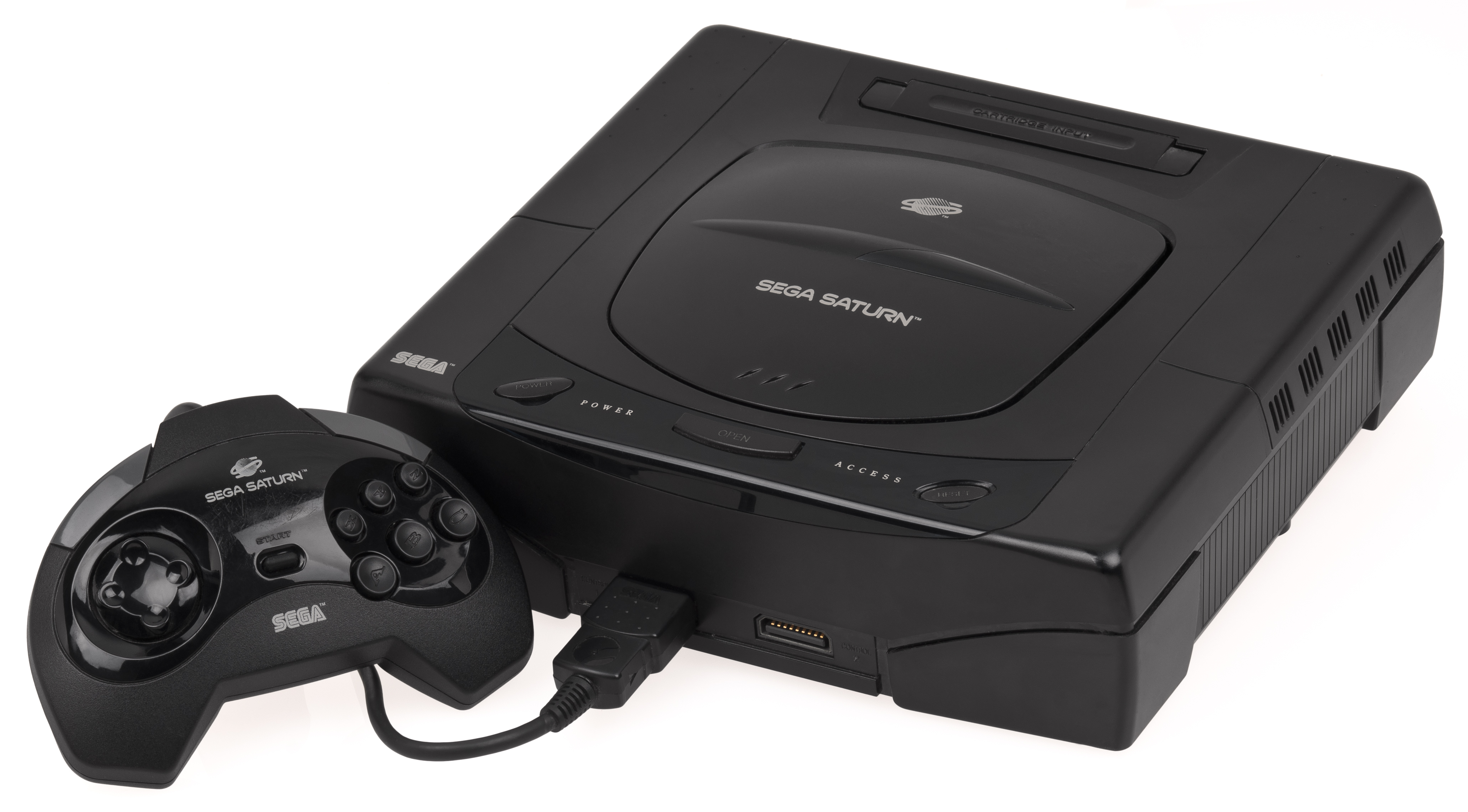
سيجا ساترن (1994)
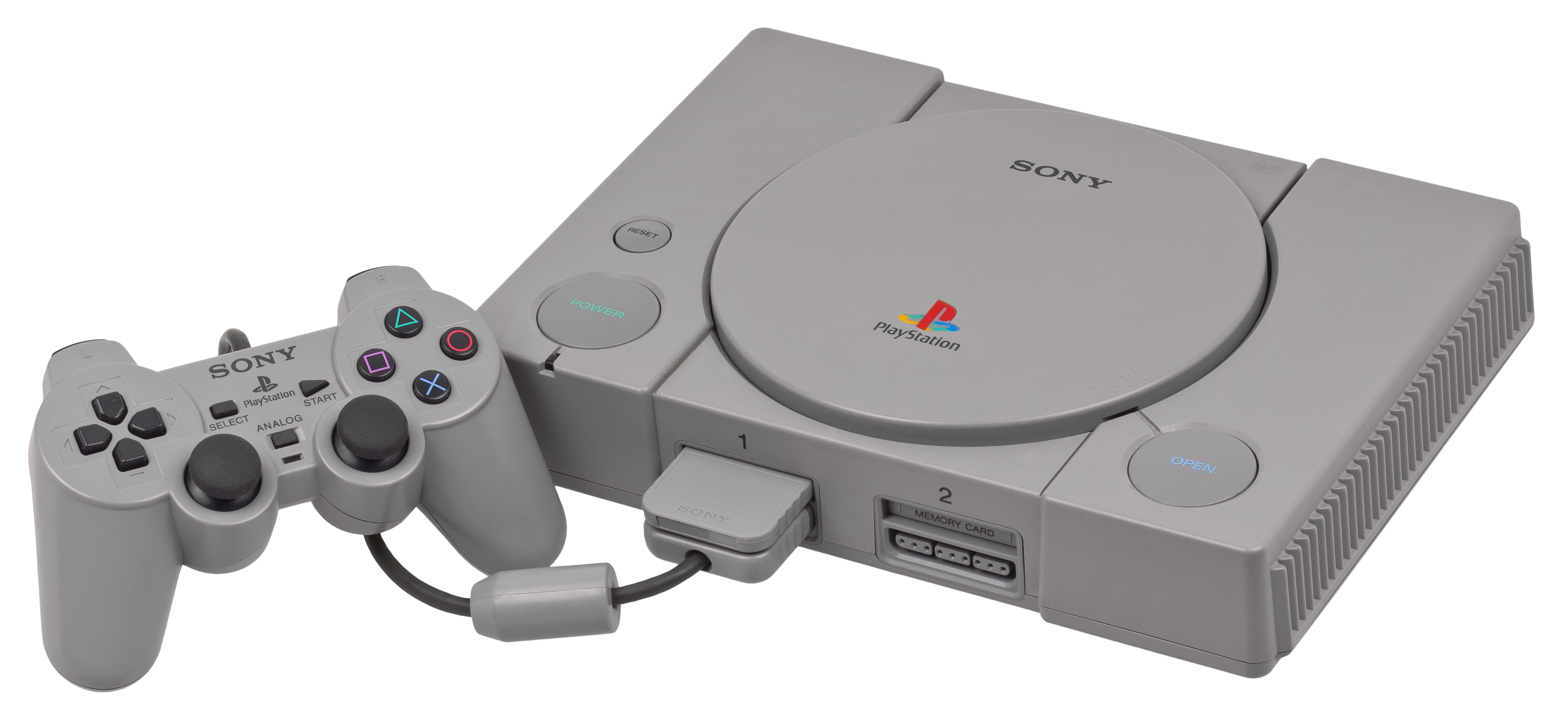
سوني بلاي ستيشن (1994)
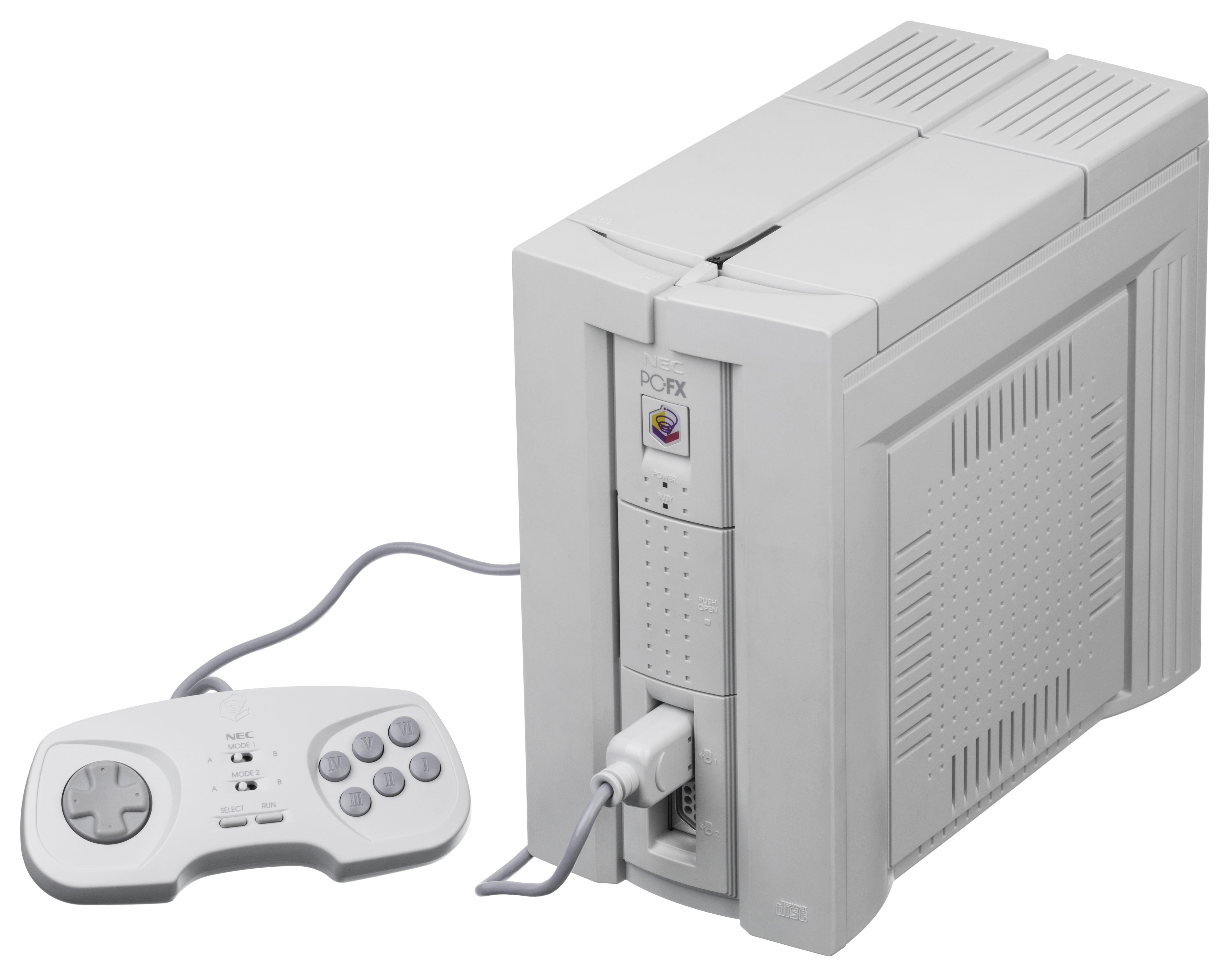
بي سي-إف إكس (1994)
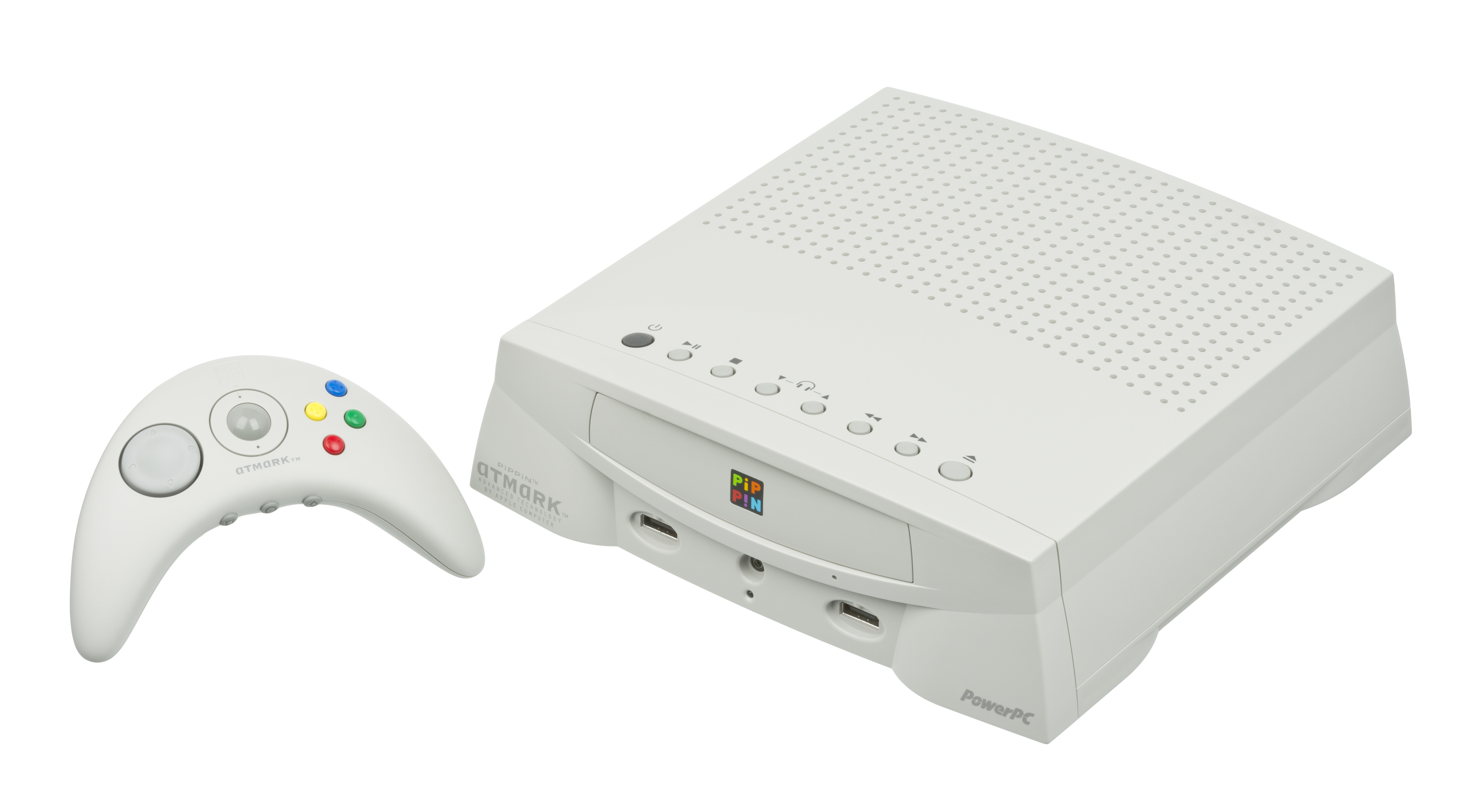
أبل بانداي بيببين (1995)
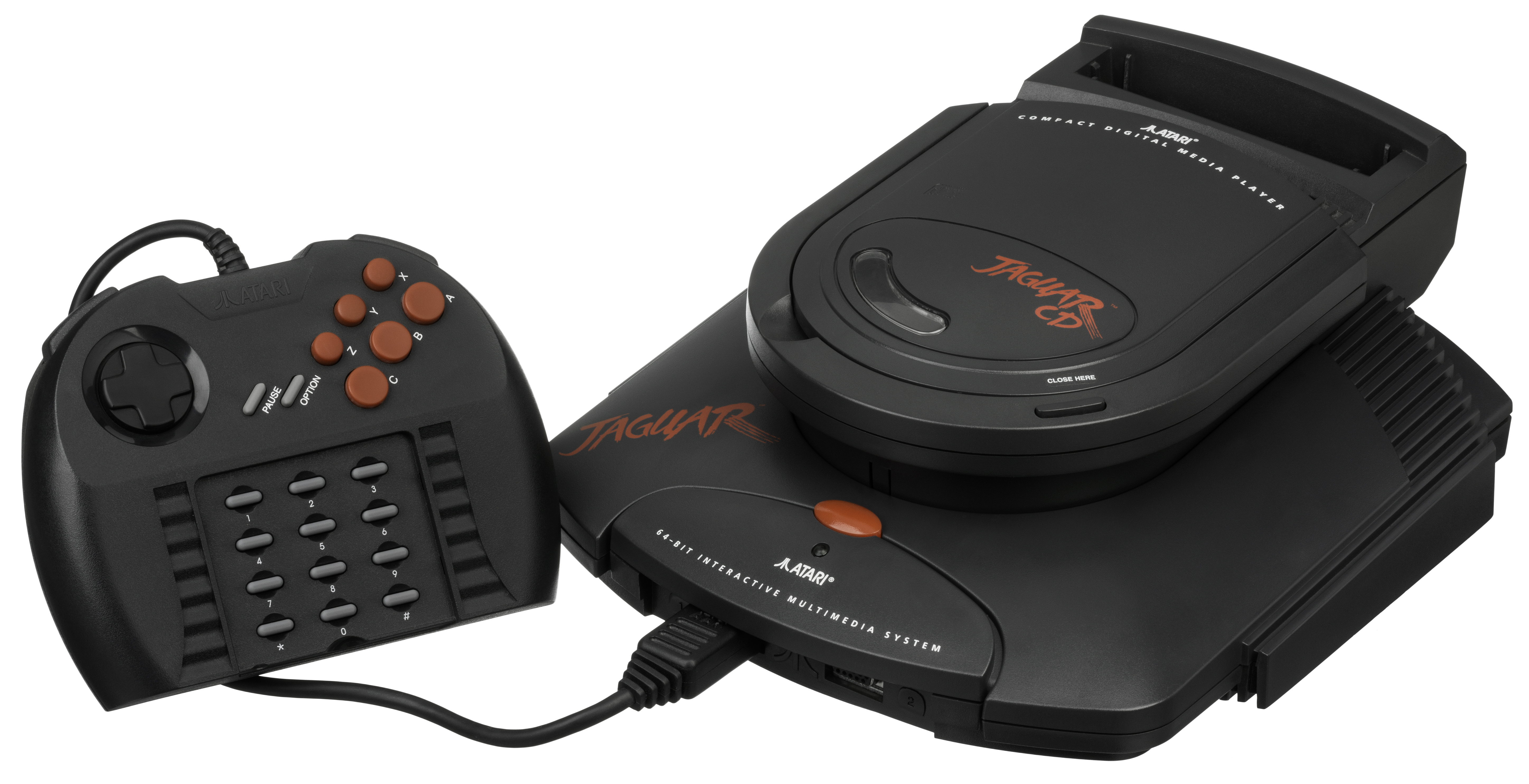
أتاري جاغوار سي دي (1995)
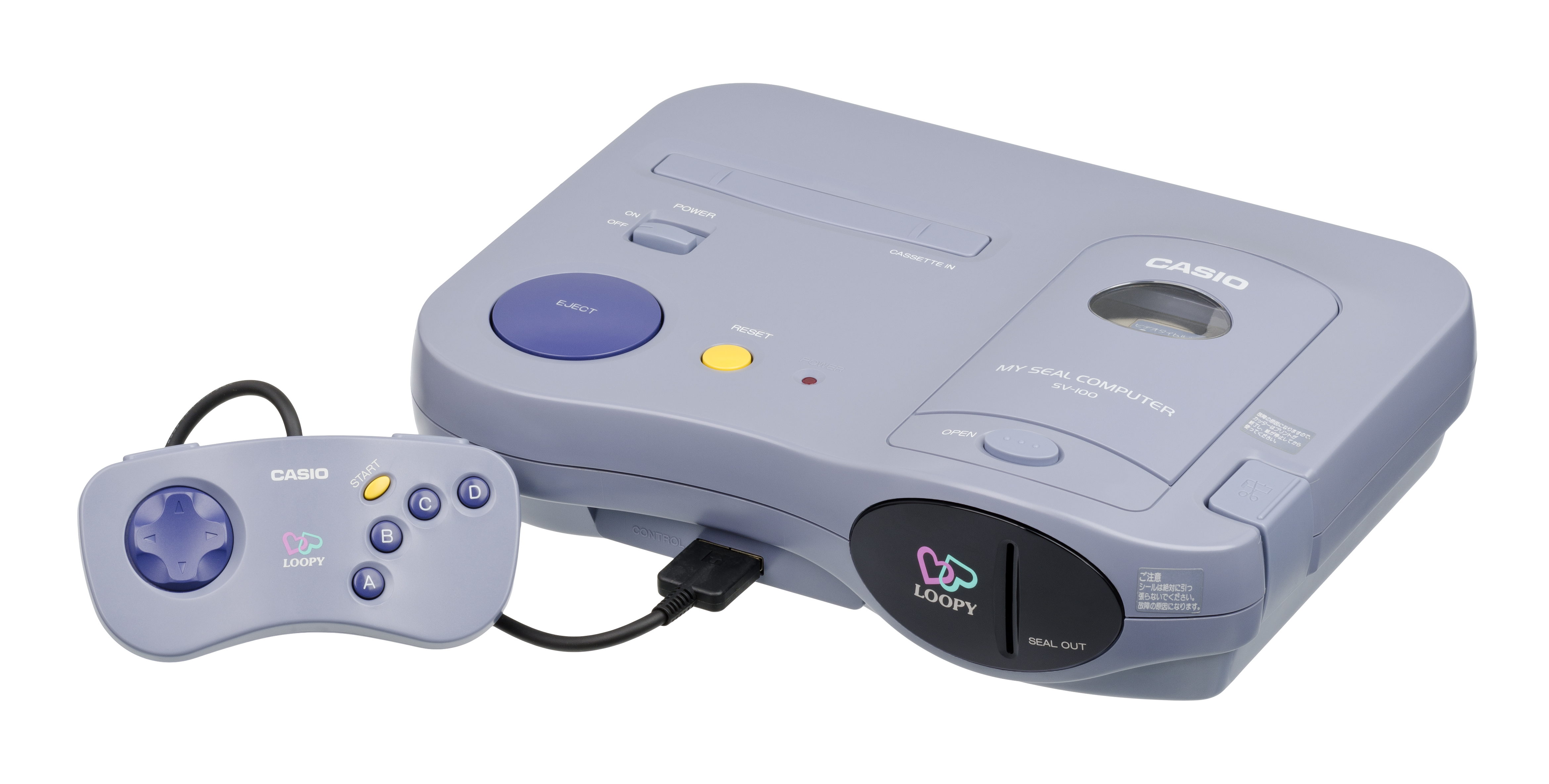
كاسيو لوبي (1995)
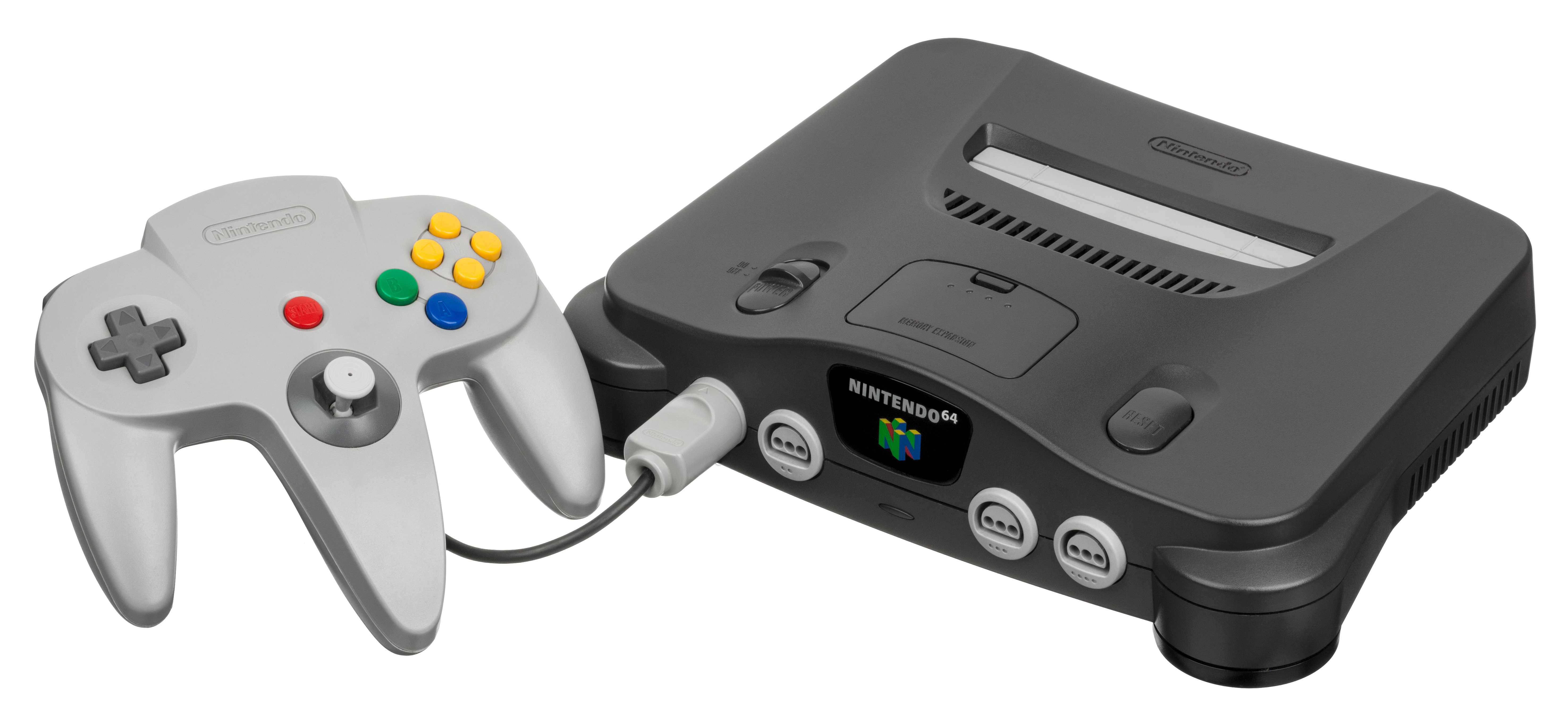
نينتندو 64 (1996)
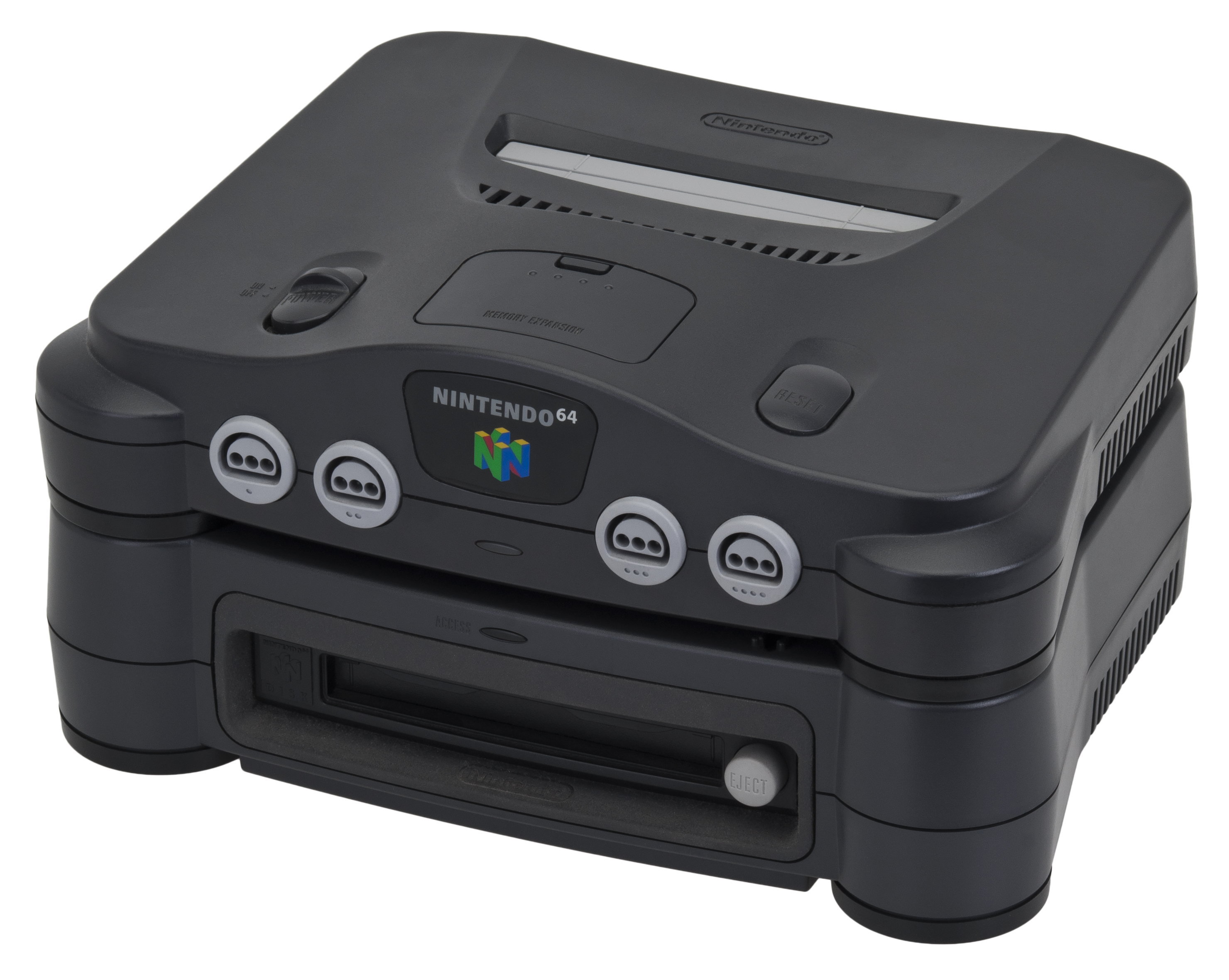
نينتندو 64 دي دي (1999)

| الإسم                       | تاريخ الإصدار  | الشركة المصنعة             | عدد المبيعات   | وحدة المعالجة المركزية | البتات                                |
| --------------------------- | -------------- | -------------------------- | -------------- | --- | ------------------------------------- |
| إف إم تاونز مارتي           | 20 فبراير 1993 | فوجيتسو                    | أقل من 45 ألف  | أيه إم دي 386إس إكس @ 16 ميغاهرتز                                                                                            | 32 بت                                 |
| أميغا سي دي32               | 17 سبتمبر 1993 | كومودور                    | أقل من 100 ألف | بال موتورولا 68EC020 بسرعة 14.18 ميغاهرتز إن تي إس سي موتورولا 68EC020 بسرعة 14.32 ميغاهرتز                                  | 32 بت                                 |
| 3 دي أو إنتراكتيف ملتيبلاير | 4 أكتوبر 1993  | باناسونيك/سانيو، غولد ستار | 2 مليون        | ريسك وحدة المعالجة المركزية أيه آر إم 60 بناءً على بنية أيه آر إم @ 12.5 ميغاهرتز                                             | 32 بت                                 |
| أتاري جاغوار                | 23 نوفمبر 1993 | أتاري كوربورايشن           | أقل من 250 ألف | موتورولا 68000 @ 13.295 ميغاهرتز، رسومات مخصصة 32 بت ريسك "توم" @ 26.59 ميغاهرتز، صوت مخصص 32 بت ريسك"جيري" @ 26.59 ميغاهرتز | 64 بت (الرسومات 64 بت، المعالج 32 بت) |
| سي بي إس تشانجر             | 1994           | كابكوم                     | ?              | موتورولا 68000 @ 10 ميغاهرتز                                                                                                 | 16 بت                                 |
| بلايديا                     | 23 سبتمبر 1994 | بانداي                     | ?              | توشيبا TMP87C800F | 8 بت                                  |
| سيجا ساترن                  | 22 نوفمبر 1994 | سيجا                       | 9.26 مليون     | 2× هيتاشي إس إتش-2 @ 28.6 ميغاهرتز                                                                                           | 32 بت                                 |
| سوني بلاي ستيشن             | 3 ديسمبر 1994  | سوني                       | 102.49 مليون   | آر3000 @ 33.8688 ميغاهرتز | 32 بت                                 |
| بي سي-إف إكس                | 23 ديسمبر 1994 | إن إي سي                   | أقل من 400 ألف | إن إي سي في810 | 32 بت                                 |
| أبل بانداي بيببين           | 28 مارس 1995   | أبل، بانداي                | 42 ألف         | باور بي سي 603 ريسك (66 ميغاهرتز)                                                                                            | 32 بت                                 |
| أتاري جاغوار سي دي          | 21 سبتمبر 1995 | أتاري كوربورايشن           | ?              | ? | 64 بت (باستخدام معالجات جاغوار)       |
| كاسيو لوبي                  | 19 أكتوبر 1995 | كاسيو                      | ?              | ريسك إس إتش-1 (SH7021) | 32 بت                                 |
| نينتندو 64                  | 23 يونيو 1996  | نينتندو                    | 32.93 مليون    | إن إي سي في آر4300 @ 93.75 ميغاهرتز                                                                                          | 64 بت                                 |
| نينتندو 64 دي دي            | 1 ديسمبر 1999  | نينتندو                    | أقل من 15 ألف  | ? | 64 بت (باستخدام معالج نينتدو 64)      |

### الجيل السادس (1998-2013)
هناك 10 مشغلات ألعاب فيديو منزلية صدرت في الجيل السادس، ومشغلان اثنان ملغيان؛

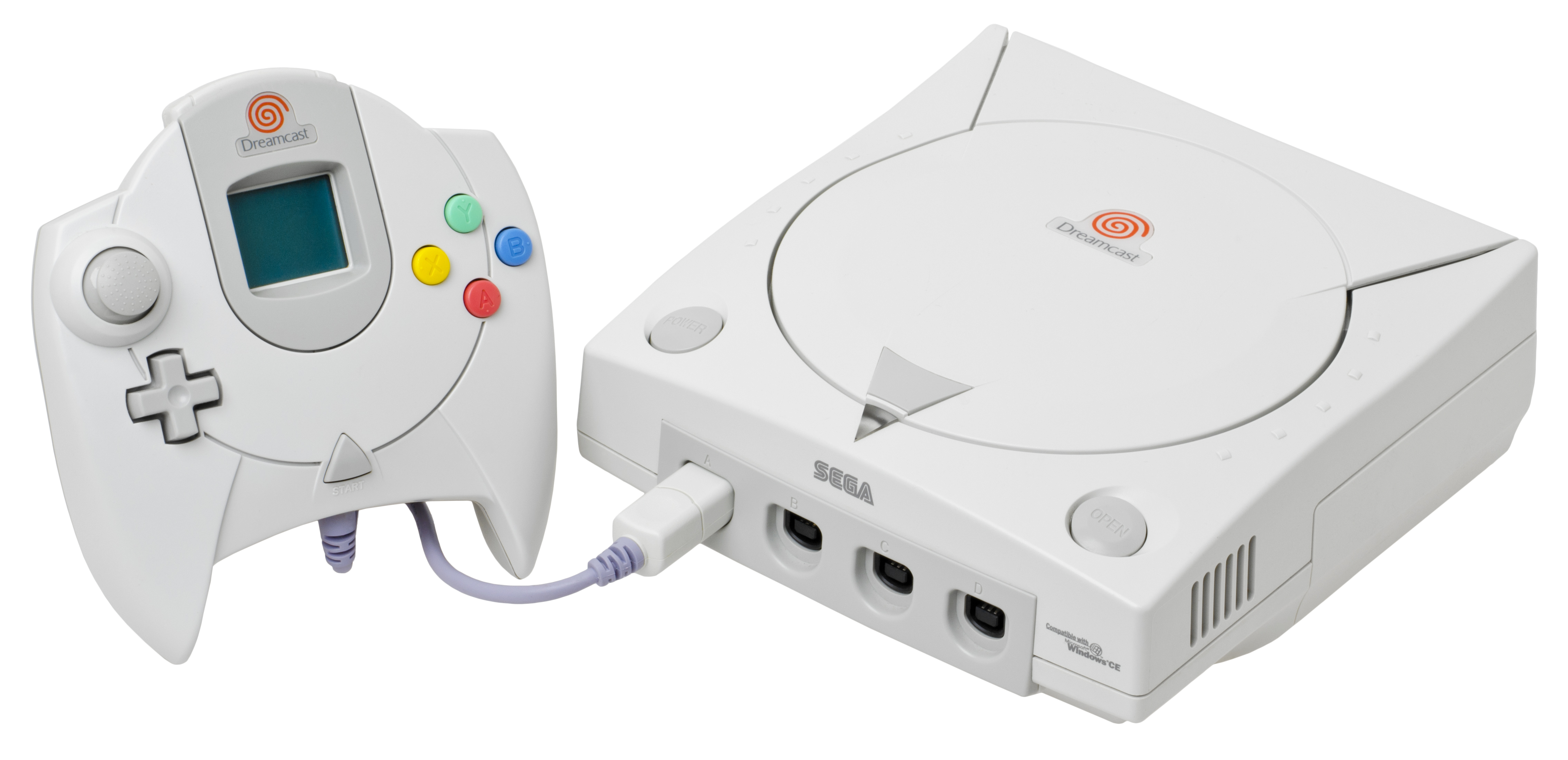
دريم كاست (1998)
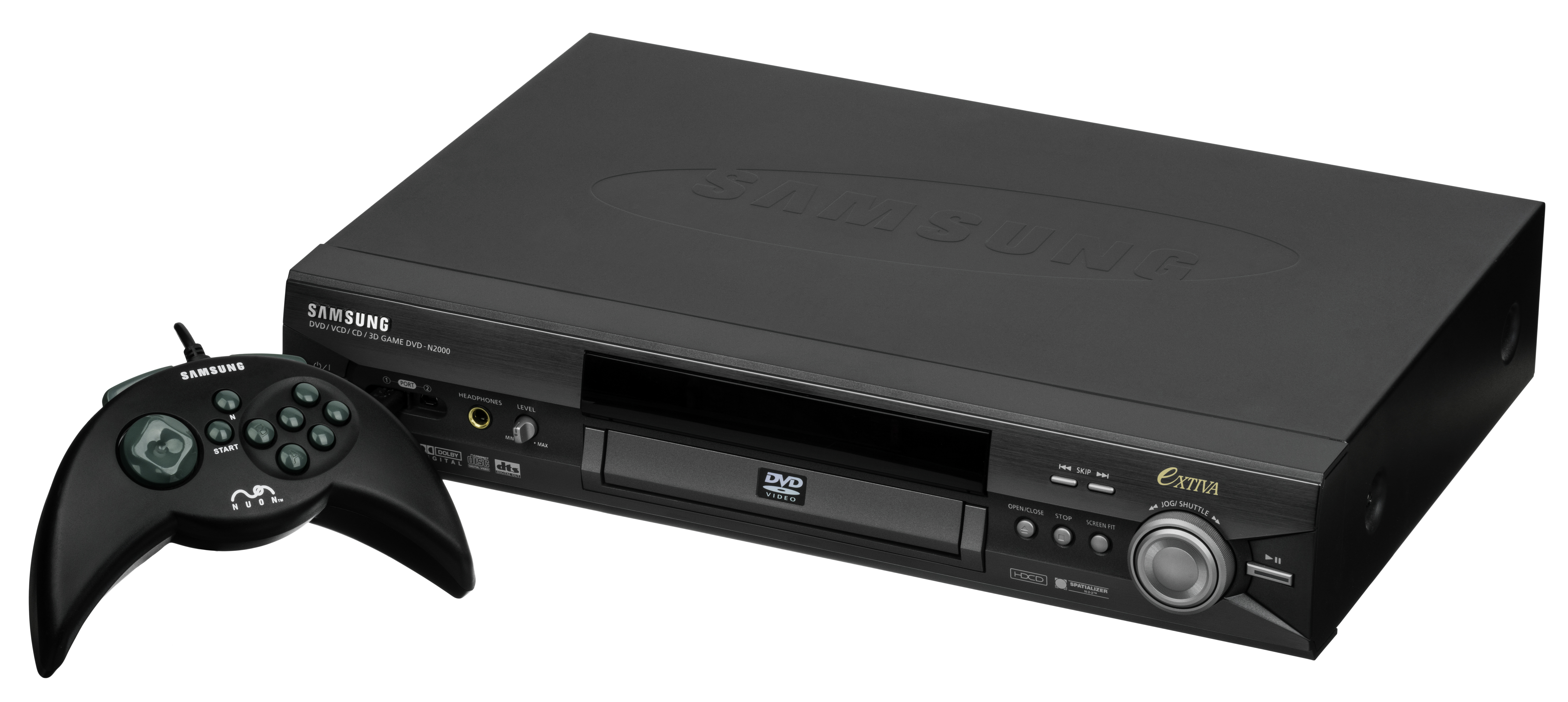
نون (2000)
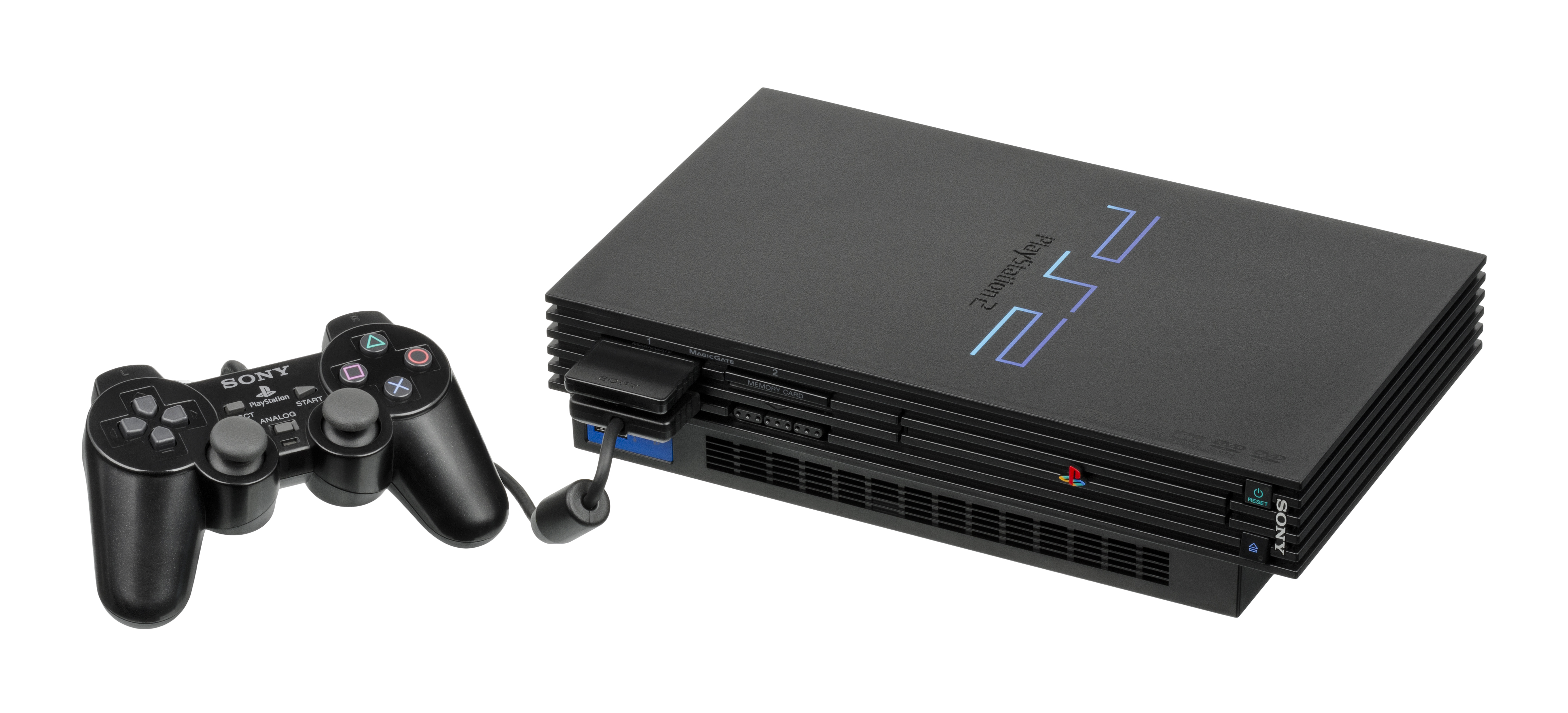
بلاي ستيشن 2 (2000)
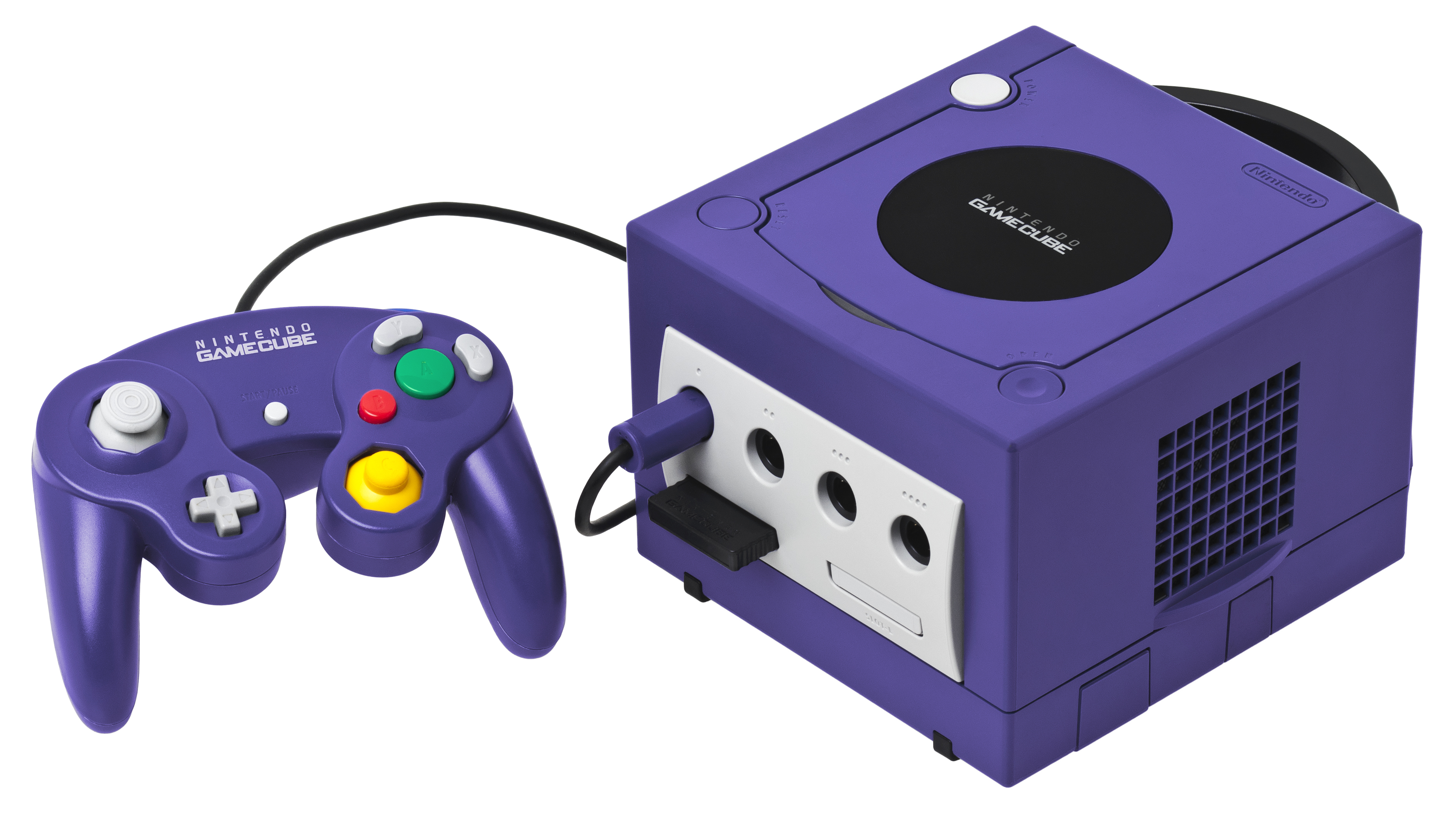
نينتندو غيم كيوب (2001)
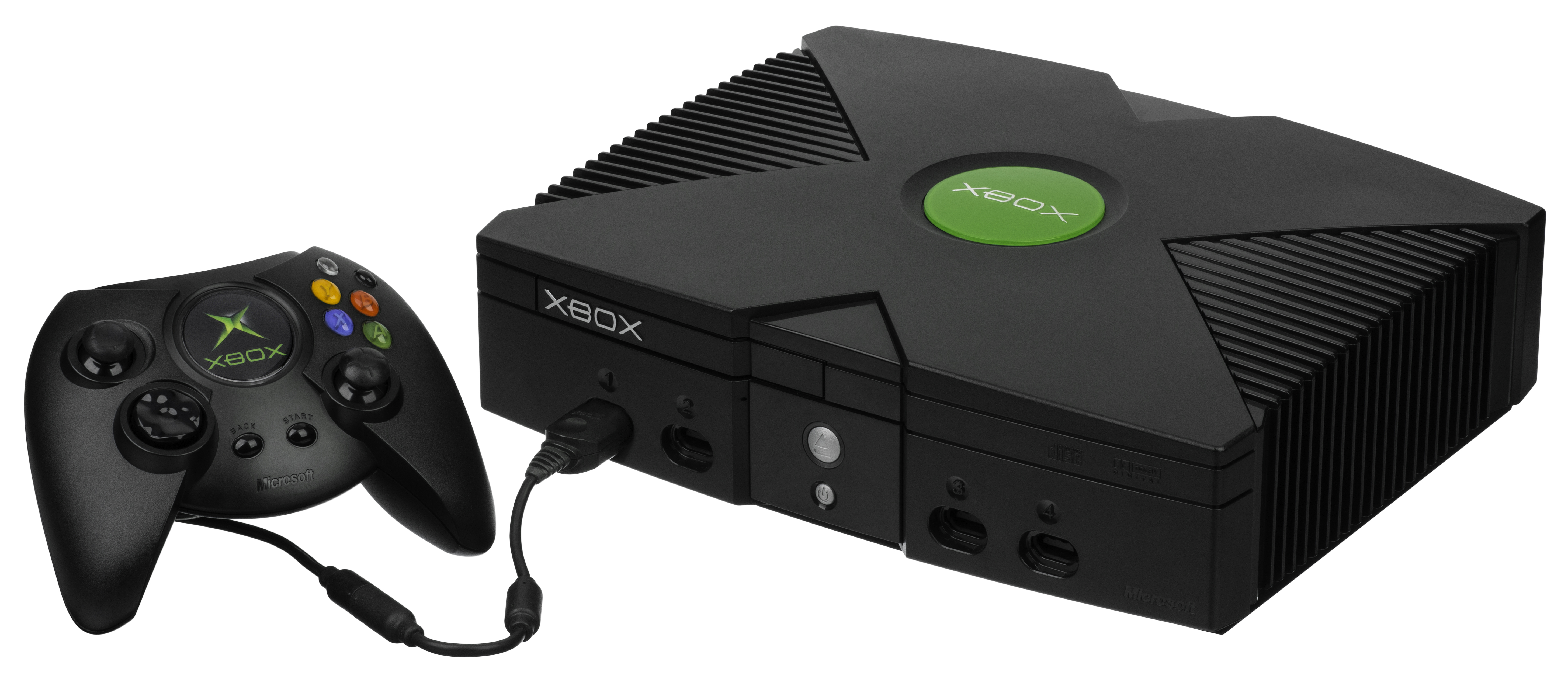
إكس بوكس (2001)
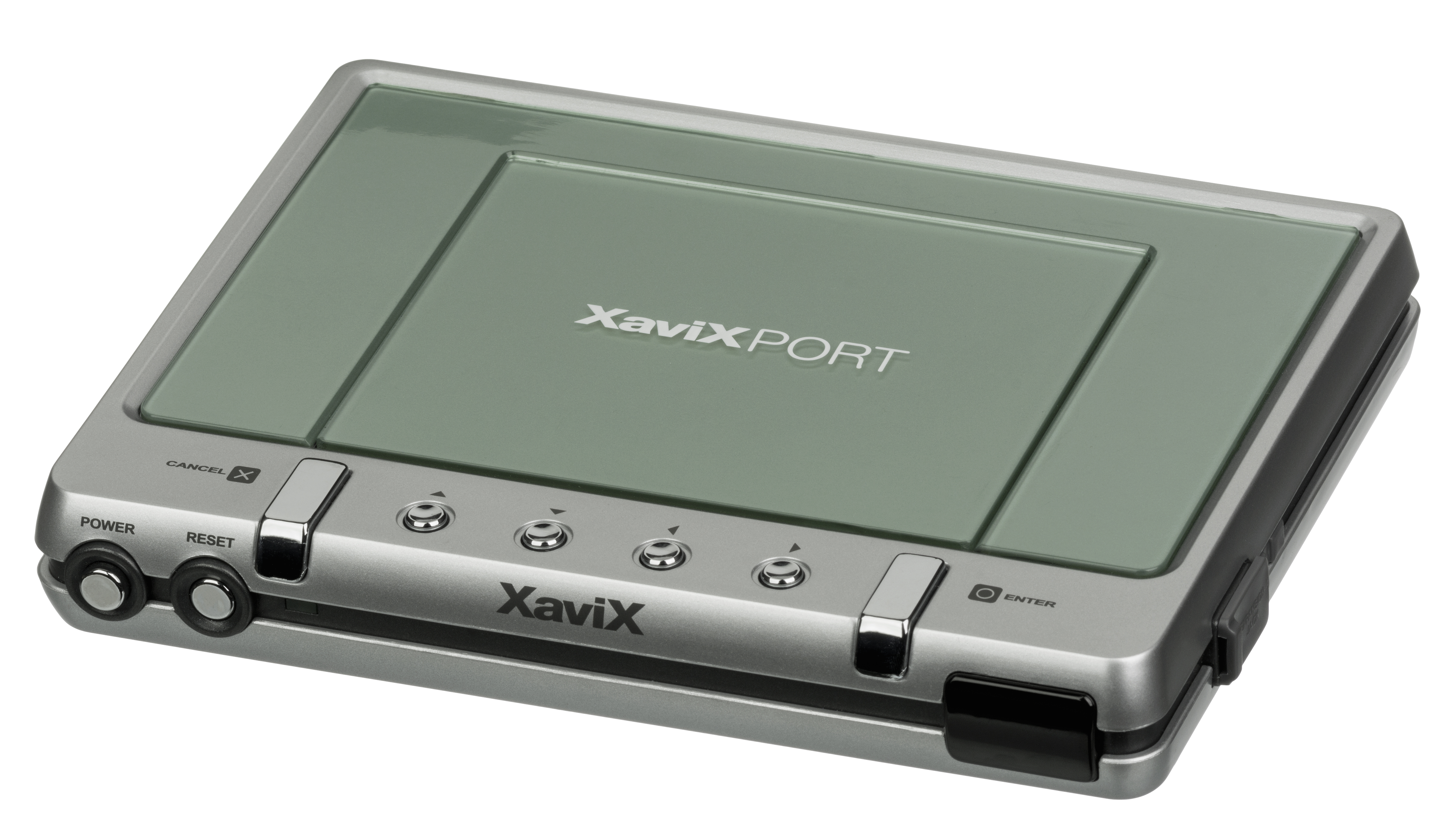
إكسافيكس بورت (2004)
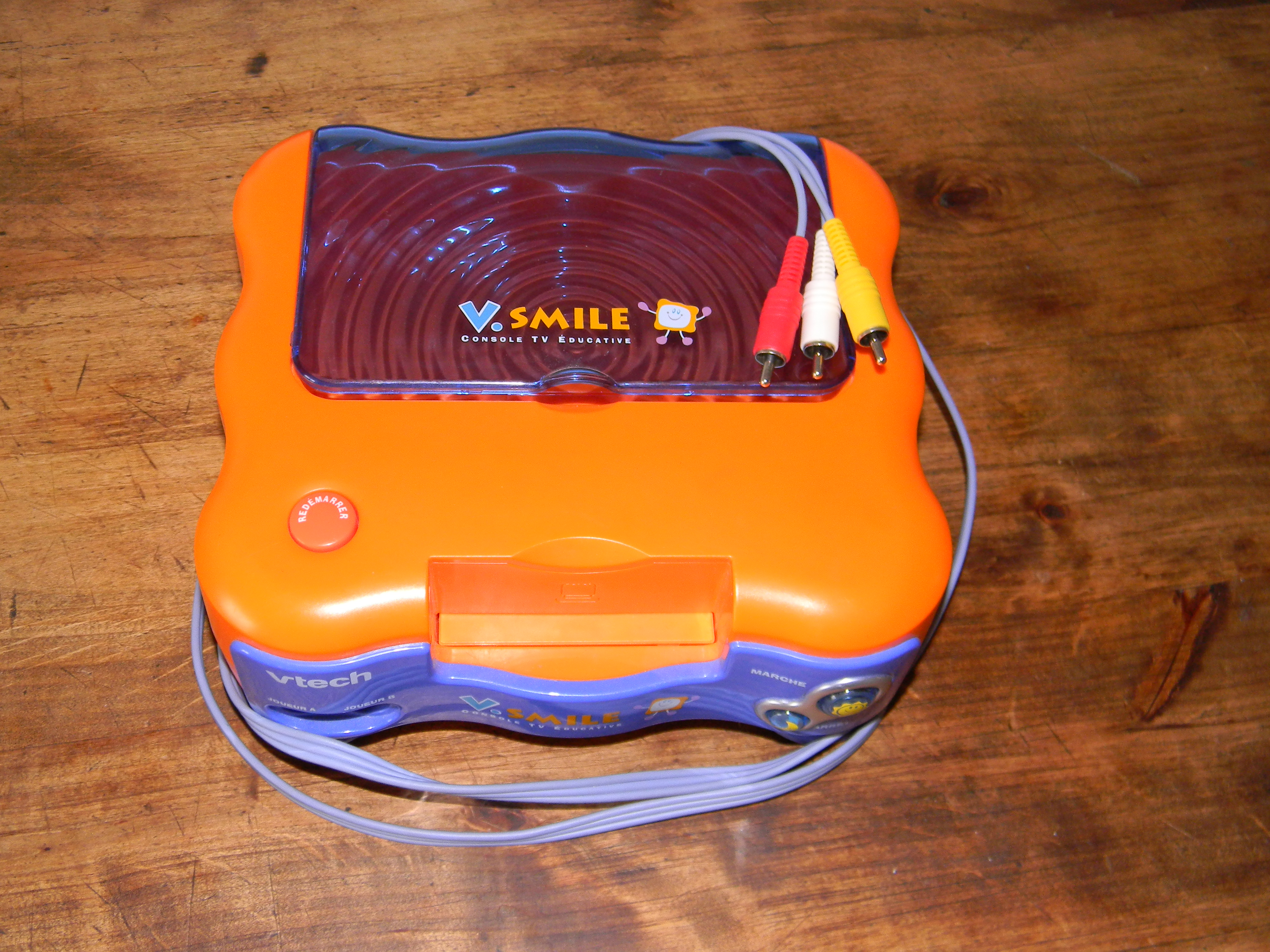
فيتك في دوت سمايل (2004)
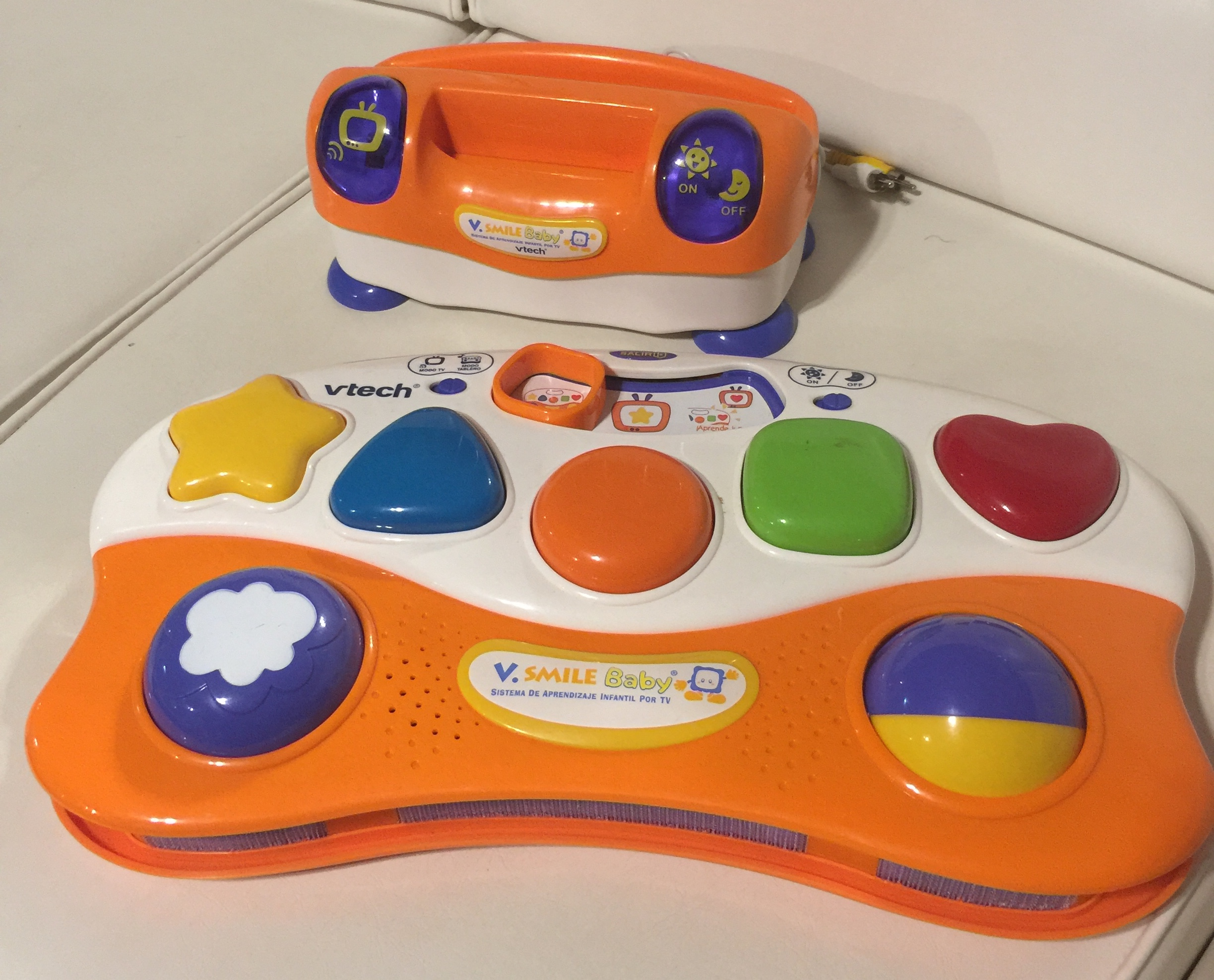
في دوت سمايل بيبي إنفانت ديفلوبمنت سيستم (2006)

| الإسم                                    | تاريخ الإصدار                           | الشركة المصنعة          | عدد المبيعات      | وحدة المعالجة المركزية                                               | البتات                                  |
| ---------------------------------------- | --------------------------------------- | ----------------------- | ----------------- | -------------------------------------------------------------------- | --------------------------------------- |
| دريم كاست                                | 27 نوفمبر 1998                          | سيجا                    | 9.13 مليون        | هيتاشي إس إتش-4 32 بت ريسك @ 200 ميغاهرتز                            | 128 بت (المعالج 32 بت، الرسومات 128 بت) |
| نون                                      | 2000                                    | في إم لابز              | أقل من 25 ألف     | معالج نون إم بي إي المكدس الهجين                                     | 128 بت (سيمد)                           |
| بلاي ستيشن 2                             | 4 مارس 2000                             | سوني                    | أكثر من 155 مليون | إيموشن إنجن @ 294.912 ميغاهرتز (الإصدار)، 299 ميغاهرتز (نسخ أحدث)    | 128 بت (سيمد)                           |
| نينتندو غيم كيوب                         | 14 نوفمبر 2001                          | نينتندو                 | 21.74 مليون       | آي بي إم باور بي سي غيكو @ 486 ميغاهرتز                              | 128 بت (سيمد)                           |
| إكس بوكس                                 | 15 نوفمبر 2001                          | مايكروسوفت              | 24 مليون          | معالج إنتل بينتيوم III مخصص بسرعة 733 ميغاهرتز "يعتمد على كوبيرماين" | 128 بت (سيمد)                           |
| دي في دي كيدز                            | 2002                                    | 3-بلس                   | ?                 | ?                                                                    | ?                                       |
| إكسافيكس بورت                            | 2004                                    | إس إس دي كومباني ليميتد | ?                 | ?                                                                    | 8 بت و16 بت و32 بت (حسب خرطوشة اللعبة)  |
| في دوت سمايل                             | 4 أغسطس 2004                            | فيتك                    | ?                 | ?                                                                    | 128 بت                                  |
| أدفانسد بيكو بينا                        | 2005                                    | سيجا                    | 350 ألف           | ARM7TDMI بسرعة 81 ميغاهرتز                                           | ?                                       |
| في دوت سمايل بيبي إنفانت ديفلوبمنت سيستم | 2006                                    | فيتك                    | ?                 | ?                                                                    | 128 بت                                  |
| إل 600                                   | ملغي (من المفترض أن يصدر في أبريل 2001) | إندريما                 | 0                 | إكس 86 @ 600 ميغاهرتز                                                | 32 يت                                   |
| باناسونيك إم تو                          | ملغي (من المفترض أن يصدر في 1997)       | باناسونيك               | 0                 | معالجات باور بي سي 602 مزدوجة @ 66 ميغاهرتز                          | 64 بت (أحيانًا 32 بت)                    |

### الجيل السابع (2005-2017)
هناك 7 مشغلات ألعاب فيديو منزلية صدرت في الجيل السابع، ومشغل واحد ملغي؛

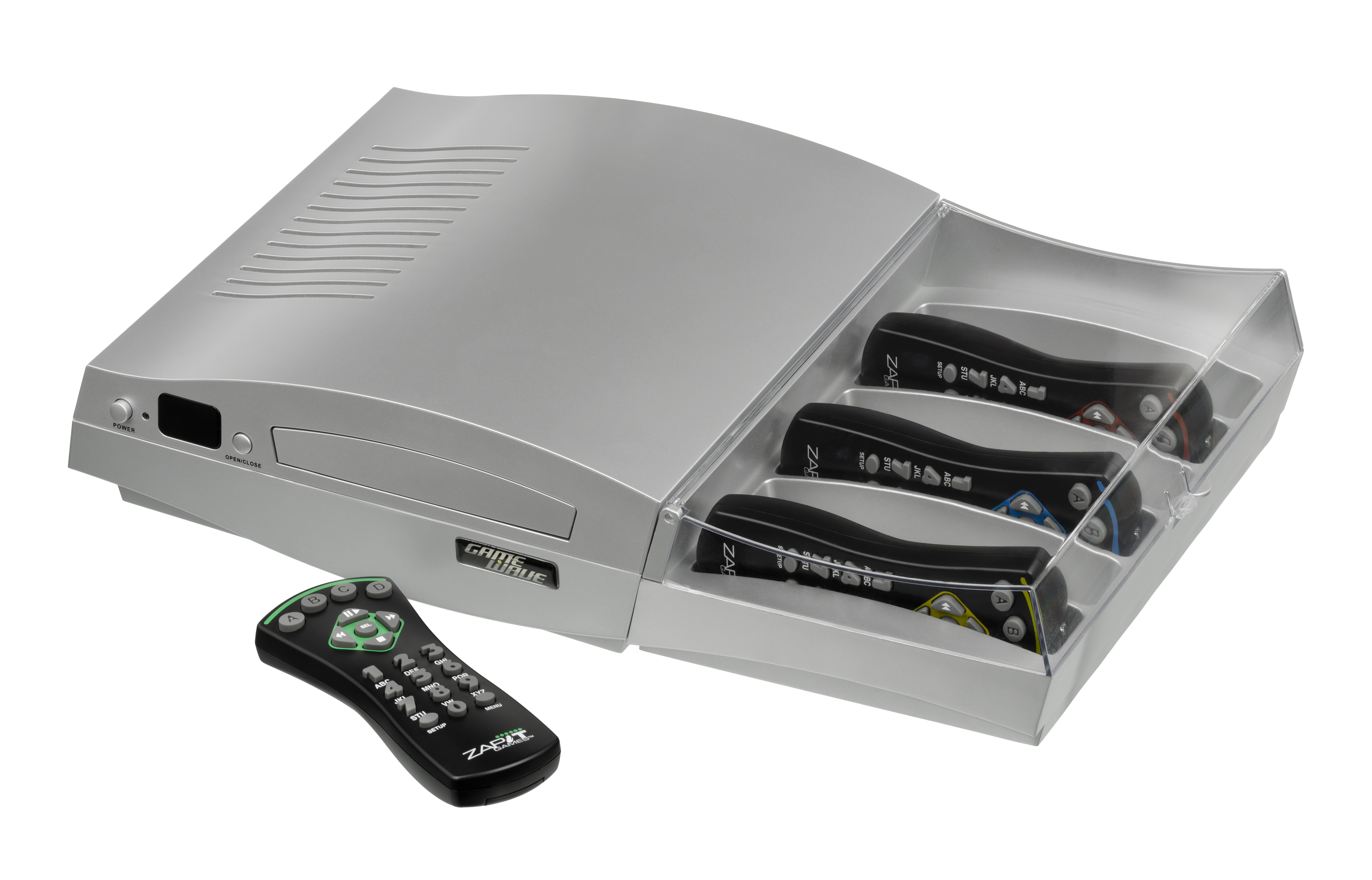
غيم ويف فاميلي إنترتينمنت سيستم (2005)
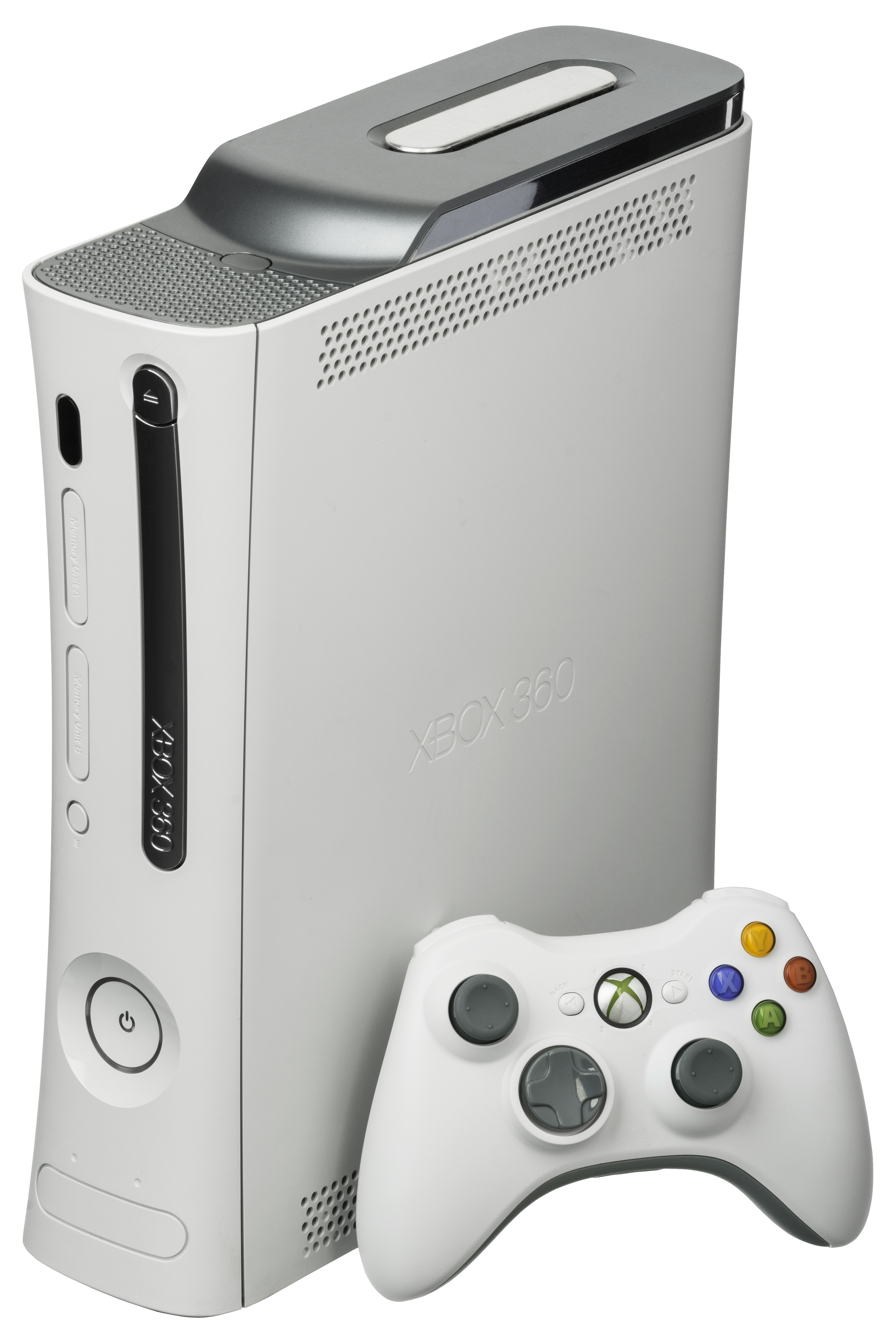
إكس بوكس 360 (2005)
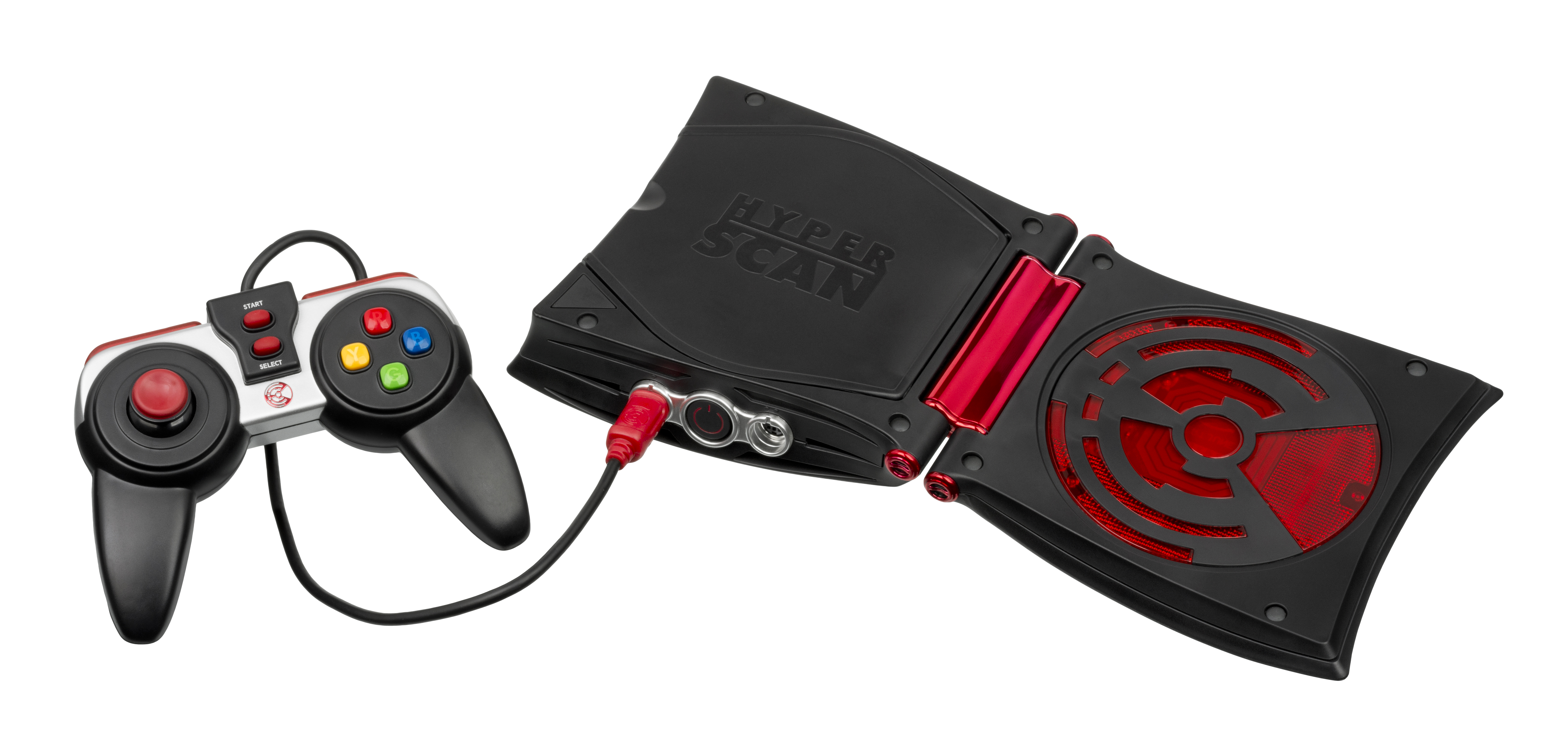
هايبر سكان (2006)
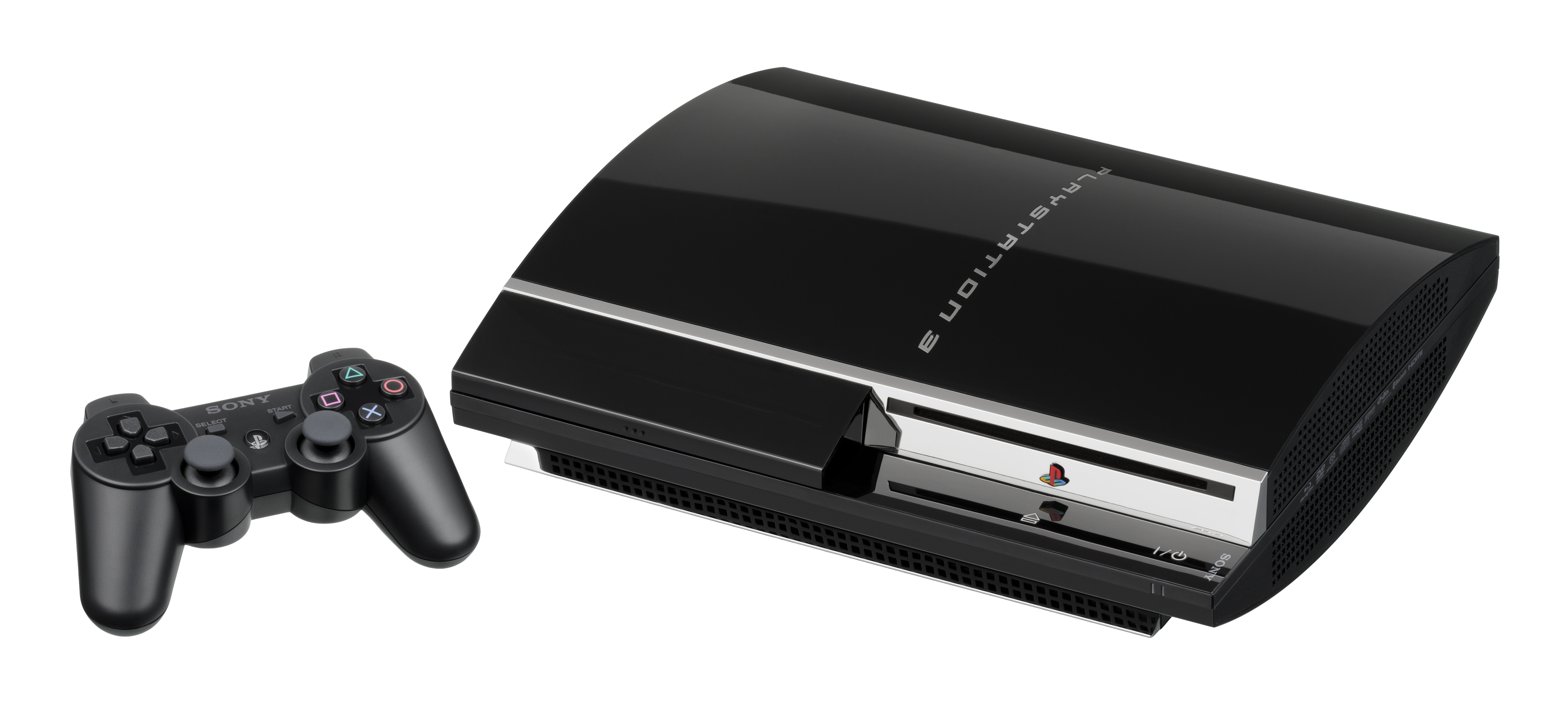
بلاي ستيشن 3 (2006)
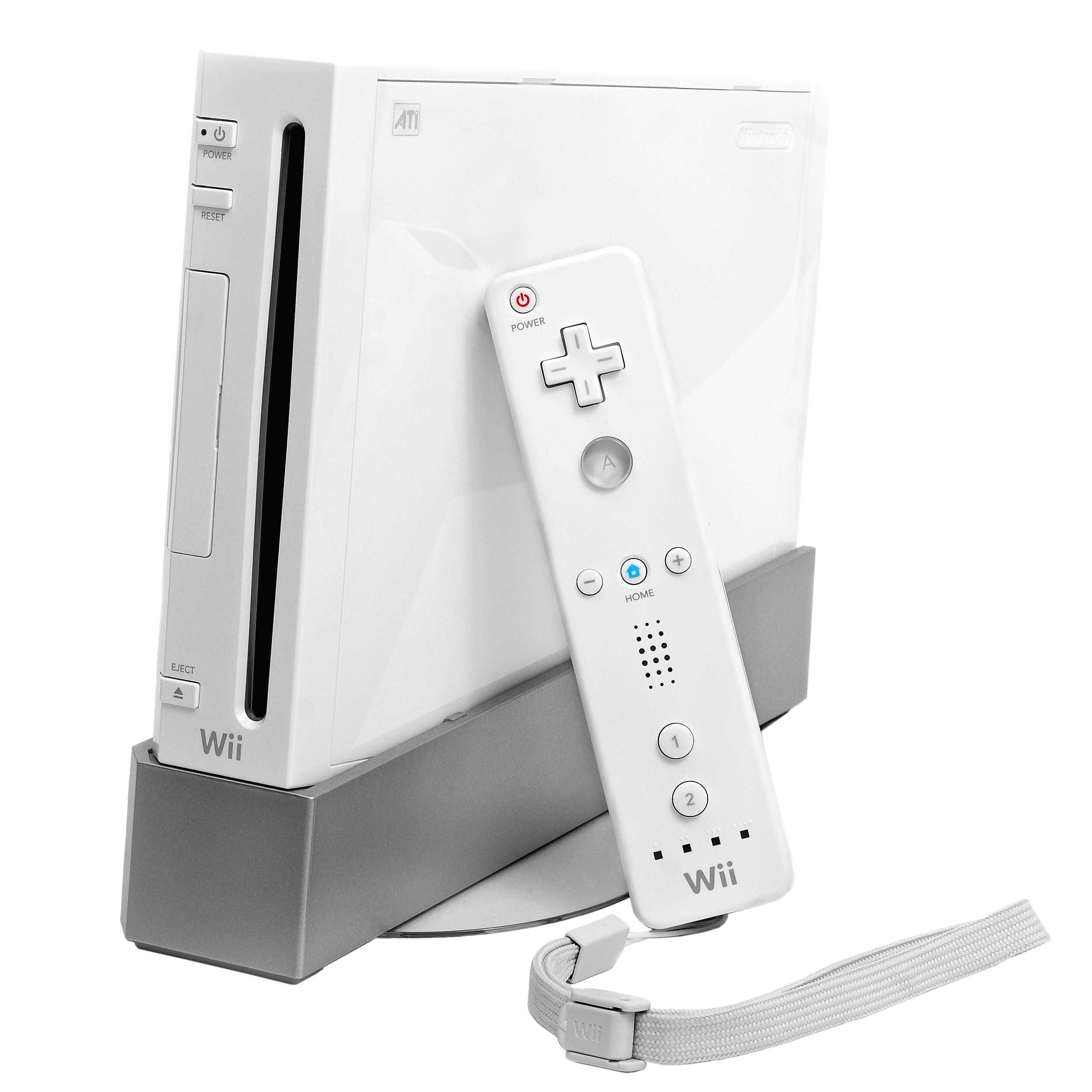
وي (2006)
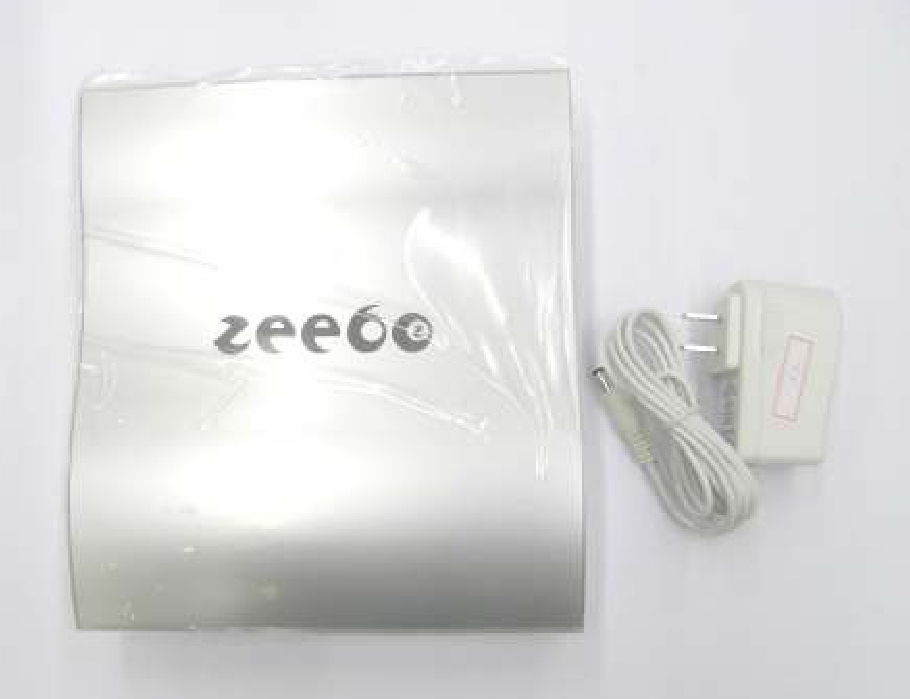
زيبو (2009)

| الإسم                           | تاريخ الإصدار                            | الشركة المصنعة    | عدد المبيعات                             | وحدة المعالجة المركزية                                                               |
| ------------------------------- | ---------------------------------------- | ----------------- | ---------------------------------------- | ------------------------------------------------------------------------------------ |
| غيم ويف فاميلي إنترتينمنت سيستم | أكتوبر 2005                              | زابيت             | 70 ألف (اعتبارا من 2008)                 | ?                                                                                    |
| إكس بوكس 360                    | 22 نوفمبر 2005                           | مايكروسوفت        | 85.8 مليون (اعتبارا من 17 ديسمبر 2018)   | هندسة معمارية كبيرة تبلغ 3.2 غيغاهرتز باور بي سي ثلاثي النواة زينون                  |
| في دوت فلاش                     | سبتمبر 2006                              | فيتك              | ?                                        | ?                                                                                    |
| هايبر سكان                      | 23 أكتوبر 2006                           | ماتيل             | ?                                        | ?                                                                                    |
| بلاي ستيشن 3                    | 11 نوفمبر 2006                           | سوني              | 86.9 مليون                               | 3.2 غيغاهرتز محرك الخلية ذات النطاق العريض مع 1 بي بي إي و7 إس بي إي                 |
| وي                              | 19 نوفمبر 2006                           | نينتندو           | 101.63 مليون (اعتبارا من 31 ديسمبر 2016) | آي بي إم باور بي سي القائم على باور بي سي 750 "برودواي" @ 729 ميغاهرتز؛ 2.9 جي فلوبس |
| زيبو                            | 25 مايو 2009                             | زيبو              | ?                                        | ?                                                                                    |
| فانتوم                          | ملغي (من المفترض أن يصدر في سبتمبر 2005) | فانتوم إنترتينمنت | 0                                        | ?                                                                                    |

### الجيل الثامن (2012-الحاضر)
هناك 4 مشغلات ألعاب فيديو منزلية صدرت في الجيل الثامن؛

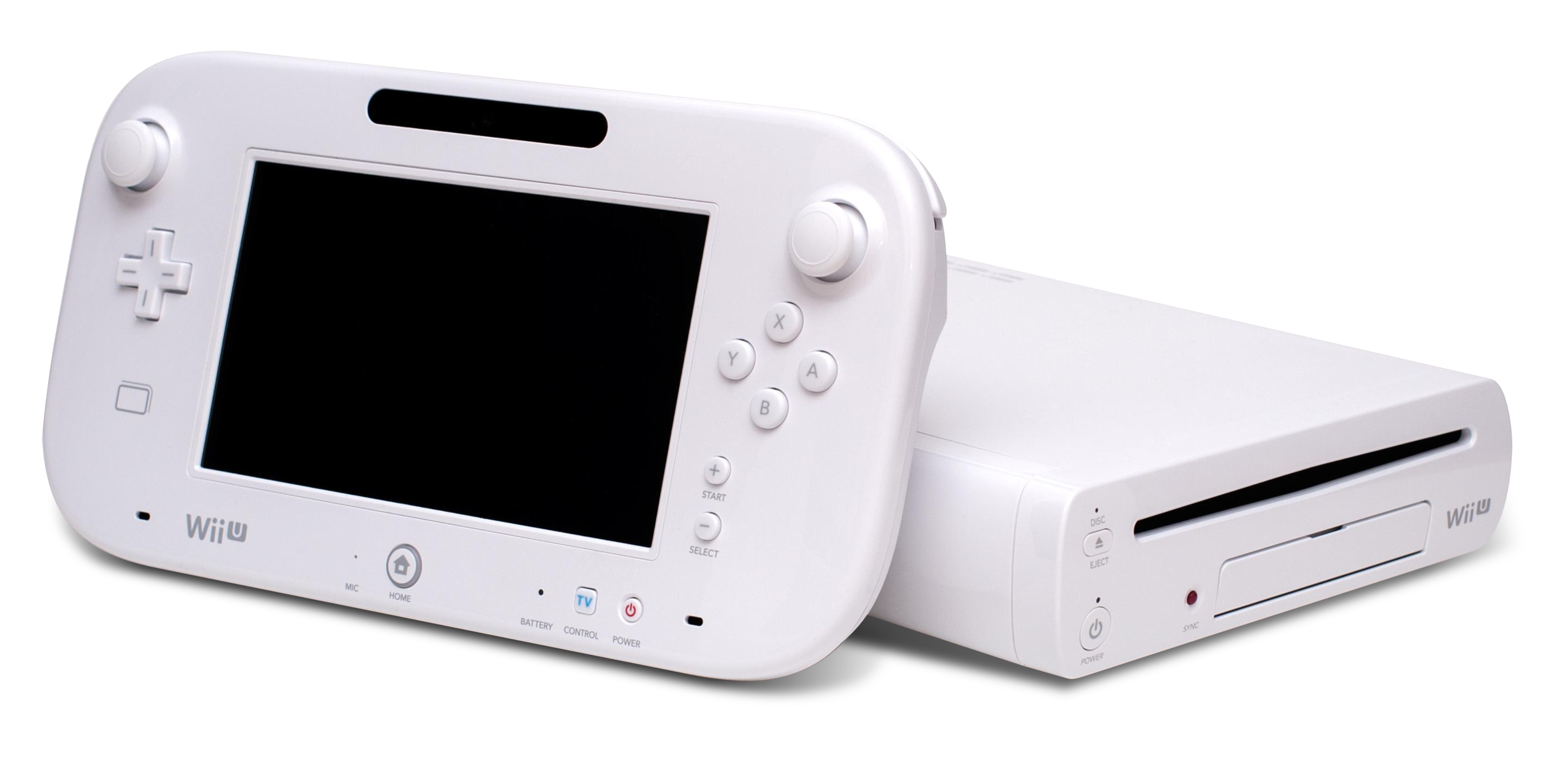
وي يو (2012)
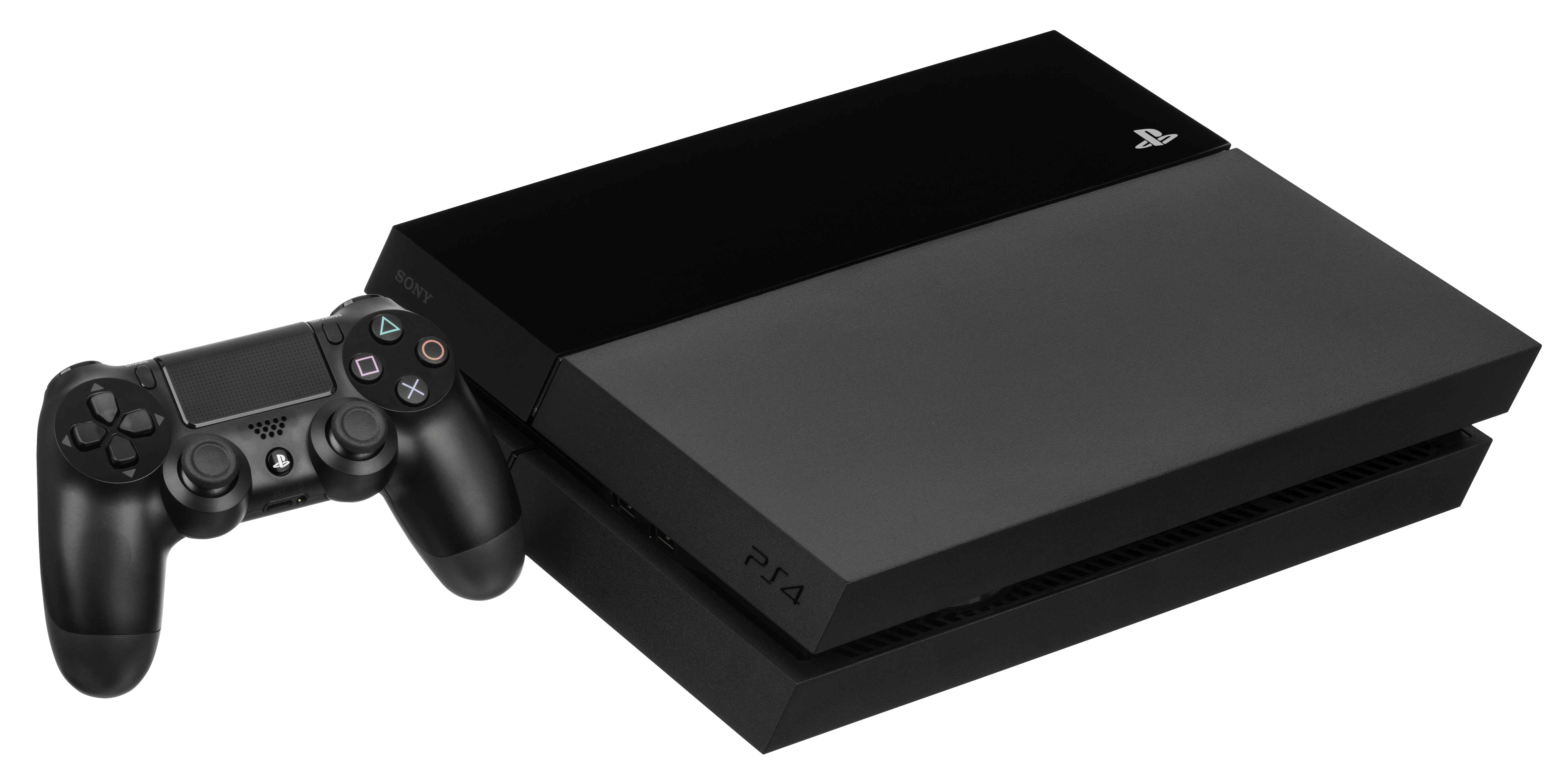
بلاي ستيشن 4 (2013)
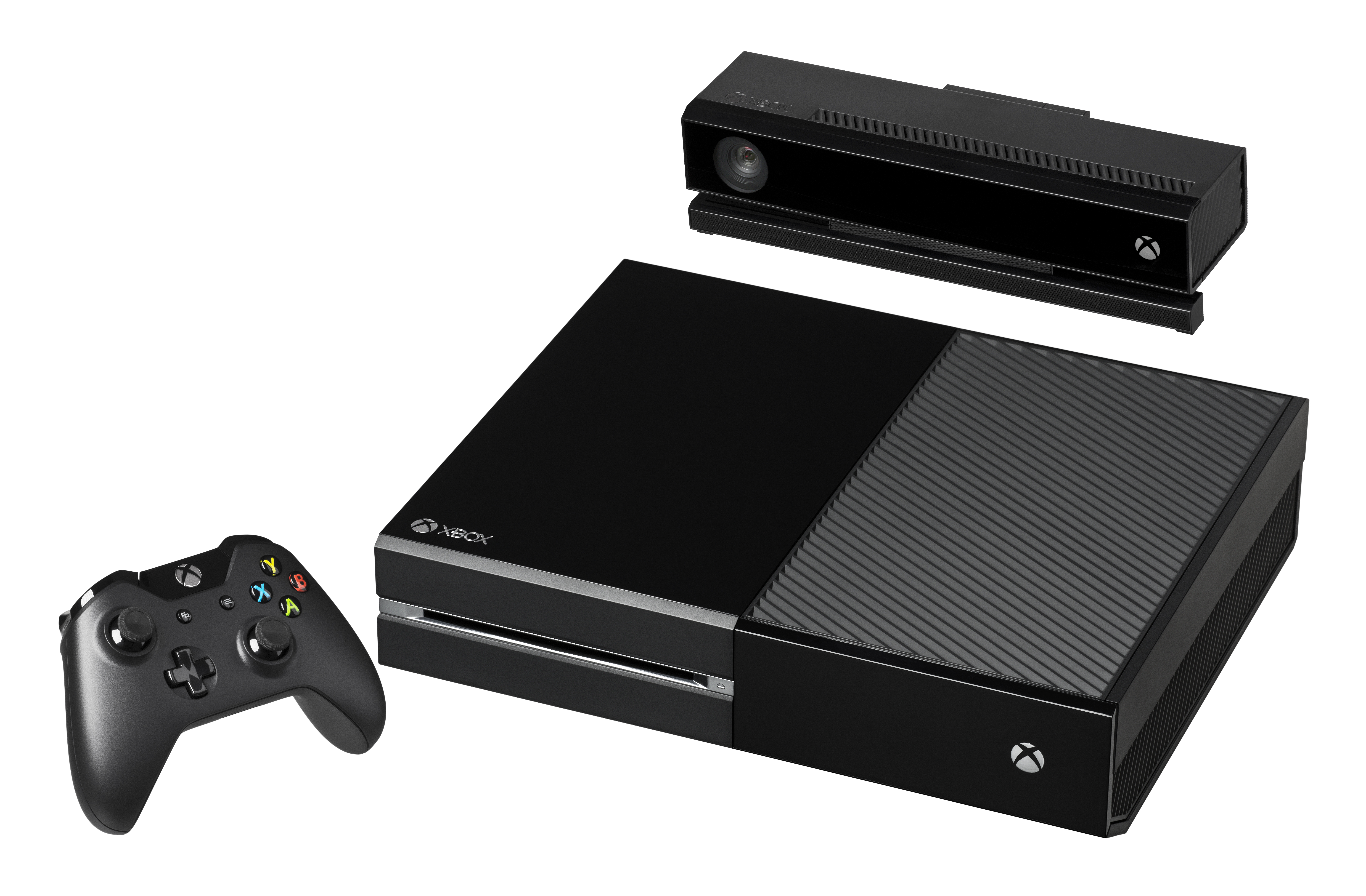
إكس بوكس ون (2013)
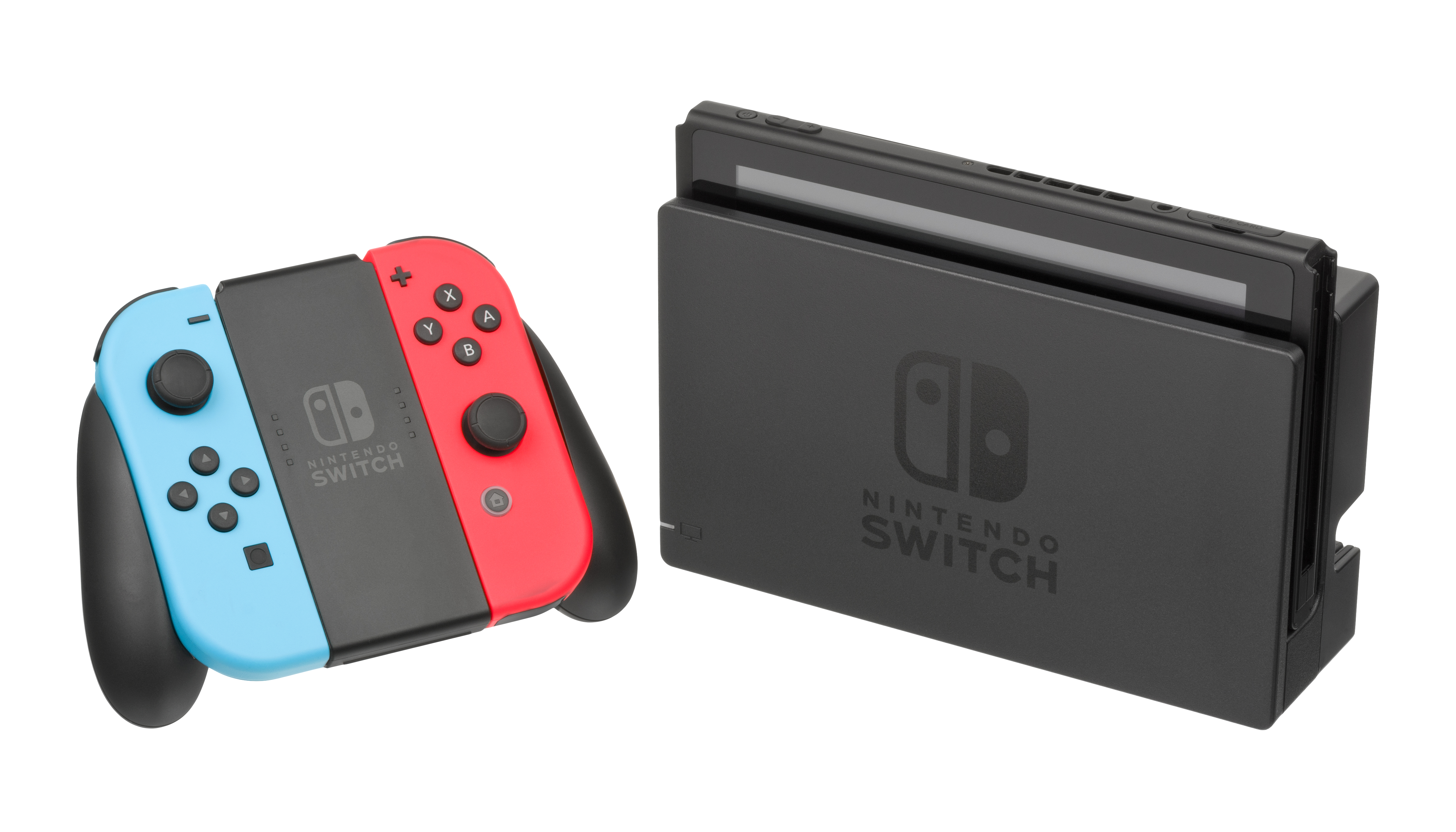
نينتندو سويتش (2017)

| الإسم         | تاريخ الإصدار  | الشركة المصنعة | عدد المبيعات                                    | وحدة المعالجة المركزية |
| ------------- | -------------- | -------------- | ----------------------------------------------- | --- |
| وي يو         | 18 نوفمبر 2012 | نينتندو        | 13.56 مليون (اعتبارا من 31 ديسمبر 2016)         | باور بي سي 750 قائم على 1.25 غيغاهرتز ثلاثي النواة آي بي إم باور بي سي "إسبريسو"                                           |
| بلاي ستيشن 4  | 15 نوفمبر 2013 | سوني           | أكثر من 116.6 مليون (اعتبارا من 29 نوفمبر 2021) | وحدة المعالجة المركزية أيه إم دي إكس86-64 جاغوار شبه المخصصة ثماني النوى بسرعة 1.6 غيغاهرتز (مدمجة في وحدة تسريع المعالجة) |
| إكس بوكس ون   | 22 نوفمبر 2013 | مايكروسوفت     | 51 مليون تقريبًا (اعتبارا من 5 أغسطس 2021)       | مخصص 1.75 غيغاهرتز أيه إم دي ثماني النوى وحدة تسريع المعالجة (وحدتان جاغوار رباعية النوى)                                  |
| نينتندو سويتش | 03 مارس 2017   | نينتندو        | 92.87 مليون (اعتبارا من 29 نوفمبر 2021)         | ثماني النواة (4 × أيه آر إم كورتيكس-أيه 57 & 4 × أيه آر إم كورتيكس-أيه 53) @ 1.020 غيغاهرتز                                |

- صدر نينتندو سويتش خلال هذه الفترة، ولكن أُشِيرَ إليه على أنه مشغل ألعاب فيديو هجين، يجمع بين ميزات المشغلات المنزلية والمحمولة. هذا هو السبب في ظهور السويتش في كل من قائمة مشغلات ألعاب الفيديو المنزلية وقائمة المشغلات المحمولة.

### الجيل التاسع (2020-الحاضر)
هناك مشغلان اثنان صدرا في الجيل التاسع؛

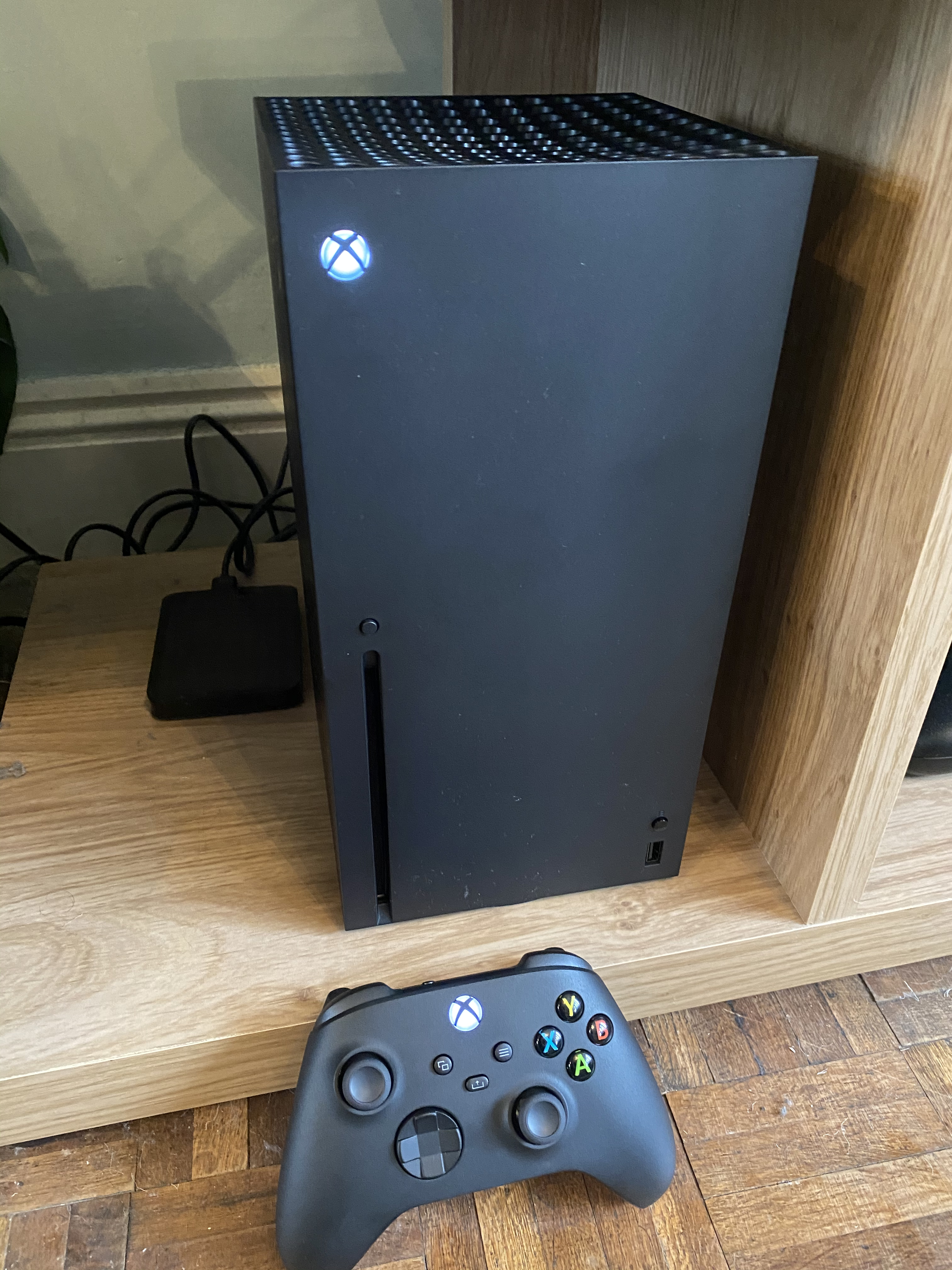
إكس بوكس سيريس إكس (2020)
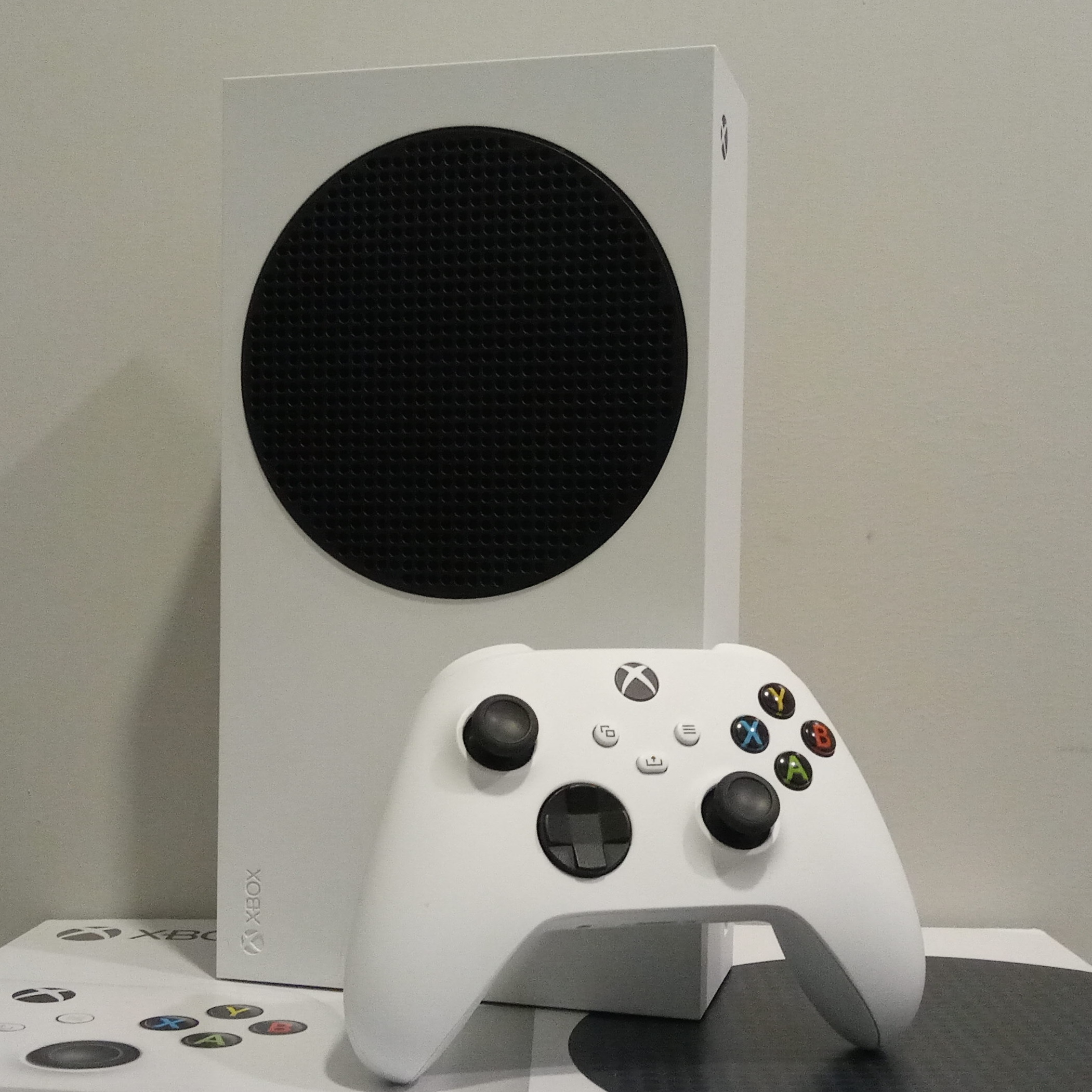
إكس بوكس سيريس أس (2020)
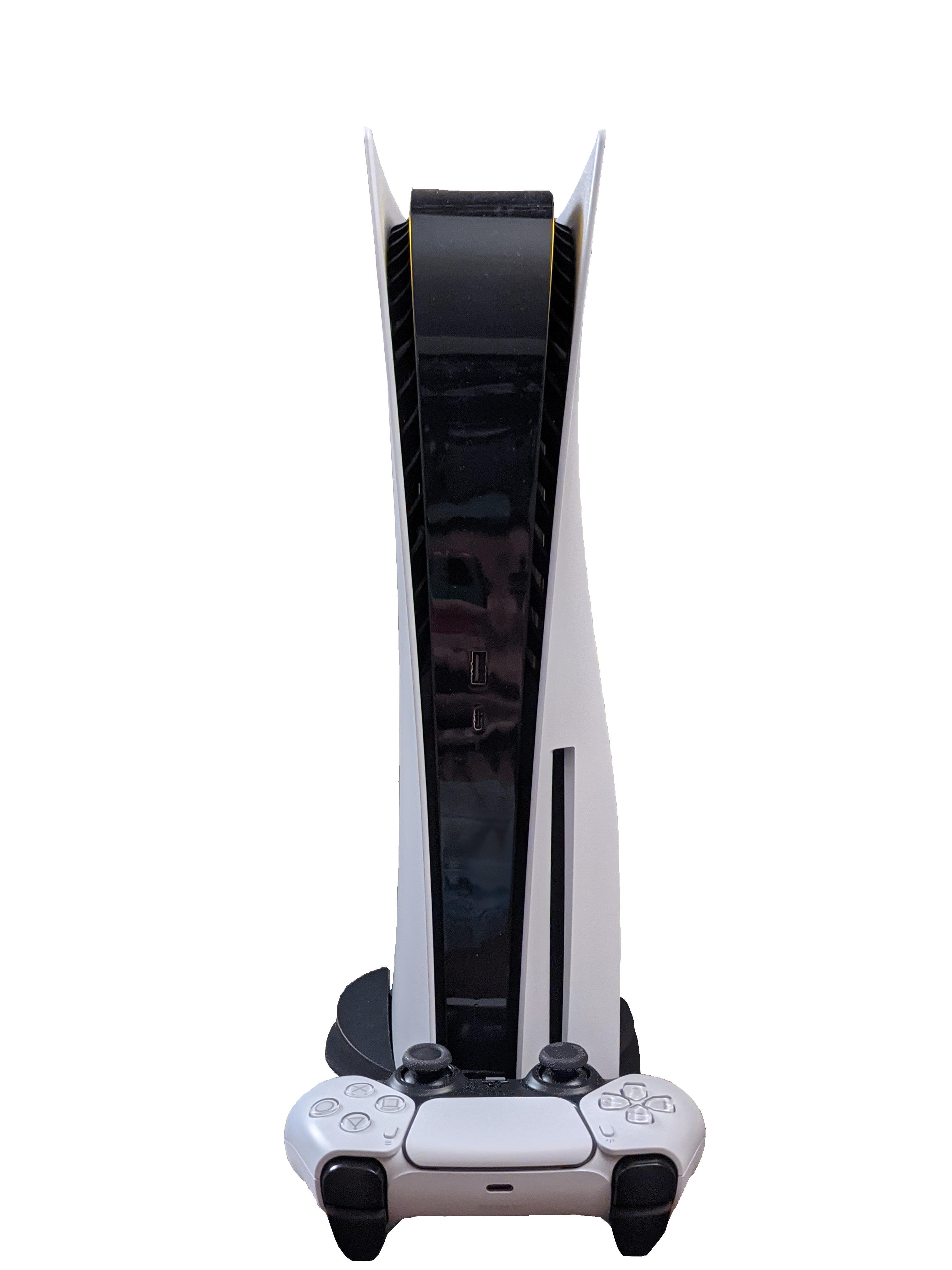
بلاي ستيشن 5 (2020)
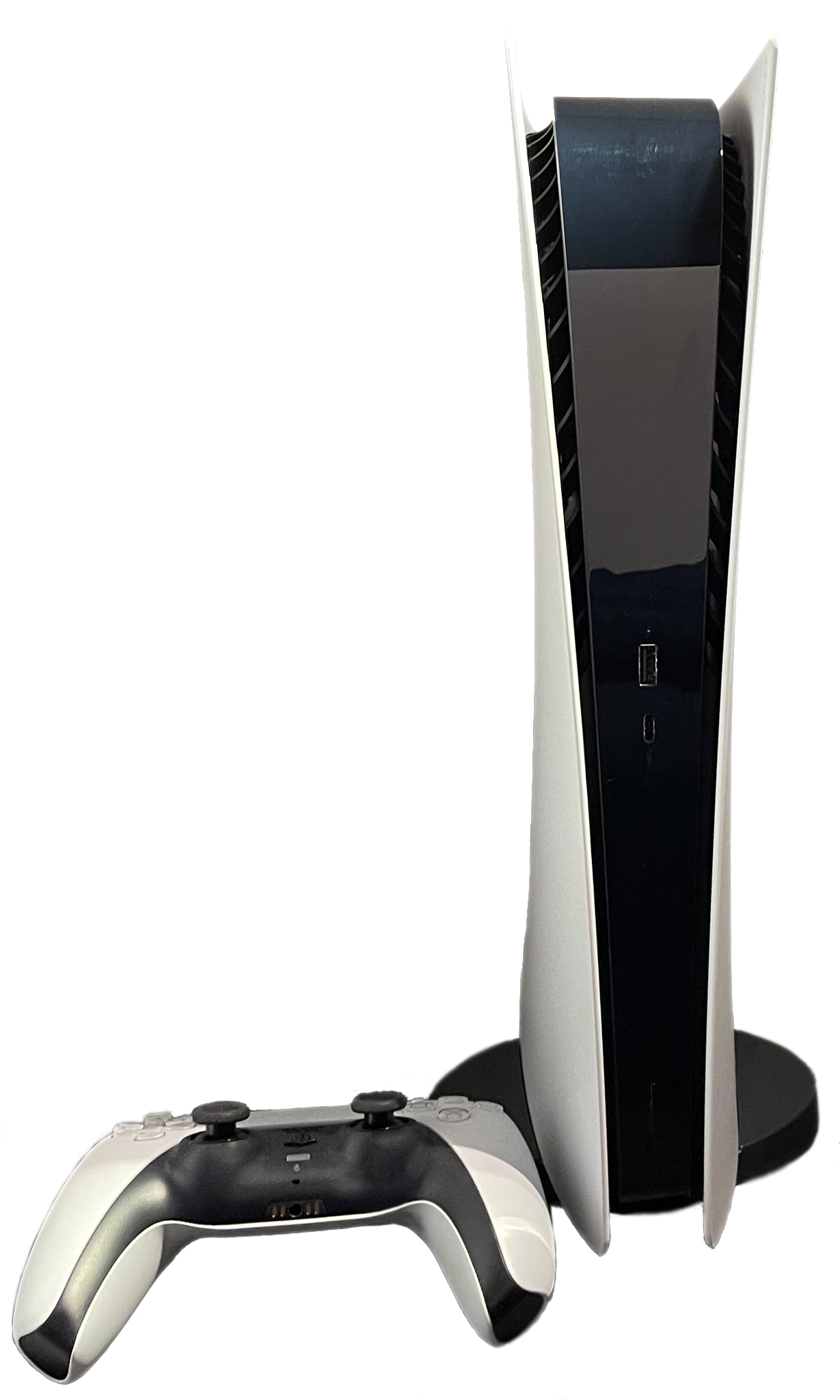
بلاي ستيشن 5 ديجيتال إديشن (2020)

| الإسم              | تاريخ الإصدار  | الشركة المصنعة | عدد المبيعات                               | وحدة المعالجة المركزية |
| ------------------ | -------------- | -------------- | ------------------------------------------ | --- |
| إكس بوكس سيريس إكس | 10 نوفمبر 2020 | مايكروسوفت     | 12 مليون تقريبًا (اعتبارا من 3 فبراير 2022) | - مخصص ثماني النواة أيه إم دي زين 2؛ - سيريس إكس: 3.8 غيغاهرتز، 3.6 غيغاهرتز مع إس إم تي - سيريس أس: 3.6 غيغاهرتز، 3.4 غيغاهرتز مع إس إم تي |
| بلاي ستيشن 5       | 12 نوفمبر 2020 | سوني           | 17.3 مليون (اعتبارا من 3 فبراير 2022)      | معالج أيه إم دي زين 2 ثماني النوى مخصص، تردد متغير يصل إلى 3.5 جيجاهرتز                                                                     |

## الملاحظات
1. ↑  طرفية لفاملي كومبيوتر - فقط لليابان.
2. 1 2  بدءًا من الربع الرابع لشركة مايكروسوفت المنتهي في يونيو 2014، توقفت الشركة عن الإفصاح عن مبيعات النظام الأساسي الفردية في تقاريرها المالية، وتستند مبيعات نسخ إكس بوكس اللاحقة إلى تقديرات الصناعة.